# Expressionismo

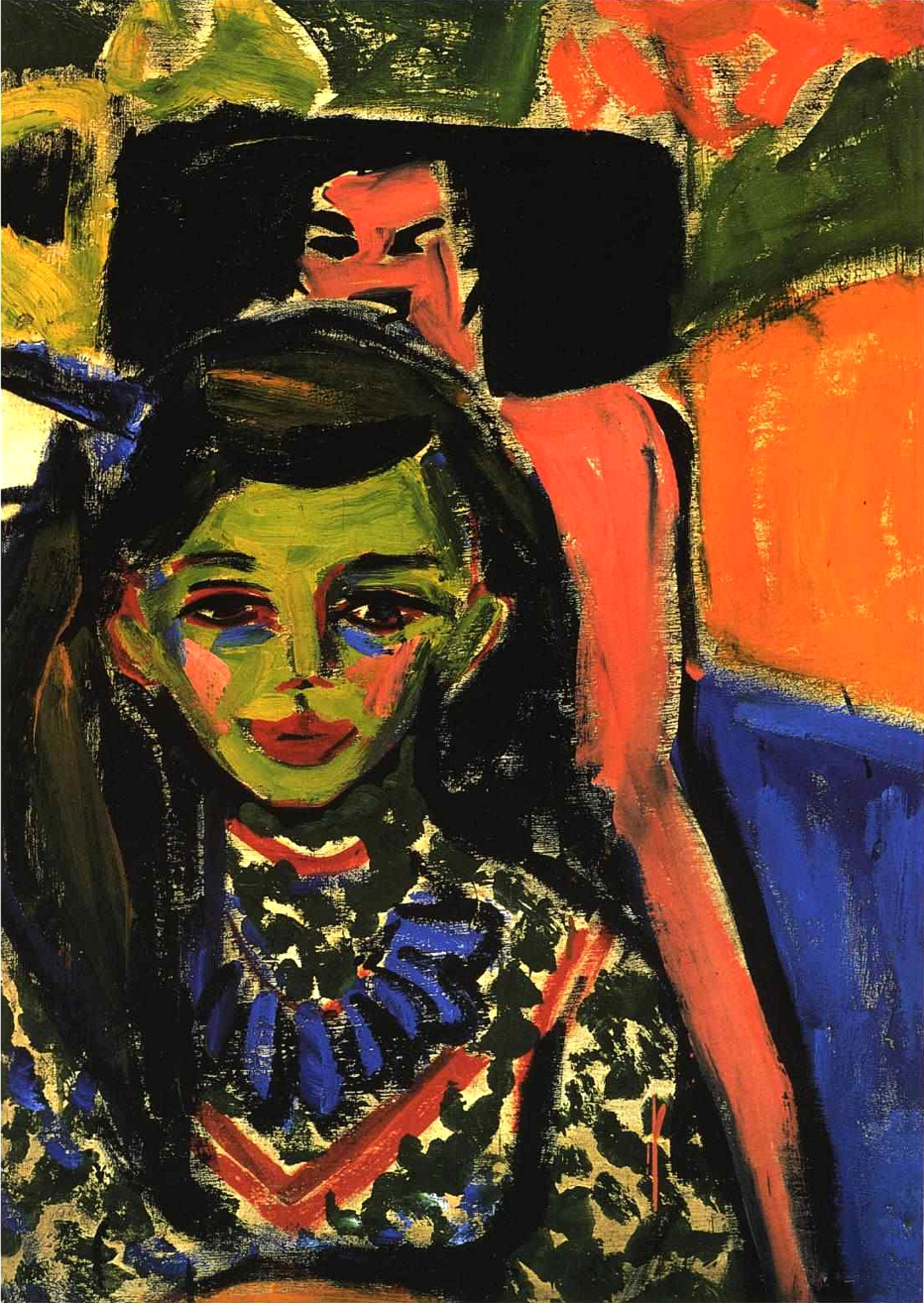
Fränzi perante uma cadeira talhada (1910), de Ernst Ludwig Kirchner, Museu Thyssen-Bornemisza, Madrid

O Expressionismo  foi um movimento artístico e cultural de vanguarda surgido na Alemanha no início do século XX, transversal aos campos artísticos da arquitetura, artes plásticas, literatura, música, cinema, teatro, dança e fotografia. Manifestou-se inicialmente através da pintura, coincidindo com o aparecimento do fauvismo francês, o que tornaria ambos os movimentos artísticos os primeiros representantes das chamadas "vanguardas históricas". Mais do que meramente um estilo com características em comum, o Expressionismo é sinónimo de um amplo movimento heterogéneo, de uma atitude e de uma nova forma de entender a arte, que aglutinou diversos artistas de várias tendências, formações e níveis intelectuais. O movimento surge como uma reacção ao positivismo associado aos movimentos impressionista e naturalista, propondo uma arte pessoal e intuitiva, onde predominasse a visão interior do artista — a "expressão" — em oposição à mera observação da realidade — a "impressão".
O expressionismo compreende a deformação da realidade para expressar de forma subjectiva a natureza e o ser humano, dando primazia à expressão de sentimentos em relação à simples descrição objetiva da realidade. Entendido desta forma, o expressionismo não tem uma época ou um espaço geográfico definidos, e pode mesmo classificar-se como expressionista a obra de autores tão diversos como o holandês Piet Zwiers, Matthias Grünewald, Pieter Brueghel, o Velho, El Greco ou Francisco de Goya. Alguns historiadores, de forma a estabelecer uma distinção entre termos, preferem o uso de "expressionismo" — em minúsculas — como termo genérico, e "Expressionismo" — com inicial maiúscula — para o movimento alemão.
Através de uma paleta cromática vincada e agressiva e do recurso às temáticas da solidão e da miséria, o expressionismo é um reflexo da angústia e ansiedade que dominavam os círculos artísticos e intelectuais da Alemanha durante os anos anteriores à Primeira Guerra Mundial (1914-1918) e que se prolongaria até ao fim do período entre-guerras (1918-1939). Angústia que suscitou um desejo veemente de transformar a vida, de alargar as dimensões da imaginação e de renovar a linguagem artística. O expressionismo defendia a liberdade individual, o primado da subjectividade, o irracionalismo, o arrebatamento e os temas proibidos — o excitante, diabólico, sexual, fantástico ou perverso. Pretendeu ser o reflexo de uma visão subjectiva e emocional da realidade, materializada através da expressividade dos meios plásticos, que adquiriram uma dimensão metafísica, abrindo os sentidos ao mundo interior. Muitas vezes visto como genuína expressão da alma alemã, o seu carácter existencialista, o seu anseio metafísico e a sua visão trágica do ser humano são características inerentes a uma concepção existencial aberta ao mundo espiritual e às questões da vida e da morte. Fruto das peculiares circunstâncias históricas em que surge, o expressionismo veio revelar o lado pessimista da vida e a angústia existencialista do indivíduo, que na sociedade moderna, industrializada, se vê alienado e isolado.
O expressionismo não foi um movimento homogéneo, coexistindo vários polos artísticos com uma grande diversidade estilística, como a corrente modernista (Munch), fauvista (Rouault), cubista e futurista (Die Brücke), surrealista (Klee), ou a abstracta (Kandinsky). Embora o seu maior polo de difusão se encontrasse na Alemanha, o expressionismo manifestou-se também por meio de artistas provenientes de outras partes da Europa como Modigliani, Chagall, Soutine ou Permeke, e no continente americano como, por exemplo, os mexicanos Orozco, Rivera, Siqueiros e o brasileiro Portinari. Na Alemanha existiram dois grupos dominantes: Die Brücke (fundado em 1905), e Der Blaue Reiter (fundado em 1911), embora tenha havido artistas independentes e não afiliados com nenhum dos grupos. Depois da Primeira Guerra Mundial surge a Nova Objetividade que, embora tenha sido uma reação ao individualismo expressionista e procurasse a função social na arte, a sua distorção das formas e o seu intenso colorido fazem do grupo um herdeiro directo da primeira geração expressionista.

## Definição

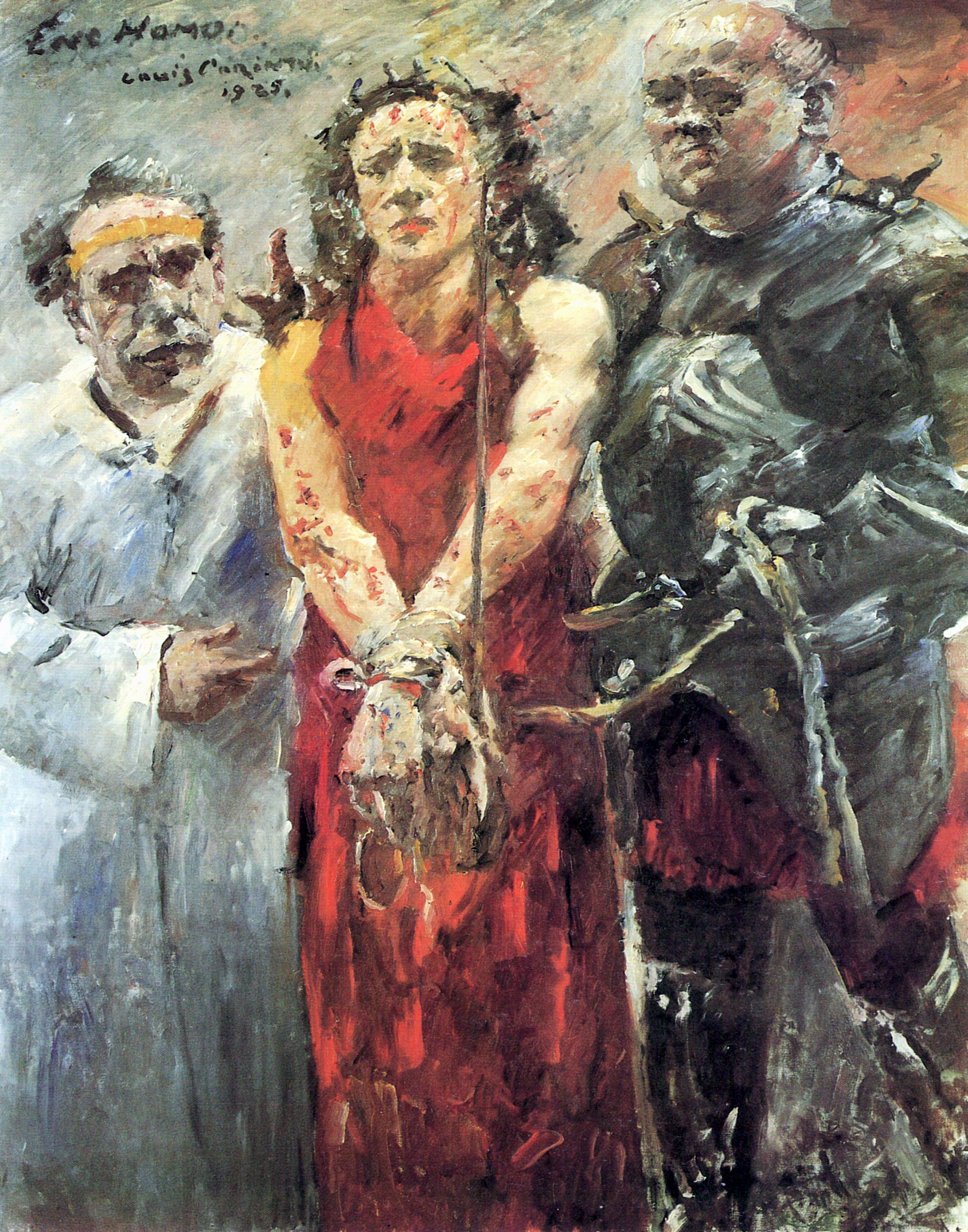
Ecce homo (1925), de Lovis Corinth, Pinacoteca de Basileia

A transição do século XIX para  XX assistiu a inúmeras transformações políticas, sociais e culturais. A burguesia vive um período áureo de grande ostentação económica e influência política, a Belle Époque, que se manifestaria nas artes através do modernismo, movimento artístico que responde ao luxo e ostentação copiosos procurados pela nova classe dirigente. No entanto, o receio perante a ocorrência de um novo episódio revolucionário, face às constantes revoluções ocorridas ao longo de todo o século XIX desde a Revolução Francesa (o último em 1871, durante a Comuna de Paris), levou a classe política a decretar uma série de concessões sociais, como a reforma laboral, a segurança social e o ensino básico obrigatório. A queda da taxa de analfabetismo e o aumento da literacia traduziu-se no crescimento assinalável dos meios de comunicação social, e numa difusão dos fenómenos culturais a uma escala e velocidade sem precedentes que estaria na origem da cultura de massas.
O progresso tecnológico no campo das artes, sobretudo depois da aparição da fotografia e do cinema, faz com que toda a comunidade artística se interrogue sobre o seu papel na sociedade. A imitação da realidade deixou de fazer sentido, uma vez que as novas técnicas tornaram o processo mais fácil, rápido e reprodutível. As novas teorias científicas como a teoria da relatividade de Einstein, a psicanálise de Freud ou a subjectividade do tempo de Bergson, abriram a porta a noções subjectivas da realidade, fornecendo elementos para que o mundo artístico se questionasse sobre as próprias fronteiras da objectividade. A procura de novas linguagens artísticas e novas formas de expressão traduziu-se na formação de vários movimentos de vanguarda que exploravam uma nova relação do artista com o público. Os  vanguardistas pretendem integrar a arte com a própria sociedade e fazer da sua obra uma expressão do inconsciente coletivo da sociedade que representava. Por sua vez, a interacção com o espectador leva a que este se envolva na percepção e compreensão da obra, assim como na sua difusão e mercantilização, factor que estará na origem do crescimento exponencial das galerias de arte e dos museus.
O expressionismo integra aquilo que se convencionou designar por "vanguardas históricas"; o imenso grupo de movimentos artísticos surgidos desde o início do século XX anterior à I Guerra Mundial até o fim da II Guerra Mundial em 1945. Esta designação inclui ainda, entre outros, o fauvismo, o cubismo, o futurismo, o construtivismo, o neoplasticismo, o dadaísmo e o surrealismo. A vanguarda está intimamente ligada ao conceito de modernidade, caracterizado pelo fim do determinismo e da supremacia da religião, substituídos pela razão e pela ciência, pelo objectivismo e pelo individualismo, e pela confiança na tecnologia, no progresso e nas próprias capacidades do ser humano. O artista pretende desta forma colocar-se a si próprio na linha da frente do progresso social e dar voz às ideias progressistas através da sua obra.
O termo "expressionismo" foi utilizado pela primeira vez pelo pintor francês Julien-Auguste Hervé, que usou a palavra "expressionisme" para designar uma série de quadros apresentados no Salão dos Independentes de Paris em 1901, assumindo a sua diferença em relação ao impressionismo. O termo alemão "expressionismus" foi adaptado directamente do francês, tendo sido referido pela primeira vez no catálogo da XXII Exposição da Secessão de Berlim em 1911, que reunia obras de artistas alemães e franceses. Na literatura, foi usado pela primeira vez em 1911 pelo crítico Kurt Hiller. Já numa fase posterior, o termo "expressionismo" foi popularizado pelo escritor Herwarth Walden, editor da revista Der Sturm (A tormenta), que se viria a tornar o principal meio de divulgação do expressionismo alemão. Walden usou inicialmente o termo para todas as vanguardas surgidas entre 1910 e 1920. O seu uso de forma exclusiva para a arte alemã de vanguarda surge a partir de uma proposta de Paul Fechter no seu livro Der Expressionismus (1914) que, com base nas teorias de Worringer, veio a estabelecer uma relação entre as novas manifestações artísticas e a expressão da alma coletiva alemã.

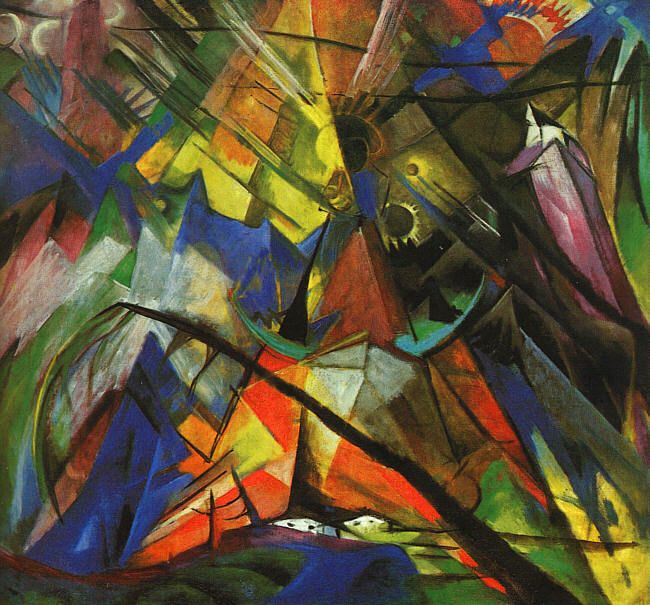
Tirol (1914), de Franz Marc, Staatsgalerie Moderner Kunst, Munique

O expressionismo surge a partir de uma reacção ao impressionismo. Ao contrário dos impressionistas, que procuravam no espaço da tela transmitir uma "impressão" do mundo à sua volta, os expressionistas procuravam representar o seu próprio mundo interior, uma "expressão" dos seus próprios sentimentos. A linha e a cor são usadas de forma emotiva e carregadas de simbolismo. Esta ruptura com a geração precedente fez com que o expressionismo se tornasse sinónimo de arte moderna durante os primeiros anos do século XX. O expressionismo implicou um novo conceito da arte, entendida como uma forma de captar a existência, de transluzir em imagens o substrato que subjaze sob a realidade aparente, de refletir o imutável e eterno do ser humano e a natureza. Assim, o expressionismo foi o ponto de partida de um processo de transmutação da realidade que cristalizou no expressionismo abstrato e o informalismo. Os expressionistas utilizavam a arte como uma forma de refletir os seus sentimentos, o seu estado anímico, propenso pelo general à melancolia, à evocação, a um decadentismo de corte neorromântico. Assim, a arte era uma experiência catártica, onde se purificavam os desafogos espirituais, a angústia vital do artista.
Na gênese do expressionismo, um fator fundamental foi a recusa do positivismo, do progresso cientificista, da crença nas possibilidades ilimitadas do ser humano baseadas na ciência e a técnica. Por outro lado, começou um novo clima de pessimismo, de ceticismo, de descontentamento, de crítica, de perda de valores. Vislumbrava-se uma crise no desenvolvimento humano, que efetivamente foi confirmada com o estouro da Primeira Guerra Mundial. Também cabe destacar-se na Alemanha a recusa do regime imperialista de Guilherme II por parte de uma minoria intelectual, afogada pelo militarismo pangermanista do cáiser. Estes fatores propiciaram um caldo de cultura no que o expressionismo se foi gestando progressivamente, com umas primeiras manifestações no terreno da literatura: Frank Wedekind denunciou nas suas obras a moral burguesa, frente à qual opunha a liberdade passional dos instintos; Georg Trakl evadiu-se da realidade refugiando-se num mundo espiritual criado pelo artista; Heinrich Mann foi quem mais diretamente denunciou a sociedade guilhermina.
A aparição do expressionismo num país como a Alemanha não foi um fato aleatório, mas é explicado pelo profundo estudo da arte durante o século XIX pelos filósofos, artistas e teóricos alemães, do romantismo e as múltiplas contribuições para o campo da estética de personagens como Wagner e Nietzsche, para a estética cultural e para a obra de autores como Konrad Fiedler ("Para julgar obras de arte visual", 1876), Theodor Lipps ("Estética", 1903-1906) e Wilhelm Worringer ("Abstração e empatia", 1908). Esta corrente teórica deixou uma profunda marca nos artistas alemães de finais do século XIX e princípios do XX, centrada sobretudo na necessidade de se expressar do artista (a "innerer Drang" ou necessidade interior, princípio que assumiu posteriormente Kandinsky), bem como a constatação de uma ruptura entre o artista e o mundo exterior, o ambiente que o envolve, fato que o torna num ser introvertido e alienado da sociedade. Também influiu a mudança acontecida no ambiente cultural da época, que se afastou do gosto clássico greco-romano para admirar a arte popular, primitiva e exótica — sobretudo da África, Oceania e Extremo Oriente —, bem como a arte medieval e a obra de artistas como Grünewald, Brueghel e El Greco.

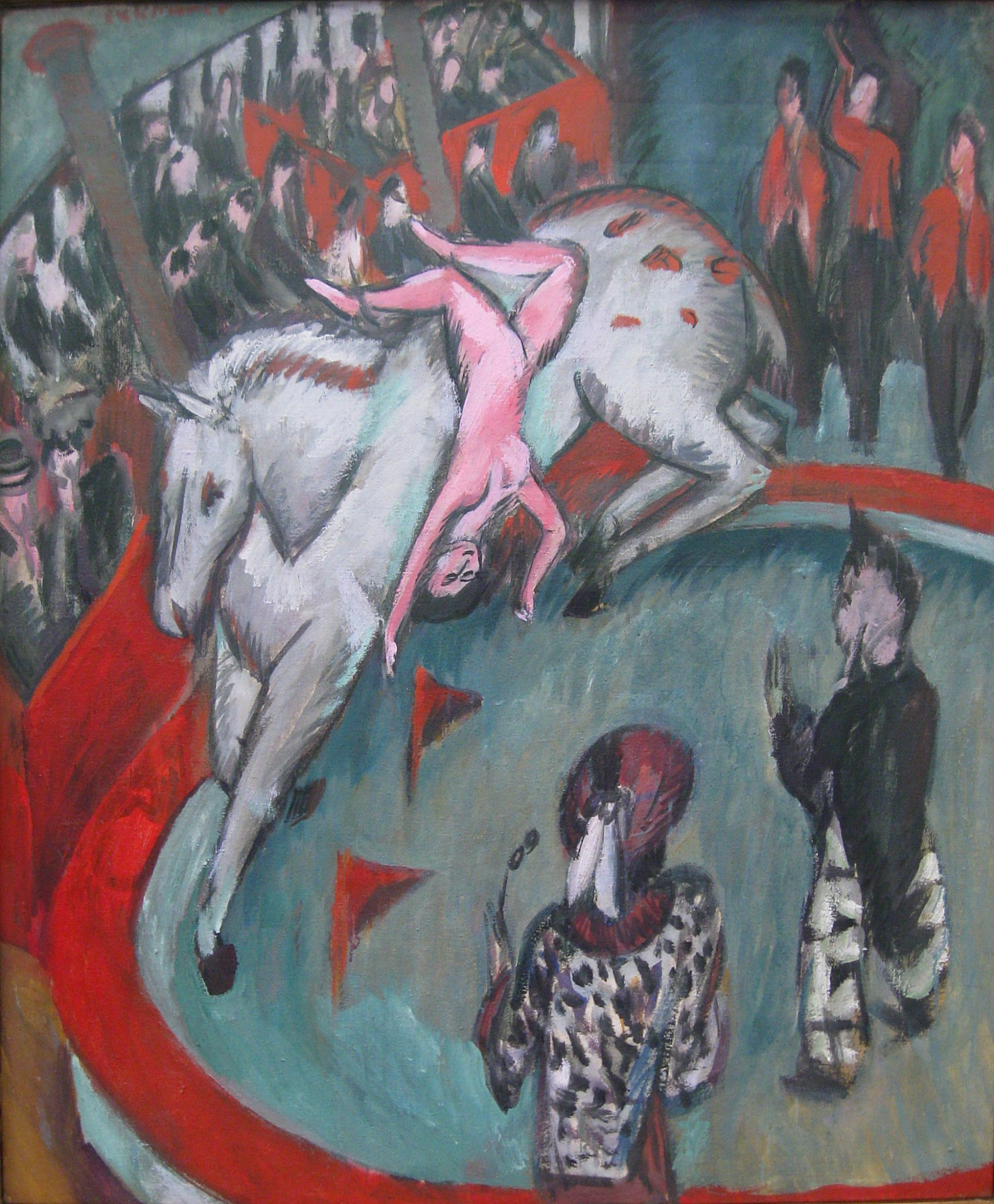
"O ginete circense" (1913), de Ernst Ludwig Kirchner, Pinakothek der Moderne, Munique

Na Alemanha, o expressionismo foi mais um conceito teórico, uma proposta ideológica, do que um programa artístico coletivo, se bem que se aprecia um selo estilístico comum a todos os seus membros. Frente ao academicismo imperante nos centros artísticos oficiais, os expressionistas agruparam-se em torno de diversos centros de difusão da nova arte, especialmente em cidades como Berlim, Colônia, Munique, Hanôver e Dresden. Assim mesmo, o seu trabalho difusor através de publicações, galerias e exposições ajudaram a estender o novo estilo por toda Alemanha e, mais tarde, toda Europa. Foi um movimento heterogêneo que, à parte da diversidade das suas manifestações, realizadas em diversas linguagens e meios artísticos, apresentou numerosas diferenças e até mesmo contradições no seu seio, com grande divergência estilística e temática entre os diversos grupos que surgiram ao longo do tempo, e até mesmo entre os próprios artistas que os integravam. Até mesmo os limites cronológicos e geográficos desta corrente são imprecisos: se bem que a primeira geração expressionista (Die Brücke, Der Blaue Reiter) foi a mais emblemática, a Nova Objetividade e a exportação do movimento a outros países implicou a sua continuidade no tempo ao menos até a Segunda Guerra Mundial; geograficamente, se bem que o centro neurálgico deste estilo se situou na Alemanha, pronto se estendeu por outros países europeus e inclusive do continente americano.
Depois da Primeira Guerra Mundial o expressionismo passou na Alemanha da pintura ao cinema e ao teatro, que utilizavam o estilo expressionista nos seus décors, mas de modo puramente estético, desprovido do seu significado original, da subjetividade e do pungimento próprios dos pintores expressionistas, que se tornaram paradoxalmente em artistas malditos. Com o advento do nazismo, o expressionismo foi considerado como "arte degenerada" (Entartete Kunst), relacionando-o com o comunismo e tachando-o de imoral e subversivo, ao tempo que consideraram que a sua fealdade e inferioridade artística eram um signo da decadência da arte moderna (o decadentismo, pela sua vez, fora um movimento artístico que teve certo desenvolvimento). Em 1937 uma exposição foi organizada no Hofgarten de Munique com o título precisamente de Arte degenerada, visando injuriá-lo e mostrar ao público a baixa qualidade da arte produzida na República de Weimar. Para tal fim foram confiscadas cerca de 16 500 obras de diversos museus, não apenas de artistas alemães, mas de estrangeiros como Gauguin, Van Gogh, Munch, Matisse, Picasso, Braque e Chagall. A maioria dessas obras foram vendidas posteriormente a galeristas e marchands, sobretudo num grande leilão celebrado em Lucerna em 1939, embora cerca de 5000 dessas obras foram diretamente destruídas em março de 1939, supondo um notável prejuízo para a arte alemã.
Após a Segunda Guerra Mundial o expressionismo desapareceu como estilo, se bem que exercesse uma poderosa influência em muitas correntes artísticas da segunda metade de século, como o expressionismo abstrato norte-americano (Jackson Pollock, Mark Rothko, Willem de Kooning), o informalismo (Jean Fautrier, Jean Dubuffet), o grupo CoBrA (Karel Appel, Asger Jorn, Corneille, Pierre Alechinsky) e o neoexpressionismo alemão —diretamente herdeiro dos artistas de Die Brücke e Der Blaue Reiter, o qual é patente no seu nome, e artistas individuais como Francis Bacon, Antonio Saura, Bernard Buffet, Nicolas de Staël e Horst Antes.

## Origens e influências

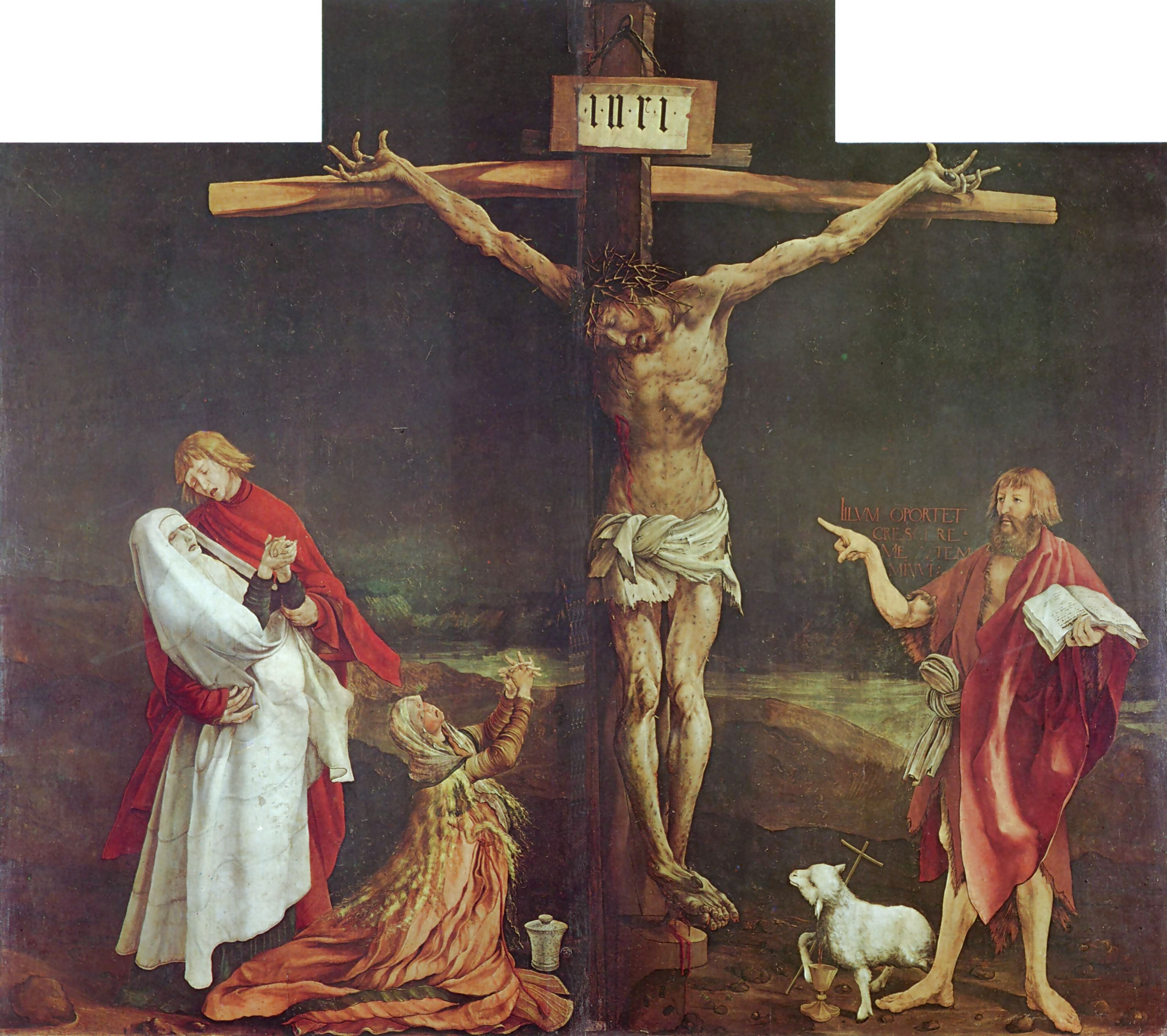
A Crucificação, tábua central do Retábulo de Issenheim (1512-1516), de Matthias Grünewald, Museu de Unterlinden, Colmar

Embora por expressionismo fosse conhecido nomeadamente o movimento artístico desenvolvido na Alemanha em princípios do século XX, muitos historiadores e críticos da arte também empregam este termo mais genericamente  para descrever o estilo de grande variedade de artistas ao longo de toda a História. Entendida como a deformação da realidade para buscar uma expressão mais emocional e subjetiva da natureza e do ser humano, o expressionismo é pois extrapolável a qualquer época e espaço geográfico. Assim, com frequência qualificou-se de expressionista a obra de diversos autores como Hieronymus Bosch, Matthias Grünewald, Quentin Matsys, Pieter Brueghel, o Velho, El Greco, Francisco de Goya e Honoré Daumier.
As raízes do expressionismo encontram-se em estilos como o simbolismo e o pós-impressionismo, bem como nos Nabis e em artistas como Paul Cézanne, Paul Gauguin e Vincent Van Gogh. Assim mesmo, têm pontos de contato com o neoimpressionismo e o fauvismo pela sua experimentação com a cor. Os expressionistas receberam numerosas influências: em primeiro lugar a da arte medieval, especialmente a gótica alemã. De signo religioso e caráter transcendente, a arte medieval punha ênfase na expressão, não nas formas: as figuras tinham pouca corporeidade, perdendo interesse pela realidade, as proporções, a perspectiva. Por outro lado, acentuava a expressão, sobretudo na olhada: as personagens eram simbolizas mais que representadas. Assim, os expressionistas inspiraram-se nos principais artistas do gótico alemão, desenvolvido através de duas escolas fundamentais: o estilo internacional (finais do século XIV-primeira metade do XV), representado por Conrad Soest e Stefan Lochner; e o estilo flamengo (segunda metade do século XV), desenvolvido por Konrad Witz, Martin Schongauer e Hans Holbein, o Velho. Também se inspiraram na escultura gótica alemã, que salientou pela sua grande expressividade, com nomes como Veit Stoss e Tilman Riemenschneider. Outro ponto de referência foi Matthias Grünewald, pintor tardo-medieval que, embora conhecesse as inovações do Renascimento, seguiu numa linha pessoal, caracterizada pela intensidade emocional, uma expressiva distorção formal e um intenso colorido incandescente, como na sua obra mestra, o Retábulo de Isenheim.
Outro dos referentes da arte expressionista foi a arte primitiva, especialmente a da África e Oceania, difundida desde finais do século XIX pelos museus etnográficos. As vanguardas artísticas encontraram na arte primitiva uma maior liberdade de expressão, originalidade, novas formas e materiais, uma nova concepção do volume e da cor, bem como uma maior transcendência do objeto, pois nestas culturas não eram simples obras de arte, mas tinham uma finalidade religiosa, mágica, totêmica, votiva, suntuária. São objetos que expressam uma comunicação direta com a natureza e com as forças espirituais, com cultos e rituais, sem nenhum de tipo de mediação ou interpretação.

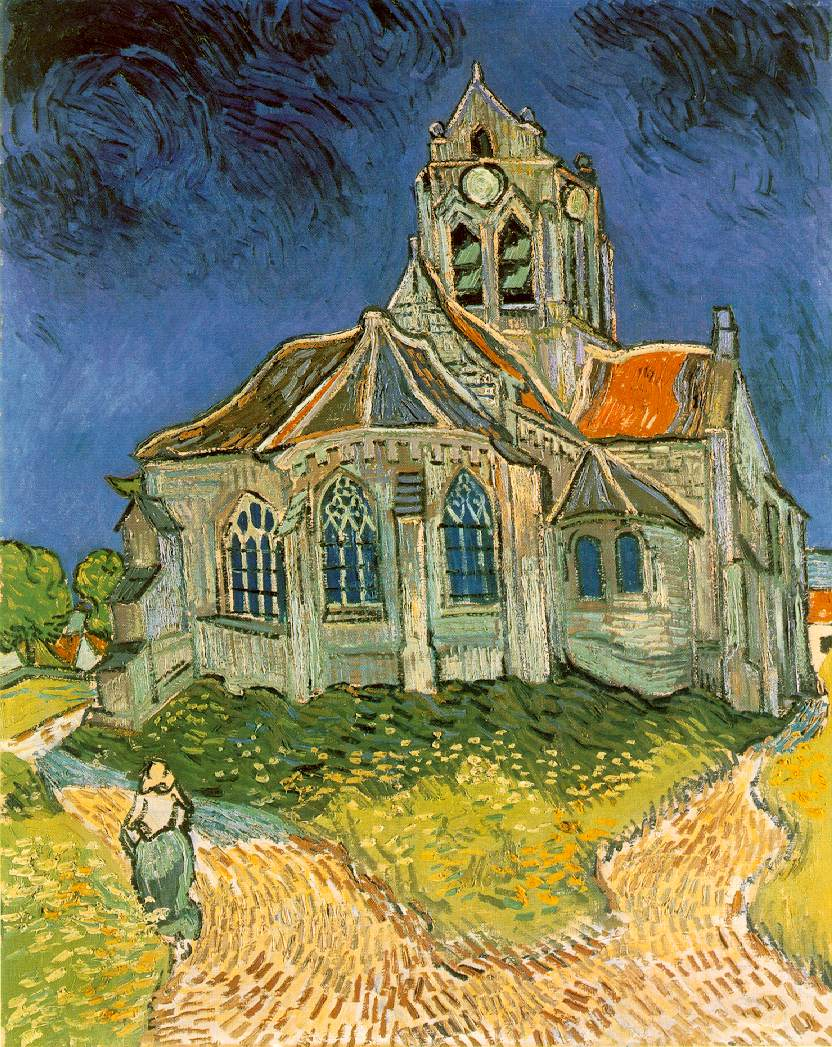
A igreja de Auvers-sur-Oise (1890), de Vincent Van Gogh, Musée d'Orsay, Paris

Mas a maior inspiração veio do pós-impressionismo, especialmente da obra de três artistas: Paul Cézanne, que começou um processo de desfragmentação da realidade em formas geométricas que terminou no cubismo, reduzindo as formas a cilindros, cones e esferas, e dissolvendo o volume a partir dos pontos mais essenciais da composição. Colocava a cor por camadas, imbricando umas cores com outras, sem necessidade de linhas, trabalhando com manchas. Não utilizava a perspectiva, mas a superposição de tons cálidos e frios davam sensação de profundeza. Em segundo lugar Paul Gauguin, que contribuiu uma nova concepção entre o plano pictórico e a profundeza do quadro, através de cores planas e arbitrárias, que têm um valor simbólico e decorativo, com cenas de difícil classificação, situadas entre a realidade e um mundo onírico e mágico. A sua estadia em Taiti provocou que a sua obra derivasse em um certo primitivismo, com influência da arte da Oceania, refletindo o mundo interior do artista em vez de imitar a realidade. Finalmente, Vincent Van Gogh elaborava a sua obra segundo critérios de exaltação anímica, caracterizando-se pela falta de perspectiva, a instabilidade dos objetos e cores, roçando a arbitrariedade, sem imitar a realidade, mas provêm do interior do artista. Devido à sua frágil saúde mental, as suas obras são reflexo do seu estado de ânimo, depressivo e torturado, refletindo-se em obras de pinceladas sinuosas e cores violentas.
Cabe sublinhar a influência de dois artistas que os expressionistas consideraram como precedentes imediatos: o norueguês Edvard Munch, influenciado nos seus começos pelo impressionismo e o simbolismo, pronto derivou para um estilo pessoal que seria fiel reflexo do seu interior obsessivo e torturado, com cenas de ambiente opressivo e enigmático —centradas no sexo, a doença e a morte —, caracterizadas pela sinuosidade da composição e um colorido forte e arbitrário. As imagens angustiosas e desesperadas de Munch — como em O Grito (1893), paradigma da solidão e da incomunicação — foram um dos principais pontos de arranque do expressionismo. Igual de influente foi a obra do belga James Ensor, que recolheu a grande tradição artística do seu país — em especial Brueghel —, com preferência por temas populares, traduzindo-o em cenas enigmáticas e irreverentes, de caráter absurdo e burlesco, com um senso do humor ácido e corrosivo, centrado em figuras de vagabundos, borrachos, esqueletos, máscaras e cenas de carnaval. Assim, "A entrada de Cristo em Bruxelas" (1888) representa a Paixão de Jesus no meio de um desfile de carnaval, obra que causou um grande escândalo no seu momento.

## Arquitetura

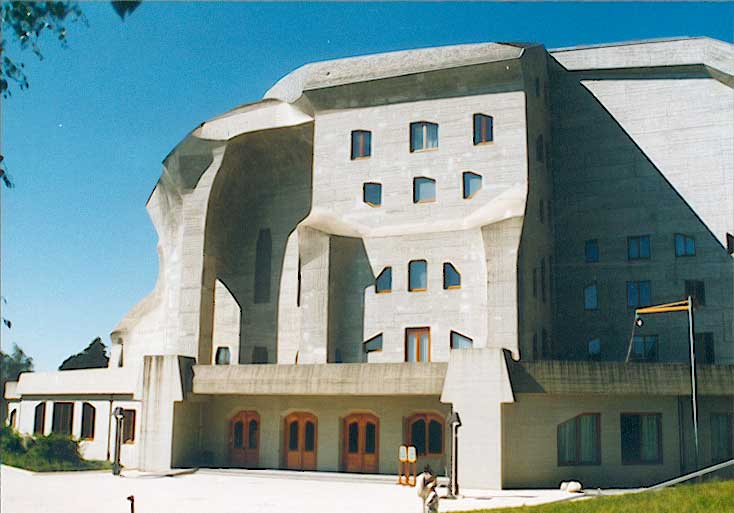
Goetheanum (1923), de Rudolf Steiner, Dornach

A arquitetura expressionista desenvolveu-se nomeadamente na Alemanha, Países Baixos, Áustria, Checoslováquia e Dinamarca. Caracterizou-se pelo uso de novos materiais, suscitado ocasionalmente pelo uso de formas biomórficas ou pela ampliação de possibilidades oferecida pela fabricação massiva de materiais de construção como o tijolo, o aço ou o vidro. Muitos arquitetos expressionistas combateram na Primeira Guerra Mundial, e a sua experiência, combinada com os câmbios políticos e sociais produto da Revolução Alemã de 1918-1919, terminaram em perspectivas utópicas e um programa socialista romântico. A arquitetura expressionista recebeu a influência do modernismo, sobretudo da obra de arquitetos como Henry van de Velde, Joseph Maria Olbrich e Antoni Gaudí. De caráter fortemente experimental e utópico, as realizações dos expressionistas destacam-se pela sua monumentalidade, o emprego do tijolo e da composição subjetiva, que outorga às suas obras certo ar de excentricidade.
Um contribuinte teórico à arquitetura expressionista foi o ensaio Arquitetura de cristal (1914) de Paul Scheerbart, no que ataca o funcionalismo pela sua falta de artisticidade e defende a substituição do tijolo pelo cristal. Assim, por exemplo, o Pavilhão de Cristal da Exposição de Colônia de 1914, de Bruno Taut, autor que também plasmou o seu ideário por escrito (Arquitetura alpina, 1919). A arquitetura expressionista desenvolveu-se em diversos grupos, como a Deutscher Werkbund, Arbeitsrat für Kunst, Der Ring e Neus Bauen, ligado este último à Nova Objetividade; também cabe destacar-se a Escola de Amsterdam. Os principais arquitetos expressionistas foram Bruno Taut, Walter Gropius, Erich Mendelsohn, Hans Poelzig, Hermann Finsterlin, Fritz Höger, Hans Scharoun e Rudolf Steiner.

### Deutscher Werkbund

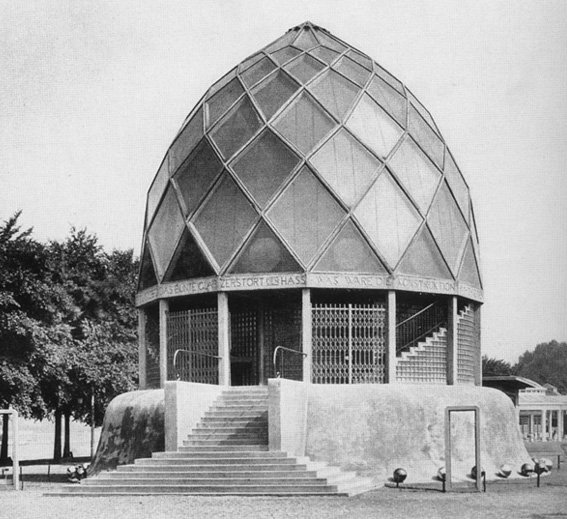
Pavilhão de Cristal para a Exposição de Colônia de 1914, de Bruno Taut

A Deutscher Werkbund (Federação alemã do trabalho) foi o primeiro movimento arquitetônico relacionado ao expressionismo na Alemanha. Fundada em Munique a 9 de outubro de 1907 por Hermann Muthesius, Friedrich Naumann e Karl Schmidt, incorporou posteriormente figuras como Walter Gropius, Bruno Taut, Hans Poelzig, Peter Behrens, Theodor Fischer, Josef Hoffmann, Wilhelm Kreis, Adelbert Niemeyer e Richard Riemerschmidt. Herdeira do Jugendstil e da Sezession vienesa, e inspirada no movimento Arts & Crafts, o seu objetivo era a integração de arquitetura, indústria e artesanato através do trabalho profissional, da educação e da publicidade, bem como introduzir o desenho arquitetônico na modernidade e conferir-lhe um caráter industrial. As principais características do movimento foram o uso de novos materiais como o vidro e o aço, a importância do desenho industrial e o funcionalismo decorativo.
A Deutscher Werkbund organizou diversas conferências publicadas posteriormente em forma de anuários, como A arte na indústria e no comércio (1913) e O transporte (1914). Assim mesmo, em 1914 celebraram uma exposição em Colônia que obteve um grande sucesso e difusão internacional, destacando-se o pavilhão de vidro e aço desenhado por Bruno Taut. O sucesso da exposição provocou um grande auge do movimento, que passou de ter 491 membros em 1908 a 3000 em 1929. Durante a Primeira Guerra Mundial esteve prestes a desaparecer, mas ressurgiu em 1919 após uma convenção em Stuttgart, onde Hans Poelzig foi eleito presidente — substituído em 1921 por Riemerschmidt —. Durante esses anos decorreram várias controvérsias sobre se devia primar o desenho industrial ou o artístico, ocorrendo diversas dissensões no grupo.
Na década de 1920 o movimento derivou do expressionismo e do artesanato para o funcionalismo e a indústria, incorporando novos membros como Ludwig Mies van der Rohe. Uma nova revista foi editada, Die Form (1922-1934), que difundiu as novas ideias do grupo, centradas no aspecto social da arquitetura e no desenvolvimento urbanístico. Em 1927 celebraram uma nova exposição em Stuttgart, construindo uma grande colônia de moradias, a Weissenhofsiedlung, com desenho de Mies van der Rohe e edifícios construídos por Gropius, Behrens, Poelzig, Taut, etc., junto a arquitetos de fora da Alemanha como Jacobus Johannes Pieter Oud, Le Corbusier e Victor Bourgeois. Esta amostra foi um dos pontos de partida do novo estilo arquitetônico que começava a surgir, conhecido como estilo internacional ou racionalismo. A Deutscher Werkbund dissolveu-se em 1934 devido nomeadamente à crise econômica e ao nazismo. O seu espírito influiu enormemente na Bauhaus, e inspirou a fundação de organismos parecidos em outros países, como Suíça, Áustria, Suécia e Grã-Bretanha.

### Escola de Amsterdã
Paralelamente à Deutscher Werkbund alemã, entre 1915 e 1930 uma notável escola arquitetônica de caráter expressionista desenvolveu-se em Amsterdã (Países Baixos). Influenciados pelo modernismo (nomeadamente Henry van de Velde e Antoni Gaudí) e por Hendrik Petrus Berlage, inspiraram-se nas formas naturais, com edifícios de desenho imaginativo onde predomina o uso do tijolo e do concreto. Os seus principais membros foram Michel de Klerk, Piet Kramer e Johan van der Mey, que trabalharam conjuntamente múltiplas vezes, contribuindo em grande maneira ao desenvolvimento urbanístico de Amsterdã, com um estilo orgânico inspirado na arquitetura tradicional holandesa, destacando-se as superfícies onduladas. As suas principais obras foram Scheepvaarthuis (Van der Mey, 1911-1916) e Eigen Haard Estate (De Klerk, 1913-1920).

### Arbeitsrat für Kunst

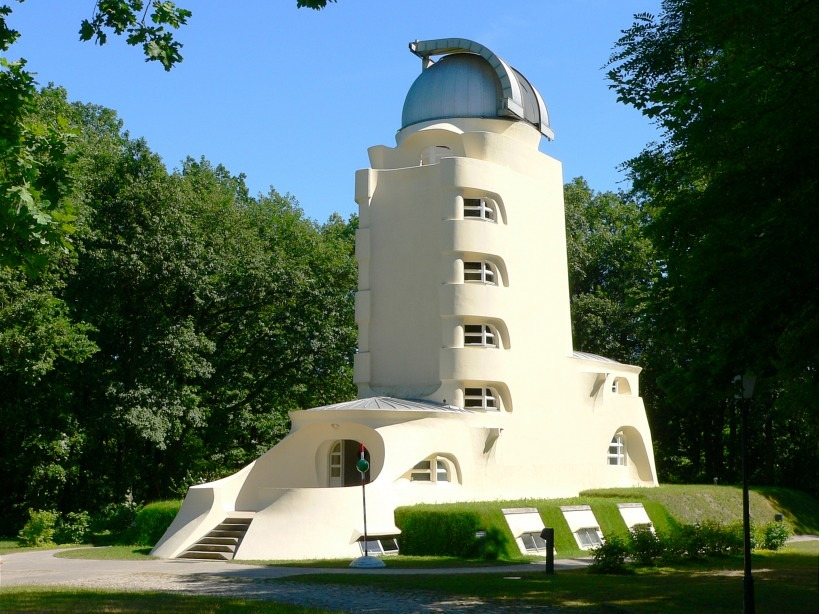
Torre Einstein (1919-22), de Erich Mendelsohn, Potsdam

O Arbeitsrat für Kunst (Conselho de trabalhadores da arte) foi fundado em 1918 em Berlim pelo arquiteto Bruno Taut e o crítico Adolf Behne. Surgido após o fim da Primeira Guerra Mundial, o seu objetivo era a criação de um grupo de artistas que pudesse influir no novo governo alemão, com vistas à regeneração da arquitetura nacional, com um claro componente utópico. As suas obras destacam-se pelo uso do vidro e do aço, bem como pelas formas imaginativas e carregadas de um intenso misticismo. De seguida captaram membros provenientes da Deutscher Werkbund, como Walter Gropius, Erich Mendelsohn, Otto Bartning e Ludwig Hilberseimer, e contaram com a colaboração de outros artistas, como os pintores Lyonel Feininger, Erich Heckel, Karl Schmidt-Rottluff, Emil Nolde e Max Pechstein, e os escultores Georg Kolbe, Rudolf Belling e Gerhard Marcks. Esta variedade é explicada porque as aspirações do grupo eram mais políticas que artísticas, visando a influir nas decisões do novo governo em torno à arte e à arquitetura. Contudo, após os acontecimentos de janeiro de 1919 relacionados à Liga Espartaquista, o grupo renunciou aos seus fins políticos, dedicando-se a organizar exposições. Taut demitiu como presidente, sendo substituído por Gropius, embora finalmente se dissolvessem a 30 de maio de 1921.

### Der Ring

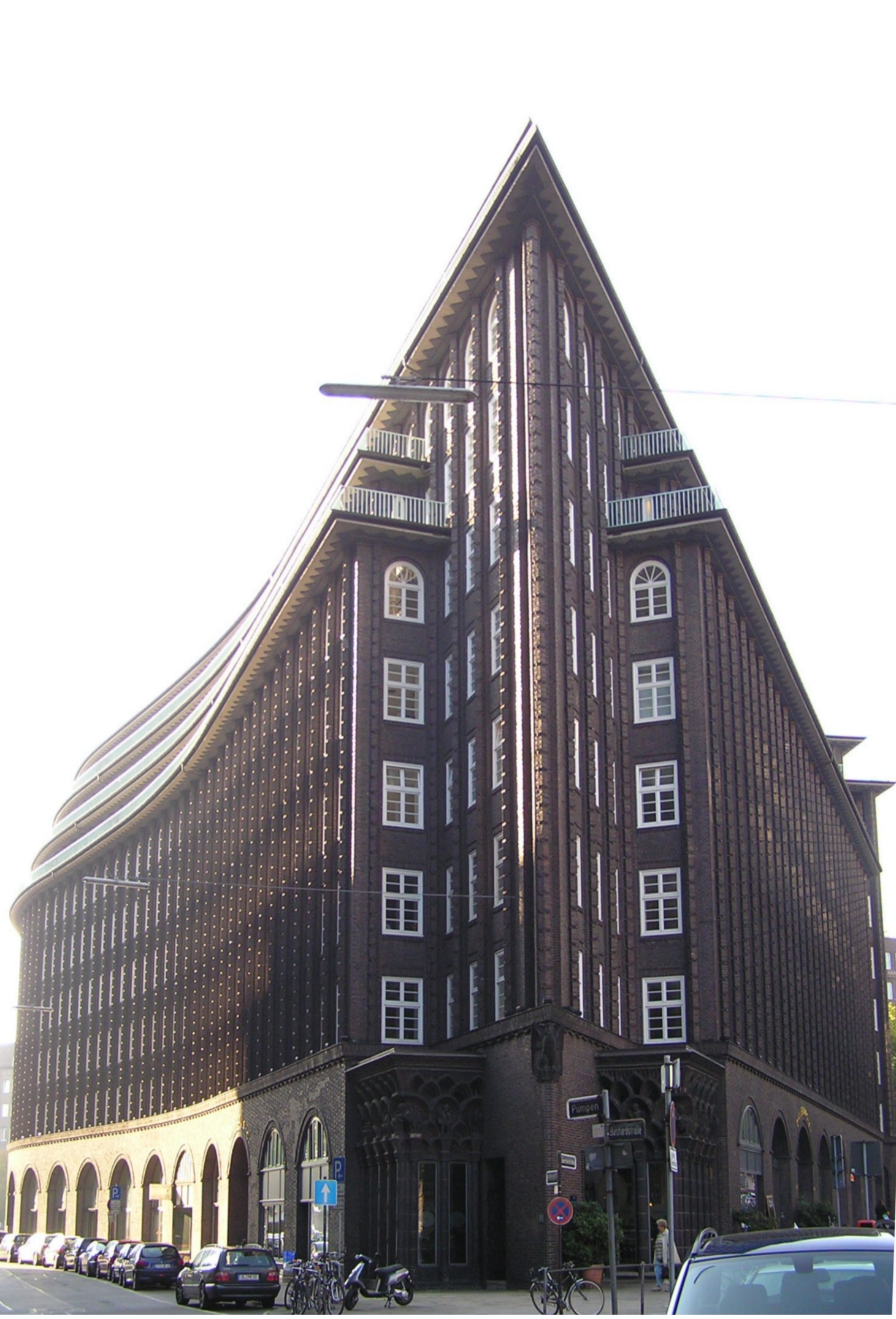
Chilehaus (1923), de Fritz Höger, Hamburgo

O grupo Der Ring (O círculo) foi fundado em Berlim em 1923 por Bruno Taut, Ludwig Mies van der Rohe, Peter Behrens, Erich Mendelsohn, Otto Bartning, Hugo Häring e vários arquitetos mais, aos que se acrescentaram Walter Gropius, Ludwig Hilberseimer, Hans Scharoun, Ernst May, Hans e Wassili Luckhardt, Adolf Meyer, Martin Wagner, etc. O seu objetivo era, assim como nos movimentos precedentes, renovar a arquitetura da sua época, pondo especial ênfase nos aspectos sociais e urbanísticos, bem como no estudo de novos materiais e técnicas de construção. Entre 1926 e 1930 desenvolveram um notável trabalho de construção de moradias sociais em Berlim, com casas que se destacam pelo aproveitamento da luz natural e a sua situação em zonas verdes, destacando-se a Hufeisensiedlung (Colônia da Ferradura, 1925-1930), de Taut e Wagner. Der Ring desapareceu em 1933 após o advento do nazismo.

### Neues Bauen
Neues Bauen (novo edifício) foi o nome que se deu em arquitetura à Nova Objetividade, reação directa aos excessos estilísticos da arquitetura expressionista e o câmbio no estado de ânimo nacional, no que predominava o componente social sobre o individual. Arquitetos como Bruno Taut, Erich Mendelsohn e Hans Poelzig voltaram-se para o enfoque simples, funcional e prático da Nova Objetividade. A Neues Bauen floresceu no breve período entre a adoção do plano Dawes e o auge do nazismo, abrangendo exposições públicas como o Weissenhof Estate, o amplo planejamento urbano e projetos de promoções públicas de Taut e Ernst May, e os influentes experimentos da Bauhaus.

## Escultura

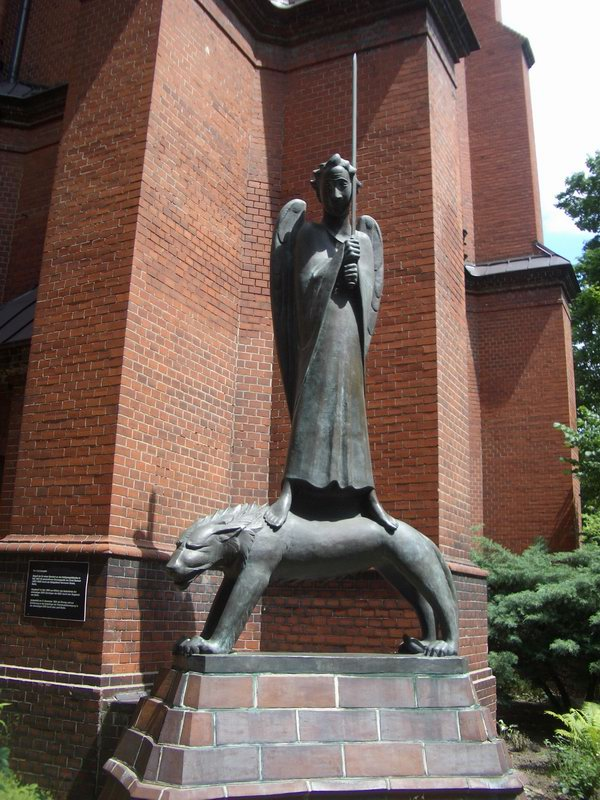
O espírito guerreiro (1928), de Ernst Barlach, Gethsemanekirche, Berlim

A escultura expressionista não teve um selo estilístico comum, sendo o produto individual de vários artistas que refletiram na sua obra quer a temática quer a distorção formal próprias do expressionismo. Destacam-se especialmente três nomes:
- Ernst Barlach: inspirado na arte popular russa — após uma viagem ao país eslavo em 1906 — e na escultura medieval alemã, bem como em Brueghel e Hieronymus Bosch, as suas obras têm certo ar caricaturesco, trabalhando muito o volume, a profundeza e a articulação do movimento. Desenvolveu duas temáticas principais: a popular (costumes quotidianos, cenas campesinas) e — sobretudo depois da guerra — o medo, a angustia, o terror. Não imitava a realidade, mas criava uma realidade nova, jogando com as linhas quebradas e com os ângulos, com anatomias distanciadas do naturalismo, tendendo à geometrização. Trabalhou preferentemente com a madeira e com o gesso, que ocasionalmente passava posteriormente para o bronze. Entre as suas obras destacam-se:

"O fugitivo" (1920-1925), "O vingador" (1922), "A morte na vida" (1926), "O flautista" (1928), "O bebedor" (1933) e "Velha friorenta" (1939).
- Wilhelm Lehmbruck: educado em Paris, a sua obra tem um marcado caráter classicista, se bem que deformado e estilizado, e com uma forte carga introspetiva e emocional. Durante a sua formação em Düsseldorf evoluiu dum naturalismo de corte sentimental, passando por um dramatismo barroco com influência de Rodin, até um realismo influenciado por Meunier. Em 1910 instalou-se em Paris, onde acusou a influência de Maillol. Finalmente, após uma viagem à Itália em 1912 começou uma maior geometrização e estilização da anatomia, com certa influência medieval no alargamento das suas figuras (Mulher ajoelhada, 1911; Jovem de pé, 1913).[31]
- Käthe Kollwitz: esposa de um médico de um bairro pobre de Berlim, conheceu de perto a miséria humana, fato que a marcou profundamente. Socialista e feminista, a sua obra tem um marcado componente de reivindicação social, com esculturas, litografias e aquafortes que se destacam pela sua crueza: A revolta dos tecedores (1907-1908), A guerra dos camponeses (1902-1908), Homenagem a Karl Liebknecht (1919-1920).[32]

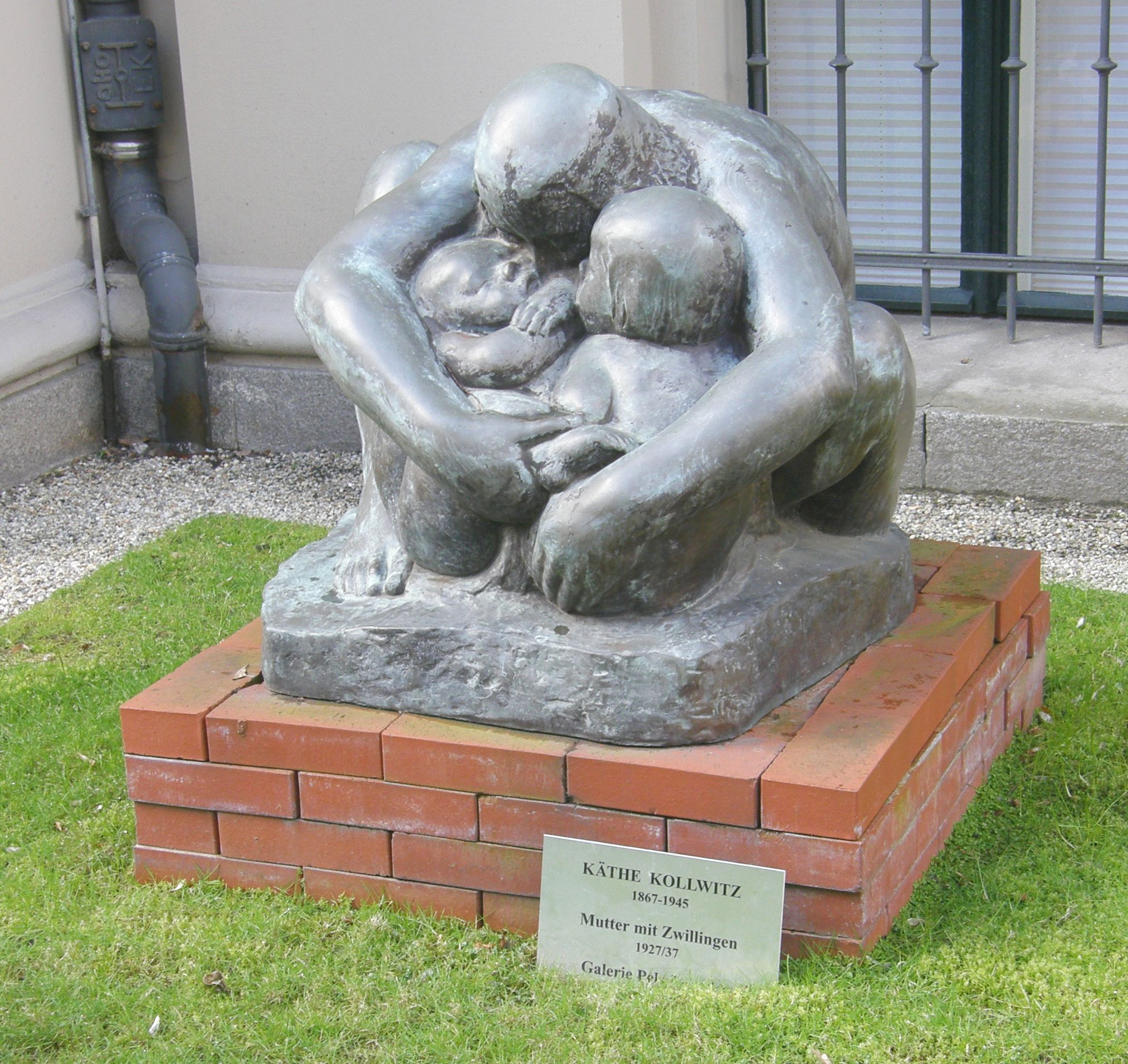
Madre com gêmeos (1927), de Käthe Kollwitz, Käthe-Kollwitz-Museum, Berlim

Os membros de Die Brücke (Kirchner, Heckel, Schmidt-Rottluff) também praticaram a escultura, a partir da sua experimentação com a xilografia, que levou à talha da madeira, material que resultava muito conveniente para a sua expressão intimista da realidade, pois a grosseria e o aspecto irregular desse material, o seu aspecto bruto e inacabado, até mesmo primitivo, traziam a perfeita expressão do seu conceito do ser humano e da natureza. Percebe-se nestas obras a influência da arte africana e oceânica, da qual gabavam a sua simplicidade e o seu aspecto totêmico, que transcende a arte para ser objeto de comunicação transcendental.
Na década de 1920, a escultura derivou para a abstração, seguindo o rumo das últimas obras de Lehmbruck, de marcada estilização geométrica tendente à abstração. Assim, a obra de escultores como Rudolf Belling, Oskar Schlemmer e Otto Freundlich caracterizou-se pelo abandono da figuração para uma libertação formal e temática da escultura. Contudo, perdurou um certo classicismo, influenciado por Maillol, na obra de Georg Kolbe, dedicado especialmente ao despido, com figuras dinâmicas, em movimentos rítmicos próximos do balé, com uma atitude vitalista, alegre e saudável que foi bem recebida pelos nazis. A sua obra mais famosa foi A Manhã, exposta no Pavilhão da Alemanha construído por Ludwig Mies van der Rohe para a Exposição Internacional de Barcelona de 1929. Gerhard Marcks realizou uma obra igualmente figurativa, mas mais estática e de temática mais expressiva e complexa, com figuras de aspecto arcaico, inspiradas nas talhas medievais. Ewald Mataré dedicou-se nomeadamente aos animais, de formas quase abstratas, seguindo o caminho iniciado por Marc em Der Blaue Reiter. Outros escultores expressionistas foram Bernhard Hoetger, Ernst Oldenburg e Renée Sintenis, enquanto fora da Alemanha caberia citar o francês Antoine Bourdelle, o britânico Jacob Epstein, o croata Ivan Meštrović, o espanhol Victorio Macho, o holandês Lambertus Zijl, o polaco August Zamoyski e o finlandês Wäinö Aaltonen.

## Pintura

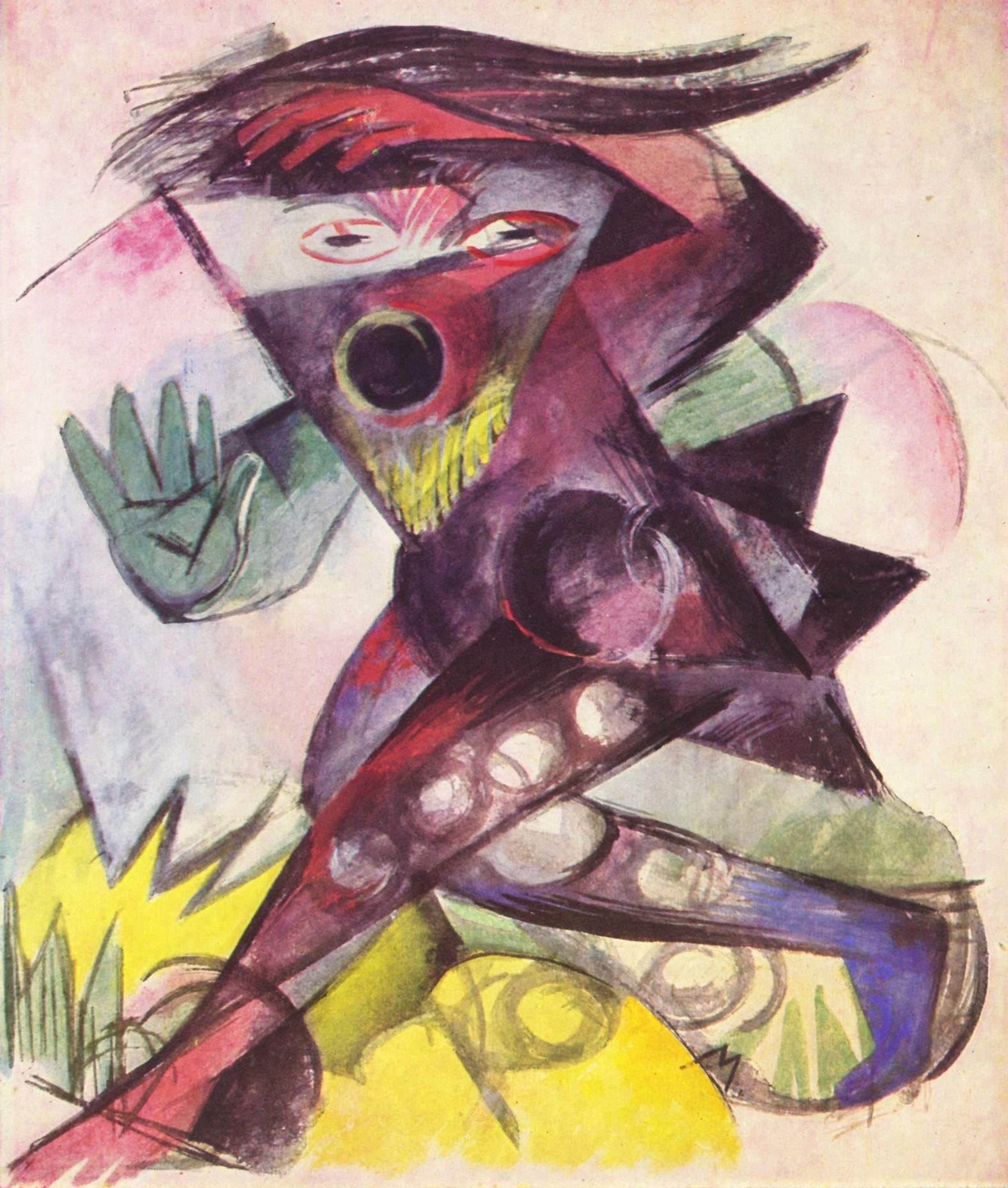
Caliban, personagem de "A Tempestade" de Shakespeare (1914), de Franz Marc, Kunstmuseum, Basileia

A pintura desenvolveu-se nomeadamente em torno de dois grupos artísticos: Die Brücke, fundado em Dresden em 1905, e Der Blaue Reiter, fundado em Munique em 1911. No pós-guerra, o movimento Nova Objetividade surgiu como contrapeso ao individualismo expressionista defendendo uma atitude mais comprometida socialmente, embora técnica e formalmente fosse um movimento herdeiro do expressionismo. Os elementos mais característicos das obras de arte expressionistas são a cor, o dinamismo e o sentimento. O fundamental para os pintores de princípios de século não era refletir o mundo de maneira realista e fiel — justo ao contrário dos impressionistas — mas, sobretudo, expressar o seu mundo interior. O objetivo primordial dos expressionistas era transmitir as suas emoções e sentimentos mais profundos.
Na Alemanha, o primeiro expressionismo foi herdeiro do idealismo pós-romântico de Arnold Böcklin e Hans von Marées, incidindo nomeadamente no significado da obra, e dando maior relevância o desenha frente à pincelada, bem como à composição e à estrutura do quadro. Assim mesmo, foi primordial a influência de artistas estrangeiros como Munch, Gauguin, Cézanne e Van Gogh, plasmada em diversas exposições organizadas em Berlim (1903), Munique (1904) e Dresden (1905).
O expressionismo destacou-se pela grande quantidade de agrupamentos artísticos que surgiram no seu seio, bem como pelas múltiplas exposições celebradas em todo o território alemão entre 1910 e 1920: em 1911 a "Nova Secessão" foi fundada em Berlim, cisão da "Secessão berlinesa" fundada em 1898 e que presidia Max Liebermann. O seu primeiro presidente foi Max Pechstein, e incluía a Emil Nolde e Christian Rohlfs. Mais tarde, em 1913, surgiu a "Livre Secessão", movimento efêmero que ficou eclipsado pelo Herbstsalon (salão de Outono) de 1913, promovido por Herwarth Walden, onde junto aos principais expressionistas alemães expuseram diversos artistas cubistas e futuristas, destacando-se Edvard Munch, Chagall, Léger, Delaunay, Mondrian, Archipenko, Hans Arp e Max Ernst. Contudo, em que pese à sua qualidade artística, a exposição foi um insucesso econômico, pelo qual a iniciativa não foi repetida.
O expressionismo teve uma notável presença, além de em Berlim, Munique e Dresden, na região da Renânia, donde procediam Macke, Campendonk e Morgner, bem como outros artistas como Heinrich Nauen, Franz Henseler e Paul Adolf Seehaus. Em 1902, o filántropo Karl Ernst Osthaus criou o Folkwang (Sala do povo) de Hagen, com o objetivo de promover a arte moderna, adquirindo numerosas obras de artistas expressionistas, assim como de Gauguin, Van Gogh, Cézanne, Matisse e Munch. Assim mesmo, em Düsseldorf um grupo de novos artistas fundaram a Sonderbund Westdeutscher Kunstfreunde und Künstler ("Liga especial de amadores da arte e artistas da Alemanha ocidental"), que celebrou diversas exposições de 1909 a 1911, mudando-se em 1912 para Colônia, onde, apesar do êxito desta última exposição, a liga foi dissolvida.
No pós-guerra surgiu o Novembergruppe ("Grupo de Novembro", pela revolta alemã de novembro de 1918), fundado em Berlim a 3 de dezembro de 1918 por Max Pechstein e César Klein, visando reorganizar a arte alemã após a guerra. Entre os seus membros figuraram pintores e escultores como Wassily Kandinsky, Paul Klee, Lyonel Feininger, Heinrich Campendonk, Otto Freundlich e Käthe Kollwitz; arquitetos como Walter Gropius, Erich Mendelsohn e Ludwig Mies van der Rohe; compositores como Alban Berg e Kurt Weill; e o dramaturgo Bertolt Brecht. Mais que um grupo com um selo estilístico comum, foi uma associação de artistas com o objetivo de expor conjuntamente, coisa que fizeram até a sua dissolução com a chegada do nazismo.

### Die Brücke

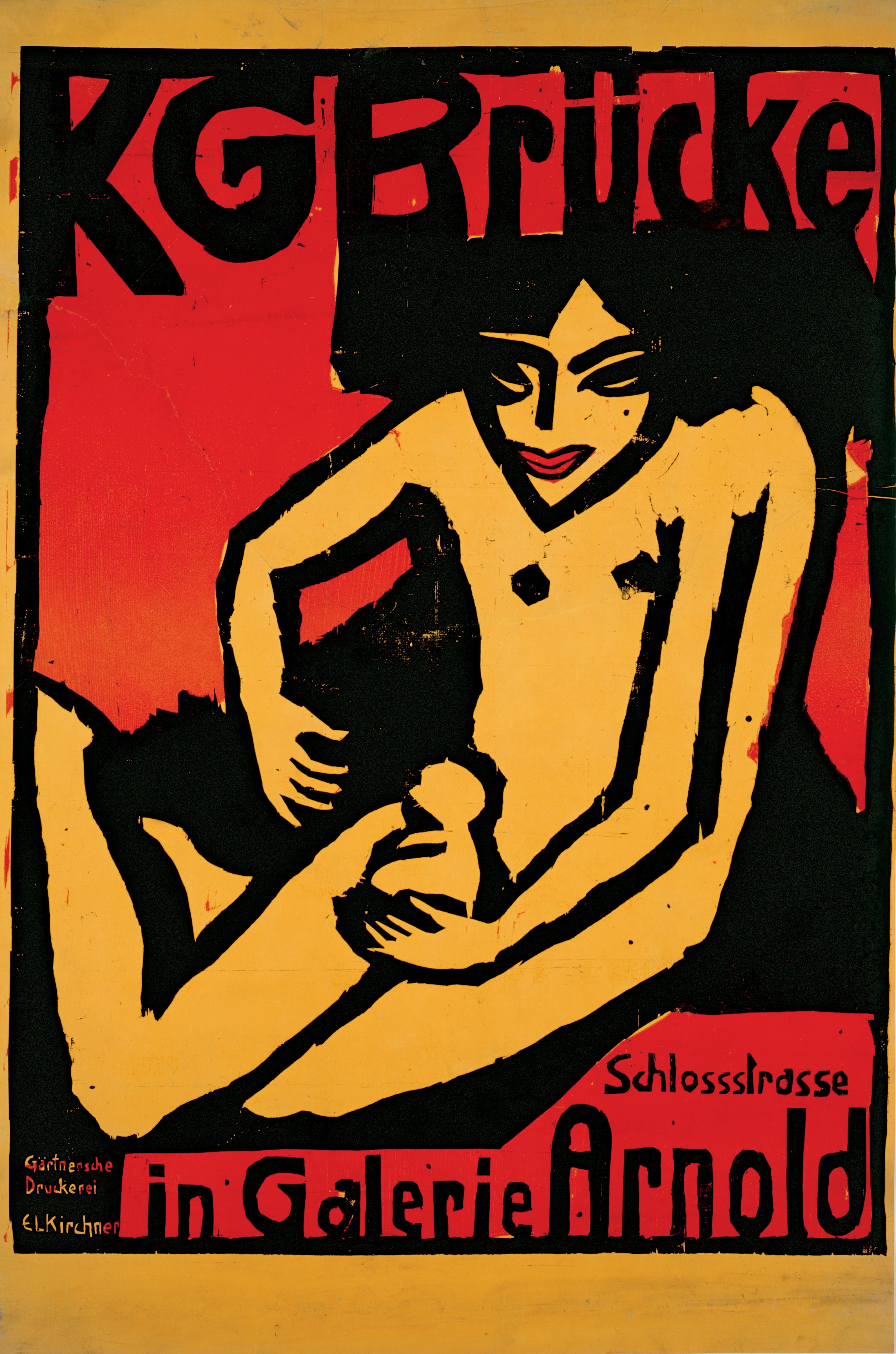
Cartaz de apresentação para uma exposição de Die Brücke na Galeria Arnold de Dresden (1910), de Ernst Ludwig Kirchner

Die Brücke ("A ponte") foi fundada a 7 de junho de 1905 em Dresden, formado por quatro estudantes de arquitetura da Escola Técnica Superior de Dresden: Ernst Ludwig Kirchner, Fritz Bleyl, Erich Heckel e Karl Schmidt-Rottluff. O nome foi ideado por Schmidt-Rottluff, simbolizando através de uma ponte a sua pretensão de estabelecer as bases de uma arte de futuro. Possivelmente a inspiração veio de uma frase de Assim falou Zaratustra de Nietzsche: "A grandeza do homem é que é uma ponte e não um fim". Em 1906 uniram-se ao grupo Emil Nolde e Max Pechstein, bem como o suíço Cuno Amiet e o holandês Lambertus Zijl; em 1907, o finlandês Akseli Gallen-Kallela; em 1908, Franz Nölken e o holandês Kees Van Dongen; e, em 1910, Otto Mueller e o tcheco Bohumil Kubišta. Bleyl separou-se do grupo em 1907, mudando-se para a Silésia, onde foi professor na Escola de Engenharia Civil, abandonando a pintura. Nos seus começos, os membros de Die Brücke trabalharam numa pequena oficina situada na Berliner Straße nº 65 de Dresden, adquirido por Heckel em 1906, que eles mesmos decoraram e mobiliaram seguindo as diretrizes do grupo.
O grupo Die Brücke buscou ligar com o público em geral, tornando-o partícipe das atividades do grupo. Conceberiam a figura do "membro passivo" que, mediante uma assinatura anual de doze marcos, recebiam periodicamente um boletim com as atividades do grupo, bem como diversas gravuras (as "Brücke-Mappen"). Com o tempo, o número de membros passivos ascendeu a sessenta e oito. Em 1906 publicaram um manifesto, Programm, no que Kirchner expressou a sua vontade de convocar a juventude para um projeto de arte social que transformasse o futuro. Visavam influir na sociedade através da arte, considerando-se profetas revolucionários que conseguiriam mudar a sociedade do seu tempo. A intenção do grupo era atrair qualquer elemento revolucionário que quisesse unir-se; assim o expressaram numa carta dirigida a Nolde. O seu maior interesse era destruir as velhas convenções, assim como se estava fazendo na França. Segundo Kirchner, não podiam pôr-se regras e a inspiração devia fluir livre e dar expressão imediata às pressões emocionais do artista. A carga de crítica social que imprimiram à sua obra valiou os ataques da crítica conservadora que os tachou de serem um perigo para a juventude alemã.
Os artistas de Die Brücke eram influenciados pelo movimento Arts & Crafts, bem como pelo Jugendstil e os Nabis, e artistas como Van Gogh, Gauguin e Munch. Também se inspiraram no gótico alemão e na arte africana, sobretudo após os estudos realizados por Kirchner das xilografias de Dürer e da arte africana do Museu Etnológico de Dresden. Também estavam interessados pela literatura russa, especialmente Dostoievski. Em 1908, após uma exposição de Matisse em Berlim, expressaram igualmente a sua admiração pelos fauvistas, com os que compartilhavam a simplicidade da composição, o maneirismo das formas e o intenso contraste de cores. Ambos partiam do pós-impressionismo, recusando a imitação e destacando-se a autonomia da cor. Contudo, variam os temas: os expressionistas eram mais angustiosos, marginais, desagradáveis, e destacavam mais o sexo do que os fauvistas. Rejeitavam o academicismo e aludiam à "liberdade máxima de expressão". Mais do que um programa estilístico próprio, o seu nexo era a recusa do realismo e do impressionismo, e a sua procura de um projeto artístico que envolvesse a arte com a vida, para o que experimentaram com diversas técnicas artísticas como o mural, a xilografia e a ebanesteria, à parte da pintura e da escultura.

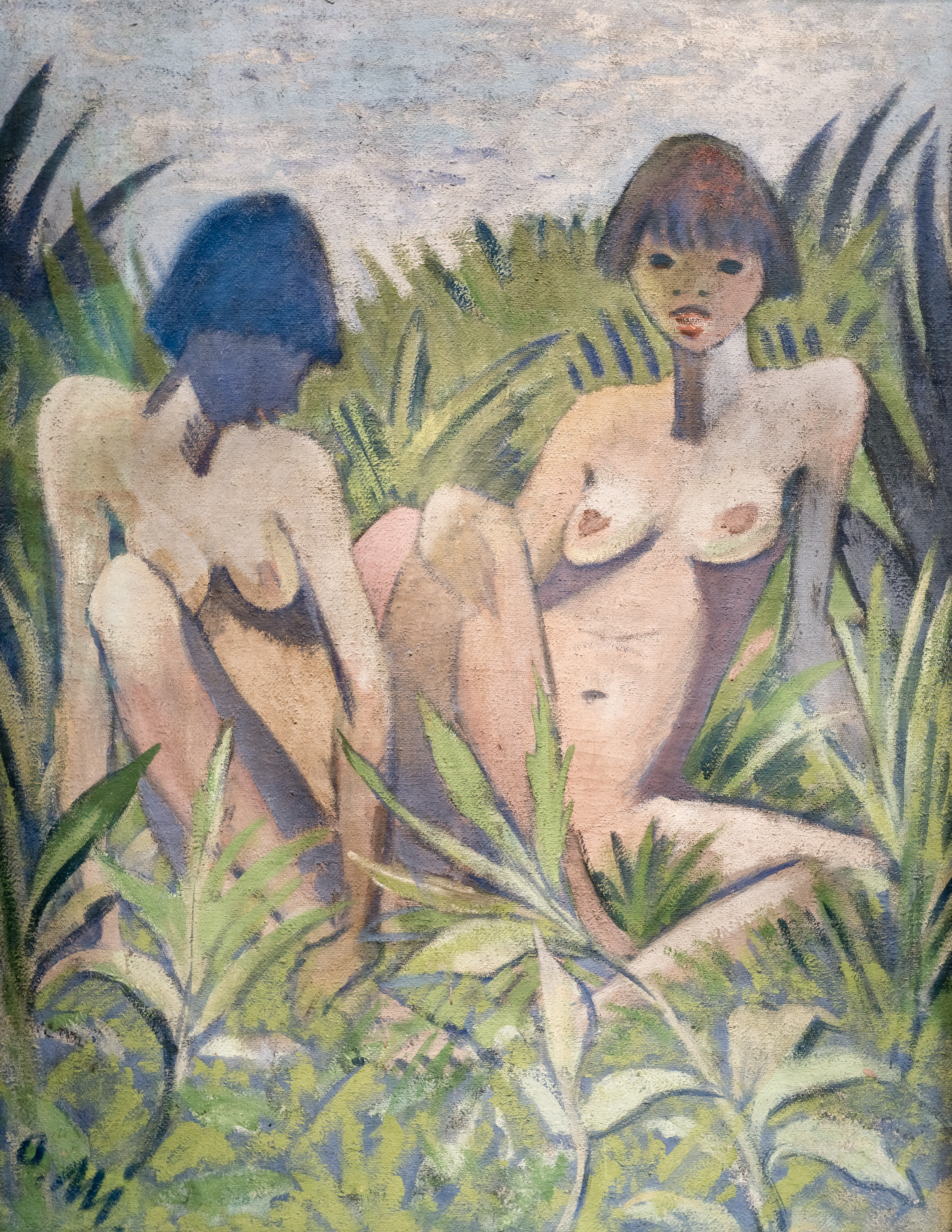
Duas garotas na erva (1926), de Otto Mueller, Staatsgalerie Moderner Kunst, Munique

Die Brücke outorgou especial importância às obras gráficas: o seu principal meio de expressão foi a xilografia, técnica que permitia plasmar a sua concepção da arte diretamente, deixando um aspecto inacabado, bruto, selvagem, próximo do primitivismo que tanto admiravam. Estes gravados em madeira apresentam superfícies irregulares, que não dissimulam e aproveitam expressivamente, aplicando manchas de cor e destacando-se a sinuosidade das formas. Também utilizaram a litografia, a água-tinta e a aquaforte, que costumam ser de um reduzido cromatismo e simplificação estilística. Die Brücke defendia a expressão direta e instintiva do impulso criador do artista, sem normas nem regras, recusando totalmente qualquer tipo de regulamentação acadêmica. Como disse Kirchner: "o pintor transforma em obra de arte a concepção da sua experiência".
Aos membros de Die Brücke interessava-lhes um tipo de temática centrada na vida e a natureza, refletida de jeito espontânea e instintiva, pelo qual os seus principais temas são o despido —quer no interior ou no exterior—, bem como cenas de circo e music hall, onde encontram a máxima intensidade que podem extrair da vida. Esta temática foi sintetizada em obras sobre banhistas, que os seus membros realizaram preferentemente entre 1909 e 1911 nas suas estadias nos lagos próximos a Dresden: Alsen, Dangast, Nidden, Fehmarn, Hiddensee, Moritzburg, etc. São obras nas quais expressam um naturismo sem rodeios, um sentimento quase panteísta de comunhão com a natureza, al mesmo tempo que tecnicamente vão depurando a sua paleta, num processo de deformação subjetiva da forma e da cor, que adquire um significado simbólico.
Em 1911 a maioria de artistas do grupo instalaram-se em Berlim, iniciando a sua carreira em solitário. Na capital alemã receberam a influência do cubismo e do futurismo, patente na esquematização das formas e no uso de tons mais frios a partir de então. A sua paleta tornou-se mais obscura e a sua temática mais desolada, melancólica, pessimista, perdendo o selo estilístico comum que tinham em Dresden para percorrer caminhos cada vez mais divergentes, iniciando cada um o seu. Uma das maiores exposições na que participaram os membros de Die Brücke foi a Sonderbund de Colônia de 1912, na que Kirchner e Heckel receberam a encomenda de decorarem uma capela, que teve um grande sucesso. Ainda assim, em 1913 aconteceu a dissolução formal do grupo, devido à recusa que provocou nos seus companheiros a publicação da história do grupo (Crônica da sociedade artística de Die Brücke) por parte de Kirchner, na qual se outorgava uma especial relevância que não foi admitida pelo restante de membros.
Os principais membros do grupo foram:

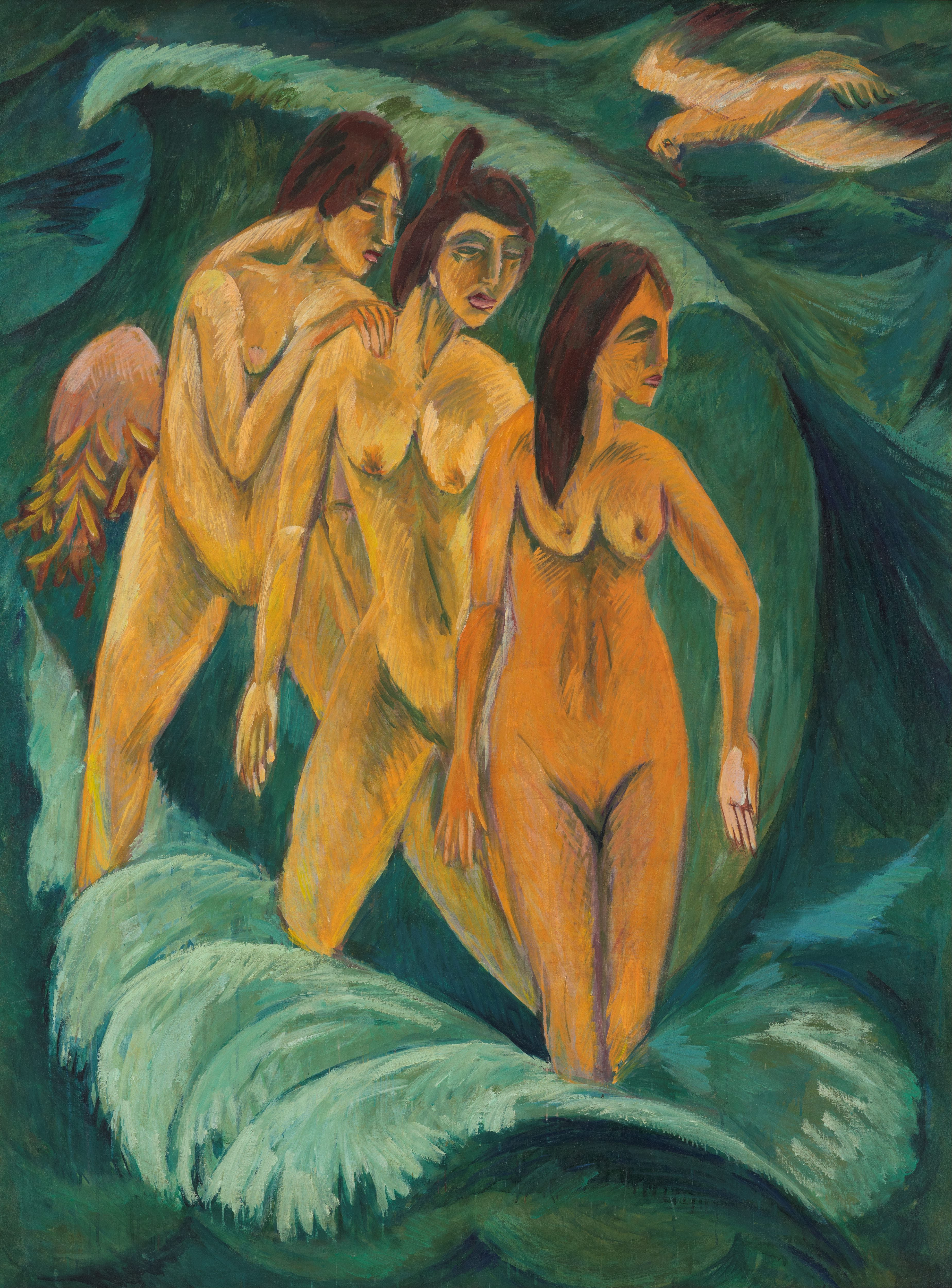
Três banhistas (1913), de Ernst Ludwig Kirchner, Galeria de Arte de Nova Gales do Sul

- Ernst Ludwig Kirchner: grande desenhista — o seu pai era professor de desenho —, desde a sua visita a uma exposição de xilografia de Dürer em 1898 começou a fazer gravados em madeira, material no que também realizou talhas de influência africana, com um acabamento irregular, sem polir, destacando-se os componentes sexuais. Utilizava cores primárias, como os fauvistas, com certa influência de Matisse, mas com linhas quebradas, violentas — ao contrário das arredondadas de Matisse —, em ângulos fechados, agudos. As figuras são estilizadas, com um alargamento de influência gótica. Desde a sua mudança para Berlim em 1910 realizou composições mais esquemáticas, com linhas cortantes e zonas inacabadas, e certa distorção formal. Progressivamente a sua pincelada tornou-se mais nervosa, agressiva, com linhas superpostas, composição mais geométrica, com formas angulosas inspiradas na decomposição cubista. Desde 1914 começou a padecer transtornos mentais e, durante a guerra, sofreu uma doença respiratória, fatores que influíram na sua obra. Em 1937 os seus trabalhos foram confiscados pelos nazistas, suicidando-se no ano seguinte.[51]
- Erich Heckel: a sua obra nutriu-se da influência direta de Van Gogh, ao que conheceu em 1905 na Galeria Arnold de Dresden. Entre 1906 e 1907 realizou uma série de quadros de composição vangoghiana, de pinceladas curtas e cores intensas —predominantemente o amarelo—, com pasta densa. Mais tarde evoluiu para temáticas mais expressionistas, como o sexo, a solidão e a incomunicação. Também trabalhou com a madeira, em obras lineais, sem perspectiva, com influência gótica e cubista. Foi um dos expressionistas mais ligados à corrente romântica alemã, o que se reflete na sua visão utópica das classes marginais, pelas quais expressa um sentimento de solidariedade e reivindicação. Desde 1909 viajou pela Europa, que o pôs em contato tanto com a arte antiga quanto com as novas vanguardas, especialmente com o fauvismo e com o cubismo, dos quais adotou a organização espacial e o colorido intenso e subjetivo. Nas suas obras tende a descuidar o aspecto figurativo e descritivo das suas composições para ressaltar o conteúdo emotivo e simbólico, com pinceladas densas que fazem que a cor ocupe todo o espaço, sem outorgar importância ao desenho ou a composição.[52]
- Karl Schmidt-Rottluff: nos seus começos praticou o macropontilhismo, para passar a um expressionismo de figuras esquemáticas e rostos cortantes, de pincelada solta e de cores intensas. Recebeu certa influência de Picasso na sua etapa azul, bem como de Munch e da arte africana e, desde 1911, do cubismo, palpável na simplificação das formas que aplicou às suas obras desde então. Dotado de uma grande mestria para a aquarela, sabia dosificar bem as cores e distribuir os chiaroscuros, enquanto na pintura aplicava pinceladas densas e espessas, com claro precedente em Van Gogh. Também realizou talhas em madeira, às vezes policromada, com influência africana — rostos alongados, olhos amendoados.[53]
- Emil Nolde: ligado a Die Brücke durante 1906-1907, trabalhou em solitário, desligado de tendências — não se considerava um expressionista, mas um "artista alemão". Dedicado em princípio à pintura de paisagens, temas florais e animais, sentia predileção por Rembrandt e por Goya. Em princípios de século empregava a técnica divisionista, com empaste muito grosso e pinceladas curtas, e com forte descarrega cromática, de influência pós-impressionista. Durante a sua estadia em Die Brücke abandonou o processo de imitação da realidade, denotando na sua obra uma inquietude interior, uma tensão vital, uma crispação que se reflete no pulso interno da obra. Começou então os temas religiosos, centrando-se na Paixão de Jesus Cristo, com influência de Grünewald, Brueghel e Hieronymus Bosch, com rostos desfigurados, um profundo sentimento de angústia e uma grande exaltação da cor (A última ceia, 1909; Pentecostes, 1909; Santa Maria Egipcíaca, 1912).[54]
- Otto Mueller: grande admirador da arte egípcia, realizou obras sobre paisagens e nus com formas esquemáticas e angulosas, nos quais se percebe a influência de Cézanne e de Picasso. Os seus nus costumam localizar-se em paisagens naturais, evidenciando a influência da natureza exótica de Gauguin. O seu desenho é limpo e fluido, afastado do estilo áspero e gestual dos outros expressionistas, com uma composição de superfícies planas e suaves linhas curvas, criando uma atmosfera de fantasia idílica. As suas figuras delgadas e esbeltas estão inspiradas em Cranach, de cuja Vênus tinha uma reprodução no seu estudo. São nus de grande simplicidade e naturalidade, sem traços de provocação ou sensualidade, expressando uma perfeição ideal, a nostálgia de um paraíso perdido, em que o ser humano vivia em comunhão com a natureza.[55]
- Max Pechstein: de formação acadêmica, estudou Belas Artes em Dresden. Em uma viagem à Itália em 1907 entusiasmou-se com a arte etrusca e com os mosaicos de Ravena, enquanto na sua seguinte estadia em Paris entrou em contato com o fauvismo. Em 1910 foi fundador com Nolde e Georg Tappert da Nova Secessão berlinesa, da qual foi o seu primeiro presidente. Em 1914 realizou uma viagem pela Oceania, recebendo como tantos outros artistas da época a influência da arte primitiva e exótico. As suas obras costumam ser paisagens solitárias e agrestes, geralmente de Nidden, uma população da costa báltica que era o seu lugar de veraneio.[56]

### Der Blaue Reiter

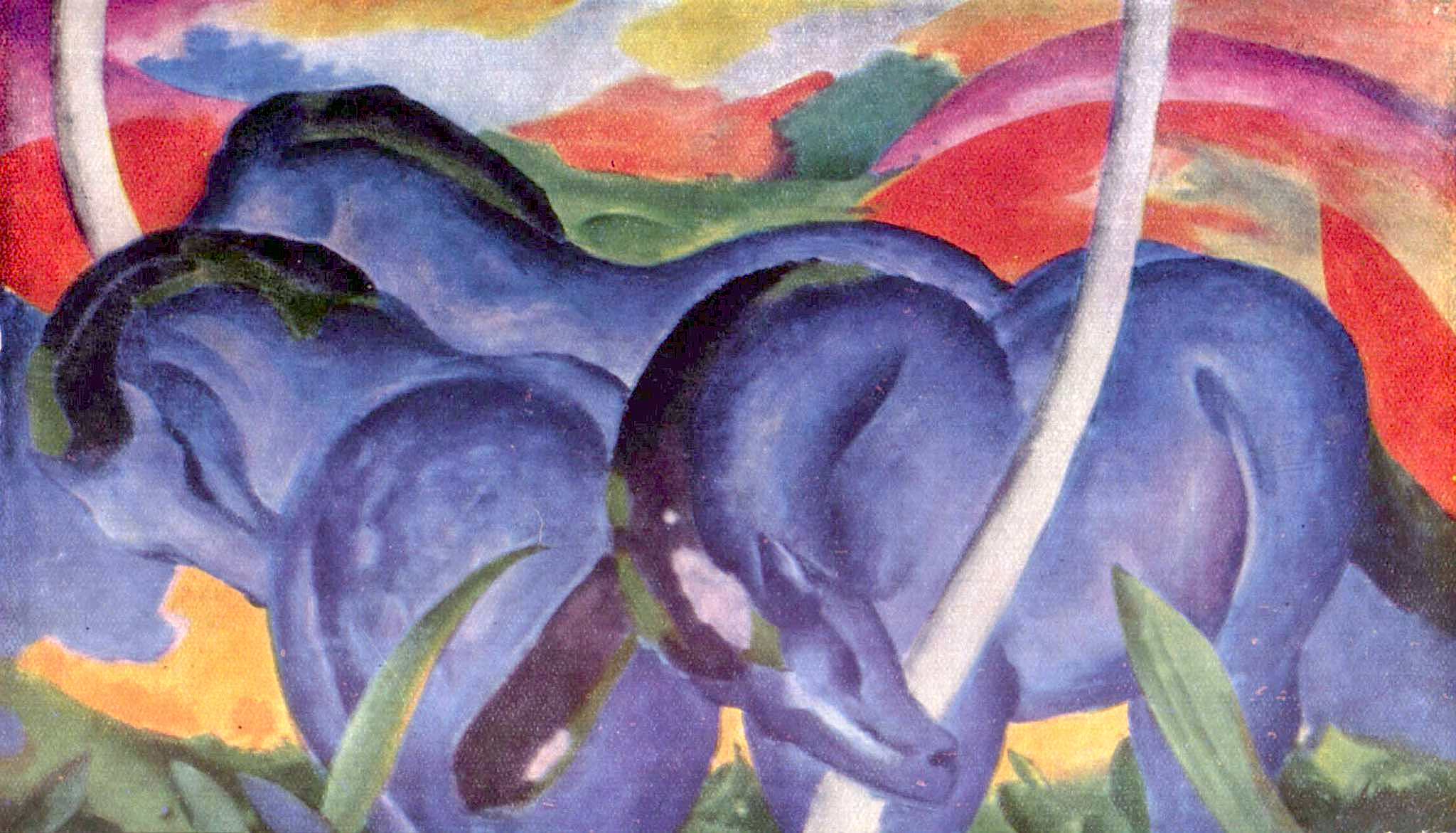
Os grandes cavalos azuis (1911), de Franz Marc, Walker Art Center, Minneapolis

Der Blaue Reiter (O Ginete Azul) surgiu em Munique em 1911, agrupando Wassily Kandinsky, Franz Marc, August Macke, Paul Klee, Gabriele Münter, Alfred Kubin, Alexej von Jawlensky, Lyonel Feininger, Heinrich Campendonk e Marianne von Werefkin. O nome do grupo foi escolhido por Marc e Kandinsky tomando café num terraço, após uma conversação onde coincidiram no seu gosto pelos cavalos e pela cor azul, embora seja de sublinhar que Kandinsky já pintara um quadro com o título O Ginete Azul em 1903 (Coleção E.G. Bührlle, Zurique). De novo, mais que um selo estilístico comum compartilhavam uma visão da arte, na que imperava a liberdade criadora do artista e a expressão pessoal e subjetiva das suas obras. Der Blaue Reiter não foi uma escola nem um movimento, mas um agrupamento de artistas com inquietudes similares, centrados num conceito da arte não como imitação, mas como expressão do interior do artista.
Der Blaue Reiter foi uma cisão do grupo Neue Künstlervereinigung München ("Nova Asociación de Artistas de Munique"), fundada em 1909, da qual era presidente Kandinsky, e que incluía ademais Marc, Jawlensky, Werefkin, Kubin, Klee, Münter, os irmãos David e Vladimir Burliuk, Alexander Kanoldt, Adolf Erbslöh, Karl Hofer, etc.. Contudo, divergências estéticas originaram o abandono de Kandinsky, Marc, Kubin e Münter, fundando o novo grupo. Der Blaue Reiter tinha poucos pontos em comum com Die Brücke, coincidindo basicamente na sua oposição ao impressionismo e ao positivismo; porém, frente à atitude temperamental de Die Brücke, frente à sua plasmação quase fisiológica da emotividade, Der Blaue Reiter tinha uma atitude mais refinada e espiritual, visando a captar a essência da realidade através da purificação dos instintos. Assim, em vez de utilizar a deformação física, optam pela sua total depuração, chegando assim à abstração. A sua poética foi definida como um expressionismo lírico, no qual a evasão não se encaminhava para o mundo selvagem mas para o espiritual da natureza e do mundo interior.
Os membros do grupo mostraram o seu interesse pelo misticismo, pelo simbolismo e pelas formas da arte que consideravam mais genuínas: a primitiva, a popular, a infantil e a de doentes mentais. Der Blaue Reiter destacou-se pelo uso da aquarela, frente à gravura utilizada nomeadamente por Die Brücke. Também cabe destacar-se a importância outorgada à música, que acostuma assimilar-se à cor, o que facilitou a transição de uma arte figurativa para uma mais abstrata. De igual forma, nos seus ensaios teóricos mostraram a sua predileção pela forma abstrata, na que viam um grande conteúdo simbólico e psicológico, teoria que ampliou Kandinsky na sua obra Do espiritual na arte (1912), na que procura uma síntese entre a inteligência e a emotividade, defendendo que a arte se comunica com o nosso espírito interior, e que as obras artísticas podem ser tão expressivas quanto a música. Kandinsky expressa um conceito místico da arte, com influência da teosofia e da filosofia oriental: a arte é expressão do espírito, sendo as formas artísticas reflexo dele. Como no mundo das ideias de Platão, as formas e sons ligam com o mundo espiritual através da sensibilidade, da percepção. Para Kandinsky, a arte é uma linguagem universal, acessível a qualquer ser humano. O caminho da pintura devia ser desde a pesada realidade material até a abstração da visão pura, com a cor como meio, por isso desenvolveu toda uma complexa teoria da cor: em A Pintura como arte pura (1913) sustém que a pintura é já um ente separado, um mundo em si mesmo, uma nova forma do ser, que age sobre o espectador através da vista e que provoca nele profundas experiências espirituais.

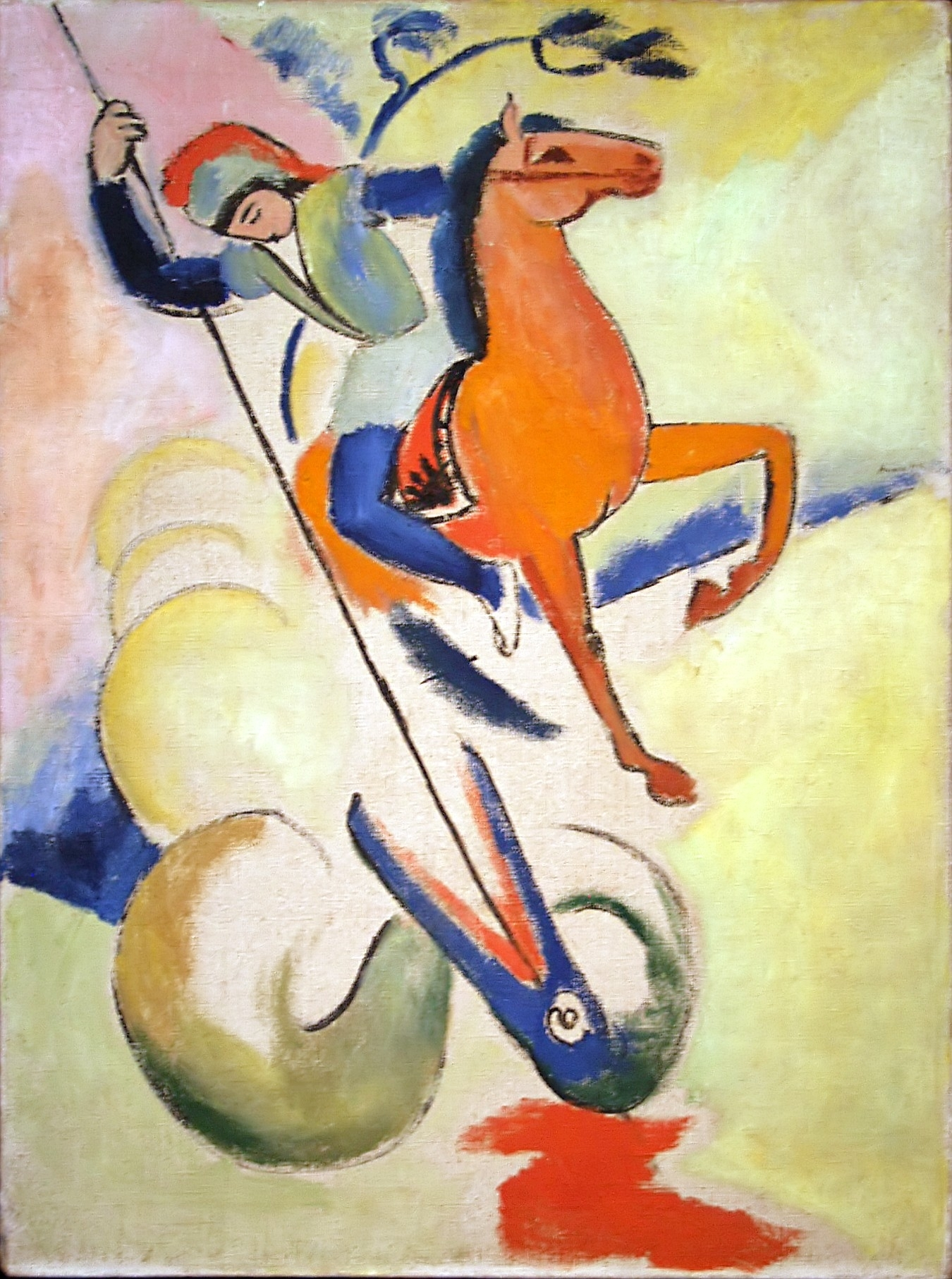
São Jorge (1912), de August Macke, Kolumba Museum, Colônia

Der Blaue Reiter organizou diversas exposições: a primeira foi na Galeria Thannhäuser de Munique, inaugurada a 18 de dezembro de 1911 com o nome I Ausstellung der Redaktion des Blauen Reiter ("I Exposição dos Diretores do Ginete Azul"). Foi a mais homogênea, pois havia uma clara influência mútua entre todos os componentes do grupo, dissipada mais adiante por uma maior individualidade de todos os seus membros. Expuseram obras Macke, Kandinsky, Marc, Campendonk e Münter e, como convidados, Arnold Schönberg — compositor mas autor também de obras pictóricas —, Albert Bloch, David e Vladimir Burliuk, Robert Delaunay e o Aduaneiro Rousseau. A segunda exposição decorreu na Galeria Hans Goltz em março de 1912, dedicada a aquarelas e obras gráficas, confrontando o expressionismo alemão com o cubismo francês e o suprematismo russo. A última grande exposição aconteceu em 1913 na sede de Der Sturm em Berlim, em paralelo ao primeiro "Salão de Outono" celebrado na Alemanha.
Um dos maiores quadros do grupo foi a publicação do Almanaque (maio de 1912), por ocasião da exposição organizada em Colônia pelo Sonderbund. Foi realizado em colaboração com o galerista Heinrich von Tannhäuser e com Hugo von Tschudi, diretor dos museus de Baviera. Junto a numerosas ilustrações, recolhia diversos textos dos membros do grupo, dedicados à arte moderna e com numerosas referências à arte primitiva e exótica. A teoria pictórica do grupo era mostrada, centrada na importância da cor e na perda da composição realista e do caráter imitativo da arte, frente a uma maior liberdade criativa e uma expressão mais subjetiva da realidade. Falava-se igualmente dos pioneiros do movimento (Van Gogh, Gauguin, Cézanne, Rousseau), no que se incluía tanto aos membros de Die Brücke e Der Blaue Reiter como a Matisse, Picasso e Delaunay. Também se incluiu a música, com referências a Schönberg, Webern e Berg.
Der Blaue Reiter teve o seu final com a Primeira Guerra Mundial, na que faleceram Marc e Macke, enquanto Kandinsky teve de voltar  para a Rússia. Em 1924 Kandinsky e Klee, junto a Lyonel Feininger e Alexej von Jawlensky, fundaram Die Blaue Vier" (Os Quatro Azuis") no seio da Bauhaus, expondo conjuntamente a sua obra por dez anos.
Os principais representantes de Der Blaue Reiter foram:

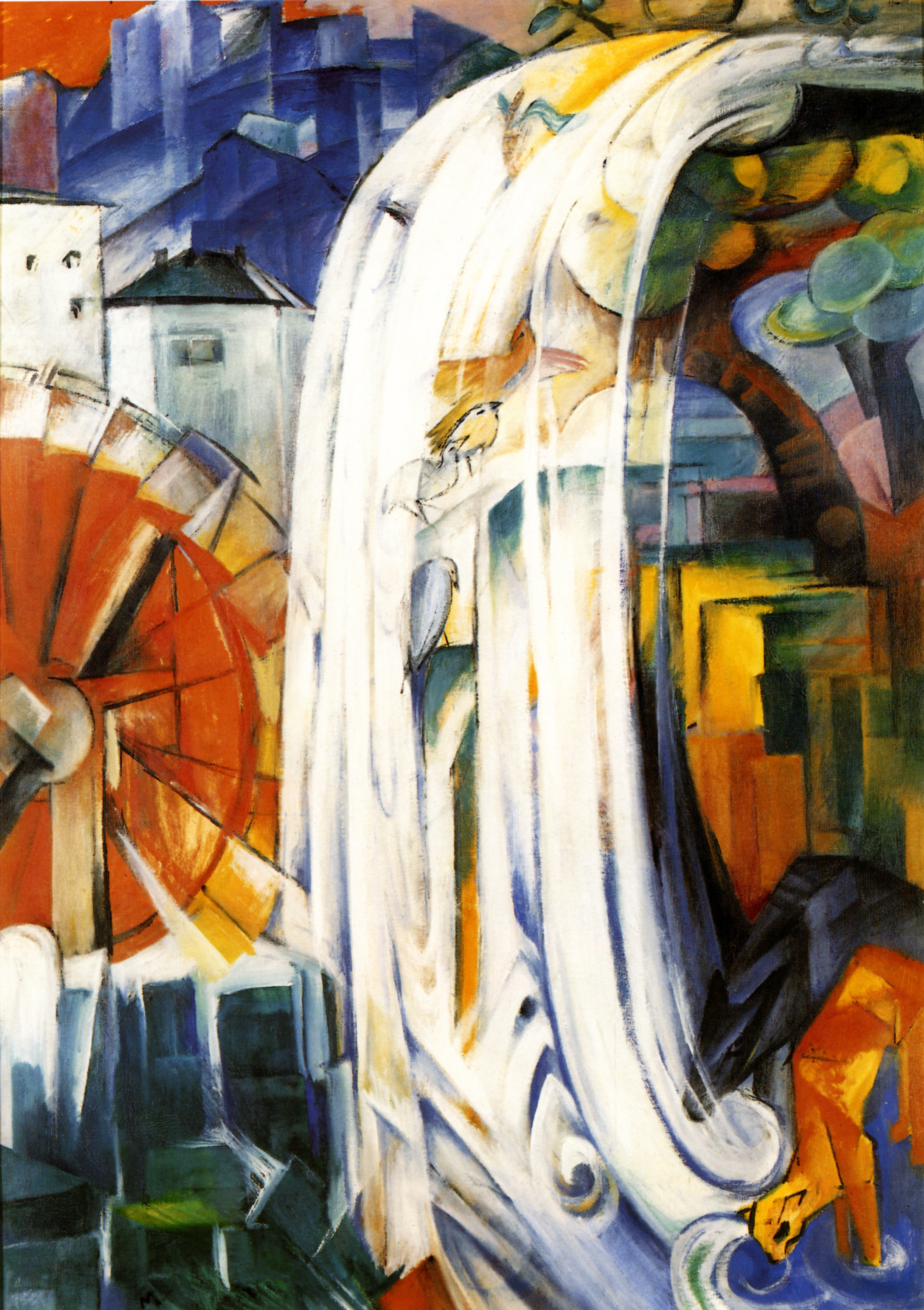
O moinho encantado (1913), de Franz Marc, Art Institute of Chicago, Chicago

- Wassily Kandinsky: de vocação tardia, estudou direito, economia e política antes de se passar à pintura, após visitar uma exposição impressionista em 1895. Estabelecido em Munique, começou no Jugendstil,conjugando-o com elementos da tradição russa. Em 1901 fundou o grupo Sociedade Artística Phalanx, e abriu a sua própria escola. Durante 1906 —1909 teve um período fauvista, para passar posteriormente ao expressionismo. Desde 1908 a sua obra foi perdendo o aspecto temático e figurativo para ganhar em expressividade e colorido, iniciando progressivamente o caminho para a abstração, e desde 1910 criou quadros nos quais a importância da obra residia na forma e na cor, criando planos pictóricos por confrontação de cores.[67] A sua abstração era aberta, com um foco no centro, empurrando com uma força centrífuga, derivando as linhas e manchas para fora, com grande riqueza formal e cromática. O próprio Kandinsky distinguia a sua obra entre "impressões", reflexo direto da natureza exterior (que seria a sua obra até 1910); "improvisações", expressão de signo interno, de caráter espontâneo e de natureza espiritual (abstração expressionista, 1910-1921); e "composições",  expressão igualmente interna mais elaborada e formada devagar (abstração construtiva, desde 1921).[68]
- Franz Marc: estudante de teologia, durante uma viagem pela Europa entre 1902 e 1906 decidiu tornar-se pintor. Imbuído de um grande misticismo, considerava-se um pintor "expressivo", visando a expressar o seu "eu interior". A sua obra foi bastante monotemática, dedicando-se aos animais, especialmente os cavalos. Contudo, os seus tratamentos eram variados, com contrastes muito violentos de cor, sem perspectiva linear. Recebeu a influência de Degas —que também fez uma série sobre cavalos—, bem como do orfismo de Delaunay e das atmosferas boiantes de Chagall. Para Marc, a arte era uma forma de captar a essência das coisas, o que traduziu numa visão mística e panteísta da natureza, que plasmou sobretudo nos animais, que para ele tinham um significado simbólico, representando conceitos como o amor ou a morte. Nas suas representações de animais a cor era igualmente simbólico, destacando-se o azul, a cor mais espiritual. As figuras eram simples, esquemáticas, tendendo à geometrização após o seu contato com o cubismo. Contudo, desenganado também dos animais, começou como Kandinsky o caminho para a abstração, carreira que truncada com a sua morte na contenda mundial.[69]
- August Macke: em 1906 visitou Bélgica e Holanda, onde recebeu a influência de Rembrandt — empaste grosso, contrastes acusados; em 1907, em Londres, entusiasmou-se com os pré-rafaelitas; igualmente, em 1908 em Paris contatou com o fauvismo. Desde então abandonou a tradição e renovou temáticas e coloridos, trabalhando com cores claras e cálidas. Depois receberia a influência do cubismo: restrição cromática, linhas geométricas, figuras esquematizadas, contrastes sombra-luz. Por último chegou à arte abstrata, influenciado por Kandinsky e Delaunay: fazia uma abstração racional, geométrica, com manchas lineais de cor e composições baseadas em planos geométricos coloreados. Nas suas últimas obras —após uma viagem pelo norte da África— voltou ao colorido forte e os contrastes exagerados, com um certo ar surrealista. Inspirava-se em temas cotidianos, em ambientes geralmente urbanos, com um ar lírico, alegre, sereno, com cores de expressão simbólica como em Marc.[70]
- Paul Klee: de formação musical, em 1898 passou à pintura, denotando como Kandinsky um senso pictórico de evanescência musical, tendente à abstração, e com um ar onírico que o levaria para o surrealismo.[71] Iniciado no Jugendstil, e com influência de Böcklin, Redon, Van Gogh, Ensor e Kubin, visava como este último atingir um estado intermédio entre a realidade e a fantasia ideal. Mais tarde, após uma viagem para Paris em 1912 onde conheceu a Picasso e Delaunay, interessou-se mais pela cor e as suas possibilidades compositivas. Em uma viagem para África em 1914 com Macke reafirmou a sua visão da cor como elemento dinamizador do quadro, que seria a base das suas composições, onde perdura a forma figurativa combinada com uma certa atmosfera abstrata, em curiosas combinações que seriam um dos seus selos estilísticos mais reconhecíveis. Klee recriou na sua obra um mundo fantástico e irônico, próximo do das crianças ou os loucos, que acercará o universo dos surrealistas —com numerosos pontos de contato entre a sua obra e a de Joan Miró—.[72]
- Alexej von Jawlensky: militar russo, abandonou a sua carreira para se dedicar à arte, instalando-se em Munique em 1896 com Marianne von Werefkin. Em 1902 viajou para Paris, travando amizade com Matisse, com quem trabalhou um tempo e com quem se iniciou no colorido fauve. Dedicou-se nomeadamente ao retrato, inspirado nos ícones da arte tradicional russa, com figuras em atitude hierática, de grande tamanho e esquematismo compositivo. Trabalhava com grandes superfícies de cor, com um colorido violento, delimitado por fortes traços pretos.[73] Durante a guerra refugiou-se na Suíça, onde realizou retratos próximos do cubismo, com rostos ovais, de nariz alongado e olhos assimétricos. Mais tarde, por influência de Kandinsky, aproximou-se à abstração, com retratos reduzidos a formas geométricas, de cores intensas e cálidas.[74]

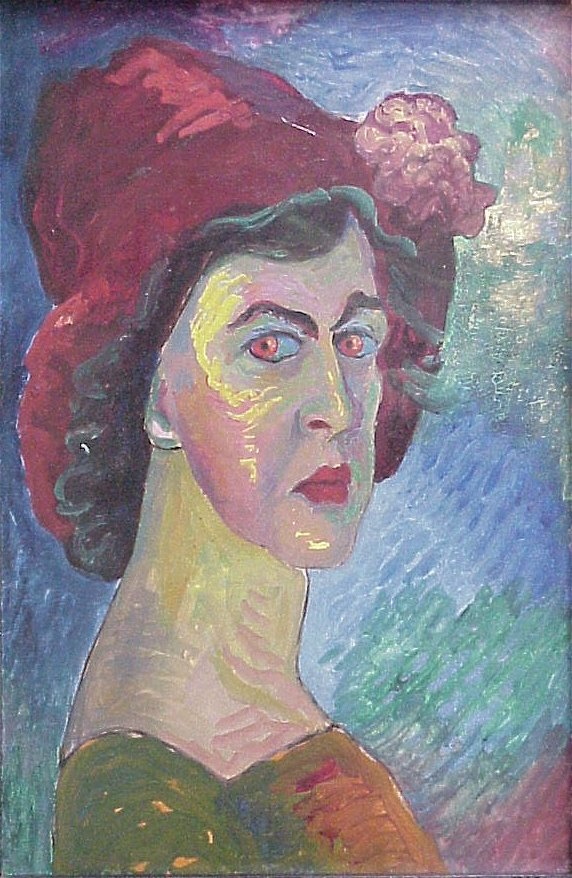
Autorretrato (1910), de Marianne von Werefkin, Städtische Galerie im Lenbachhaus, Munique

- Lyonel Feininger: norte-americano de origem alemão, em 1888 viajou para Alemanha para estudar música, passando posteriormente à pintura. Nos seus começos trabalhou como caricaturista para vários jornais. Recebeu a influência do cubismo órfico de Delaunay, patente no geometrismo das suas paisagens urbanas, de formas angulosas e inquietantes, parecidas às de O gabinete do doutor Caligari —em cujos decoradores provavelmente influiu—. As suas personagens são caricaturescas, de grande tamanho —às vezes chegando à mesma altura dos edifícios—, construídas por superposição de planos de cor. Professor da Bauhaus de 1919 a 1933, em 1938, por causa do nazismo, retornou para o seu Nova Iorque natal.[75]
- Gabriele Münter: estudou em Düsseldorf e Munique, ingressando na Sociedade Artística Phalanx, no que conheceu a Kandinsky, com o que iniciou uma relação e passou longas temporadas na localidade de Murnau. Ali pintou numerosas paisagens nas quais desvelava uma grande emotividade e um grande domínio da cor, com influência da arte popular bávara, o que se denota nas linhas simples, cores claras e luminosas e uma cuidada distribuição das massas. Recebeu de Jawlensky a justaposição de manchas brilhantes de cor com nítidos contornos, que se tornariam no seu principal selo artístico. Entre 1915 e 1927 deixou de pintar, após a sua ruptura com Kandinsky.[76]
- Heinrich Campendonk: influenciado pelo cubismo órfico e a arte popular e primitiva, criou um tipo de obras de signo primitivista, com desenho de grande rigidez, figuras hieráticas e composições deshierarquizadas. Nas suas obras tem um papel determinante o contraste de cores, com uma pincelada herdeira do impressionismo. Mais tarde, por influência de Marc, a cor ganhou independência a respeito do objeto, adquirindo um maior valor expressivo, e decompondo o espaço à maneira cubista. Superpunha as cores em camadas transparentes, realizando composições livres nas quais os objetos parecem boiar sobre a superfície do quadro. Assim como em Marc, a sua temática focou-se num conceito idealizado da comunhão entre o homem e a natureza.[77]
- Alfred Kubin: escritor, desenhista e ilustrador, a sua obra baseou-se num mundo fantasmagórico de monstros, de aspecto excitante e alucinante, refletindo a sua obsessão pela morte. Influenciado por Max Klinger, trabalhou nomeadamente como ilustrador, em desenhos em branco e preto de ar decadentista com reminiscências de Goya, Blake e Félicien Rops. As suas cenas enquadravam-se em ambientes crepusculares, fantasmagóricos, que recordam igualmente a Odilon Redon, com um estilo caligráfico, às vezes roçando a abstração. Os seus imagens fantásticas, mórbidas, com referências ao sexo e a morte, foram precursoras do surrealismo. Também foi escritor, cuja principal obra, O outro lado (1909), pôde ter influenciado sobre Kafka.[78]
- Marianne von Werefkin: pertencente a uma família aristocrata russa, recebeu classes de Ilya Repin em São Petersburgo. Em 1896 mudou-se para Munique com Jawlensky, com o que iniciara uma relação, dedicando-se mais à difusão da obra deste que à sua própria. Nesta cidade criou um salão de notável fama como tertúlia artística, chegando a influir em Franz Marc a nível teórico. Em 1905, após algumas divergências com Jawlensky, voltou a pintar. Esse ano viajou para França, recebendo a influência dos nabis e os futuristas. As suas obras são de um colorido brilhante, cheio de contrastes, com preponderância da linha na composição, à qual a cor fica subordinada. A temática é fortemente simbólica, destacando-se as suas enigmáticas paisagens com procissões de mortos.[79]

### Neue Sachlichkeit

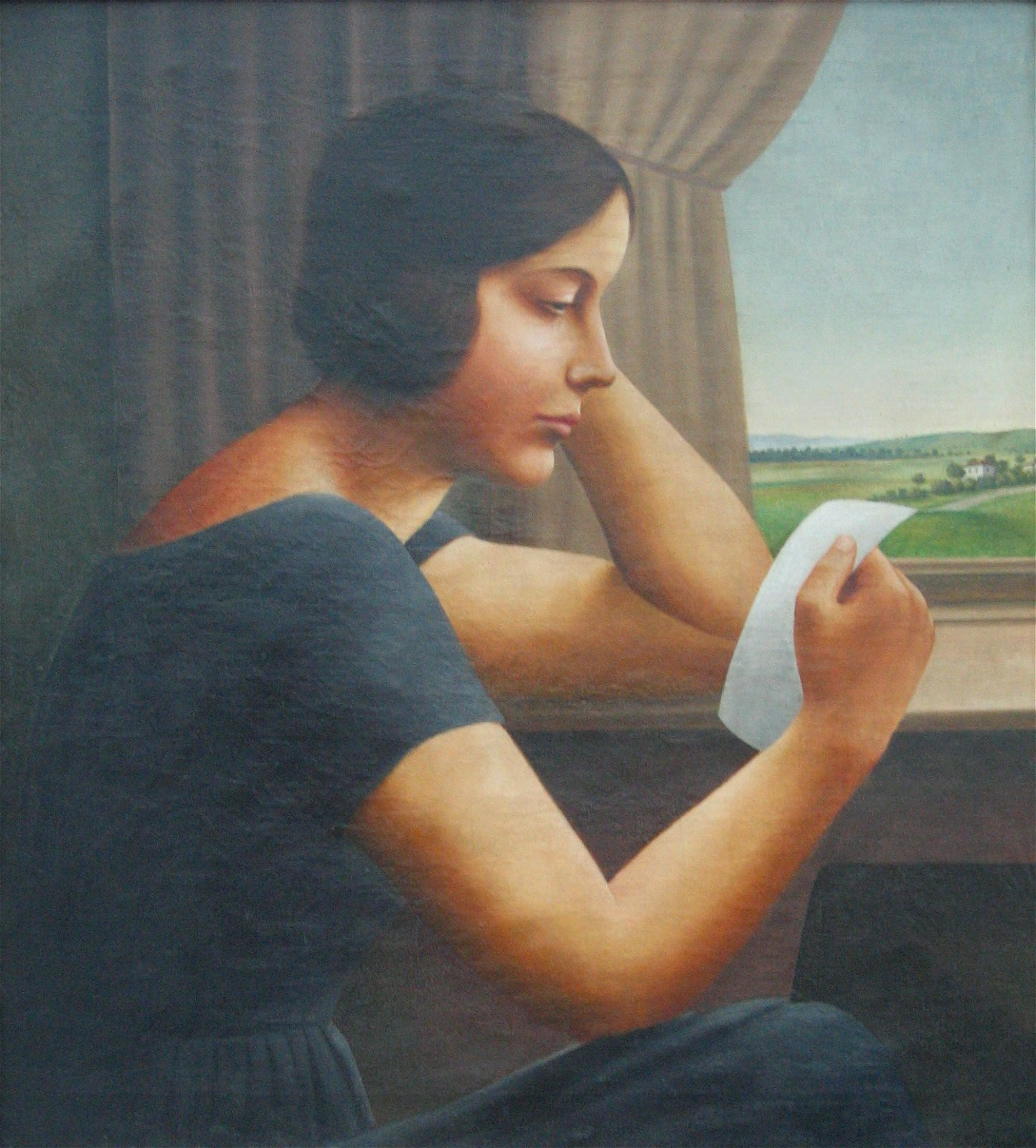
Martha (1925), de Georg Schrimpf, Pinakothek der Moderne, Munique

O grupo Neue Sachlichkeit (Nova Objetividade) surgiu após a Primeira Guerra Mundial como um movimento de reação frente ao expressionismo, retornando à figuração realista e à plasmação objetiva da realidade circundante, com uma marcada componente social e reivindicativa. Desenvolvido entre 1918 e 1933, desapareceu com o advento do nazismo. O ambiente de pessimismo que trouxe o pós-guerra propiciou o abandono por parte de alguns artistas do expressionismo mais espiritual e subjetivo, de procura de novas linguagens artísticas, por uma arte mais comprometida, mais realista e objetiva, dura, direta, útil para o desenvolvimento da sociedade, uma arte revolucionária na sua temática, se bem que não na forma. Os artistas separaram-se da abstração, refletindo sobre a arte figurativa e recusando toda atividade que não atendesse os problemas da diligente realidade do pós-guerra. Encarnaram este grupo Otto Dix, George Grosz, Max Beckmann, Conrad Felixmüller, Christian Schad, Rudolf Schlichter, Ludwig Meidner, Karl Hofer e John Heartfield.
Frente à introspeção psicológica do expressionismo, o individualismo de Die Brücke ou o espiritualismo de Der Blaue Reiter, a Nova Objetividade propôs o retorno ao realismo e à plasmação objetiva do mundo circundante, com uma temática mais social e comprometida politicamente. Contudo, não renunciaram aos sucessos técnicos e estéticos da arte de vanguarda, como o colorido fauvista e expressionista, a "visão simultânea" futurista ou a aplicação da fotomontagem à pintura e à gravura do verismo. A recuperação da figuração foi uma consequência comum no espaço no final da guerra: para além da Nova Objetividade, surgiu na França o purismo e na Itália a pintura metafísica, precursora do surrealismo. Mas, na Nova Objetividade, este realismo é mais comprometido que em outros países, com obras de denúncia social que visam desmascarar a sociedade burguesa do seu tempo, denunciar o estamento político e militar que os levou ao desastre da guerra. Se bem que a Nova Objetividade opôs-se ao expressionismo por ser um estilo espiritual e individualista, manteve por outro lado a sua essência formal, pois o seu caráter grotesco, de deformação da realidade, de caricaturamento da vida, transladou-se à temática social abordada pelos novos artistas do pós-guerra.
A "Nova Objetividade" surgiu como recusa do Novembergruppe, cuja falta de compromisso social rejeitavam. Assim, em 1921, um grupo de artistas dadaístas —entre os quais se encontravam George Grosz, Otto Dix, Rudolf Schlichter e Hanna Höch.— apresentaram-se como "Oposição ao Grupo de Novembro", redigindo uma Carta aberta a este. O termo "Nova Objetividade" foi concebido pelo crítico Gustav Friedrich Hartlaub para a exposição Nova Objetividade. Pintura alemã desde o expressionismo, celebrada em 1925 na Kunsthalle de Mannheim. Segundo palavras de Hartlaub: "o objetivo é superar as mesquindades estéticas da forma através de uma nova objetividade nascida do desgosto para a sociedade burguesa da exploração".
Em paralelo à Nova Objetividade surgiu o denominado "realismo mágico", nome proposto igualmente por Hartlaub em 1922 mais difundido sobretudo por Franz Roh no seu livro Pós-expressionismo. Realismo mágico (1925). O realismo mágico situou-se mais à direita da Nova Objetividade —embora fosse igualmente eliminado pelos nazis—, e representava uma linha mais pessoal e subjetiva que o grupo de Grosz e Dix. Frente à violência e dramatismo dos seus coetâneos objetivos, os realistas mágicos elaboraram uma obra mais acalmada e intemporal, mais sereia e evocadora, transmissora de uma quietude que visava a pacificar os ânimos após a guerra. O seu estilo era próximo do da pintura metafísica italiana, visando a captar a transcendência dos objetos para além do mundo visível. Entre as suas figuras destacaram-se Georg Schrimpf, Alexander Kanoldt, Anton Räderscheidt, Carl Grossberg e Georg Scholz.
Os principais expoentes da Nova Objetividade foram:
- George Grosz: procedente do dadaísmo, interessado pela arte popular. Mostrou desde novo na sua obra um intenso desgosto pela vida, que se tornou após a guerra em indignação. Na sua obra analisou fria e metodicamente a sociedade do seu tempo, desmistificando as classes dirigentes para mostrar o seu lado mais cruel e despótico. Carregou especialmente contra o exército, a burguesia e o clero, em séries como O rosto da classe dominante (1921) ou Ecce Homo (1927), em cenas onde predomina a violência e o sexo. As suas personagens costumam ser mutilados de guerra, assassinos, suicidas, burgueses ricos e rechonchudos, prostitutas, vagabundos, em figuras sucintas, silhuetadas em poucos traços, como bonecos. Tecnicamente, empregou recursos de outros estilos, como o espaço geometrizante do cubismo ou a captação do movimento do futurismo.[85]
- Otto Dix: iniciado no realismo tradicional, com influência de Hodler, Cranach e Durero, em Dix a temática social, patética, direta e macabra da Nova Objetividade ficava enfatizada pela representação realista e minuciosa, quase diáfana, das suas cenas urbanas, povoadas pelo mesmo tipo de personagens que retratava Grosz: assassinos, aleijados, prostitutas, burgueses e mendigos. Expôs fria e metodicamente os horrores da guerra, as carniçarias e matanças que presenciou como soldado: assim, na série A Guerra (1924), inspirou-se na obra de Goya e de Callot.[86]
- Max Beckmann: de formação acadêmica e começos próximos do impressionismo, o horror da guerra levou-o, como aos seus companheiros, a plasmar cruamente a realidade que o envolvia. Acusou então a influência de antigos mestres como Grünewald, Brueghel e Hieronymus Bosch, junto a novas contribuições como o cubismo, do qual tomou o seu conceito de espaço, que se torna na sua obra em um espaço agoniante, quase claustrofóbico, no qual as figuras têm um aspecto de solidez escultórica, com contornos muito delimitados. Na sua série O inferno (1919) fez um retrato dramático do Berlim do pós-guerra, com cenas de grande violência, com personagens torturados, que berram e se retorcem de dor.[86]
- Conrad Felixmüller: fervente opositor da guerra, durante a contenda assumiu a arte como compromisso político. Ligado ao círculo de Pfemfert, editor da revista Die Aktion, moveu-se no ambiente antimilitarista de Berlim, que recusava o esteticismo na arte, defendendo uma arte comprometida e de finalidade social. Influenciado pelo colorido de Die Brücke e pela decomposição cubista, simplificou o espaço como formas angulares e quadriláteros, que ele denominava "cubismo sintético". A sua temática focou-se em operários e nas classes sociais mais desfavorecidas, com um forte componente de denúncia.[87]
- Christian Schad: membro do grupo dadaísta de Zurique (1915-1920), onde trabalhou com papel fotográfico —as suas "schadografias"—, dedicou-se posteriormente ao retrato, em retratos frios e desapassionados, estritamente objetivos, quase desumanizados, estudando com olhada sóbria e científica as personagens que retrata, reduzidas a simples objetos, sós e isoladas, sem capacidade de se comunicarem.[84]
- Ludwig Meidner: membro do grupo Die Pathetiker (Os Patéticos) junto a Jakob Steinhardt e Richard Janthur, o seu principal tema foi a cidade, a paisagem urbana, que mostrou em cenas abigarradas, sem espaço, com grandes multidões e edifícios angulosos de precário equilíbrio, num ambiente opressivo, angustioso. Na sua série Paisagens apocalípticas (1912-1920) retratou cidades destruídas, que ardem ou estouram, em vistas panorâmicas que mostram mais friamente o horror da guerra.[88]
- Karl Hofer: iniciado num certo classicismo próximo a Hans von Marées, estudou em Roma e Paris, onde o surpreendeu a guerra e foi feito prisioneiro durante três anos, fato que marcou profundamente o desenvolvimento da sua obra, com figuras atormentadas, de gestos vacilantes, em atitude estática, enquadradas em desenhos claros, de cores frias e pincelada pulcra e impessoal. As suas figuras são solitárias, de aspecto pensativo, melancólico, denunciando a hipocrisia e a loucura da vida moderna (O casal, 1925; Homens com tochas, 1925; O quarto preto, 1930).[89]

### Outros artistas

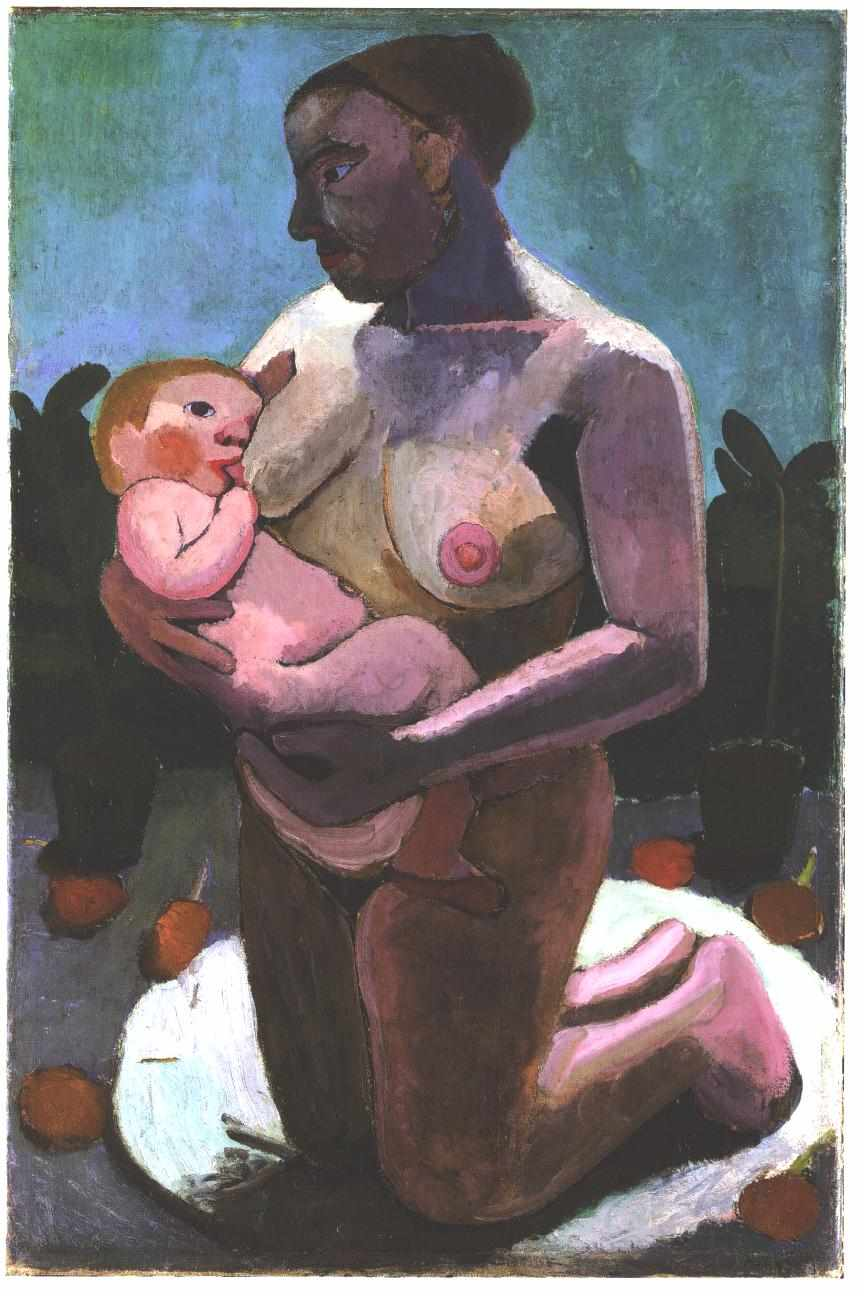
Mãe ajoelhada com criança (1907), de Paula Modersohn-Becker, Alte Nationalgalerie, Staatliche Museem zu Berlin, Berlim

Alguns artistas não se adscreveram a nenhum grupo, desenvolvendo de jeito pessoal um expressionismo fortemente intuitivo, de diversas tendências e estilos:
- Paula Modersohn-Becker: estudou em Bremen e Hamburgo, instalando-se posteriormente na colônia de artistas de Worpswede (1897), enquadrada então num paisagismo próximo da Escola de Barbizon. Contudo, o seu interesse por Rembrandt e pelos pintores alemães medievais levaram para a procura de uma arte mais expressiva. Influenciada pelo pós-impressionismo, bem como por Nietzsche e Rilke, começou a empregar nas suas obras cores e formas aplicados simbolicamente. Numas visitas a Paris entre 1900 e 1906 recebeu a influência de Cézanne, Gauguin e Maillol, combinando de um modo pessoal as formas tridimensionais de Cézanne e os desenhos lineais de Gauguin, nomeadamente em retratos e cenas maternas, bem como nus, evocadores de uma nova concepção na relação do corpo com a natureza.[90]
- Lovis Corinth: formado no impressionismo —do qual foi uma das principais figuras na Alemanha, junto a Max Liebermann e Max Slevogt—, derivou na sua maturação para o expressionismo com uma série de obras de introspeção psicológica, com uma temática centrada no erótico e macabro. Após um ataque cerebral que padeceu em 1911 e que paralisou a sua mão direita, aprendeu a pintar com a esquerda. Se bem que seguiu ancorado na impressão óptica como método de criação das suas obras, cobrou um crescente protagonismo a expressividade, culminando em O Cristo vermelho (1922), cena religiosa de notável angústia próxima às visões de Nolde.[91]
- Christian Rohlfs: de formação acadêmica, dedicou-se nomeadamente à paisagem em estilo realista, até terminar no expressionismo quase em cinquenta anos de idade. O fato determinante para a mudança pôde ser a sua contratação em 1901 como professor da escola-museu Folkwang de Hagen, na qual pôde contatar com as melhores obras da arte moderna internacional. Assim, a partir de 1902 começou a aplicar a cor mais sistematicamente, à maneira pontilhista, com um colorido luminoso. Recebeu mais tarde a influência de Van Gogh, com paisagens de pincelada rítmica e pastosa, em faixas onduladas, sem profundeza. Finalmente, após uma exposição de Die Brücke no Folkwang em 1907, provou novas técnicas, como a xilografia e o linóleo, com acentuados contornos pretos. A sua temática era variada, embora focada em temas bíblicos e da mitologia nórdica.[92]
- Wilhelm Morgner: aluno de Georg Tappert, pintor vinculado à colônia de Worpswede, cujo paisagismo lírico influiu-no em primeiro lugar, evoluiu mais tarde a um estilo mais pessoal e expressivo, influenciado pelo cubismo órfico, onde ganham importância as linhas de cor, com pinceladas pontilhistas que se justapõem formando algo parecido com um tapiz. Ao acentuar a cor e a linha, abandonou a profundeza, em composições planas nas que os objetos se situam em paralelo, e as figuras costumam serem representadas de perfil. Desde 1912 ganhou importância na sua obra a temática religiosa, em composições quase abstratas, com linhas simples traçadas com a cor.[93]

### O grupo de Viena

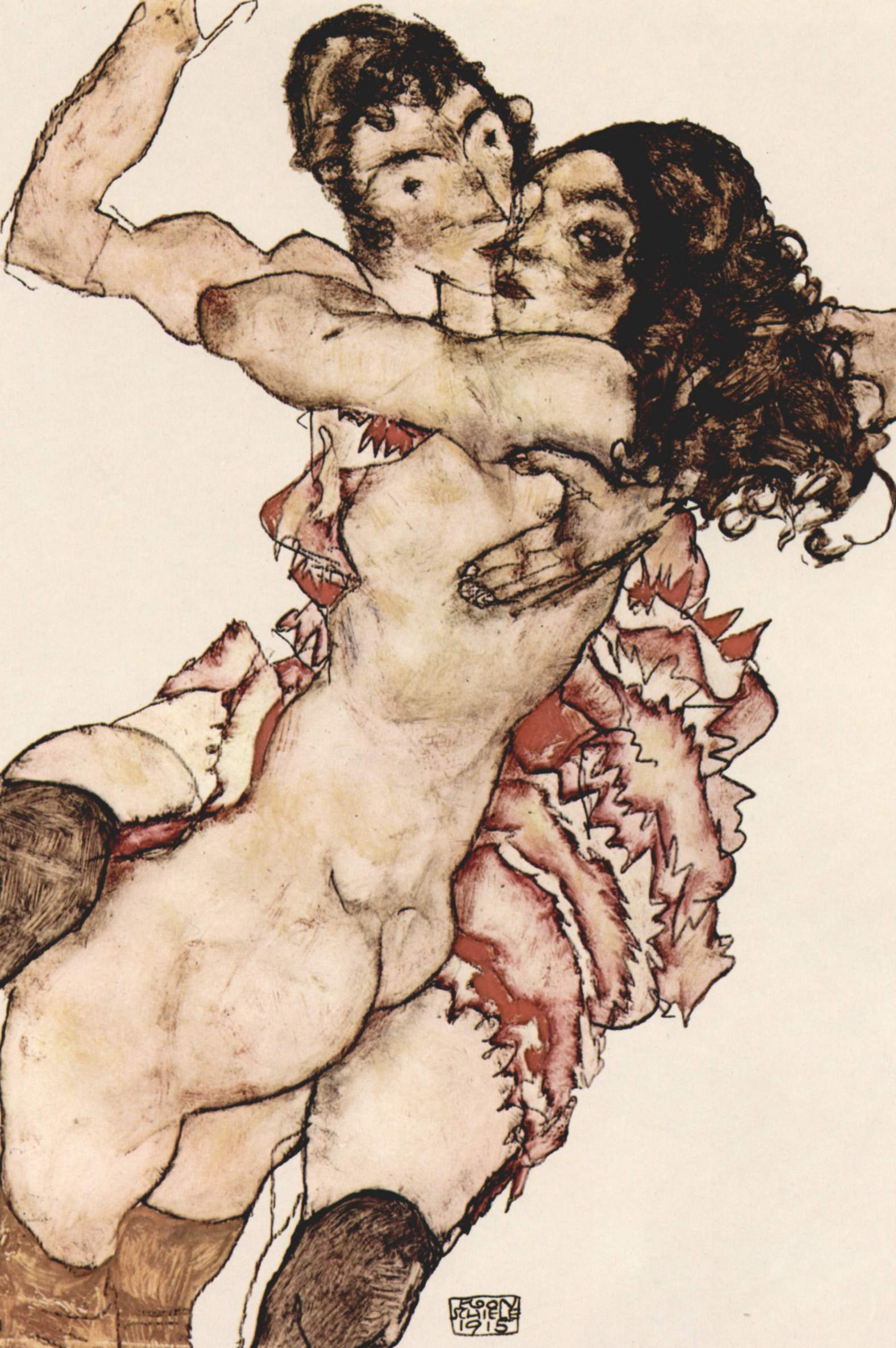
Casal de mulheres (1915), de Egon Schiele, Magyar Szépmüvészeti Múzeum, Budapeste

Em Áustria, os expressionistas receberam a influência do modernismo alemão (Jugendstil) e austríaco (Sezession), bem como dos simbolistas Gustav Klimt e Ferdinand Hodler. O expressionismo austríaco destacou-se pela tensão da composição gráfica, deformando a realidade subjetivamente, com uma temática nomeadamente erótica —representada por Schiele— ou psicológica —representada por Kokoschka—. Em contraste com o impressionismo e a arte acadêmica do século XIX preponderante na Áustria do novo século, os novos artistas austríacos seguiram a estela de Klimt, à procura de uma maior expressividade, refletindo nas suas obras uma temática existencial de grande fundo filosófico e psicológico, focado na vida e a morte, a doença e o dor, o sexo e o amor.
Os seus principais representantes foram Egon Schiele, Oskar Kokoschka, Richard Gerstl, Max Oppenheimer, Albert Paris von Gütersloh e Herbert Boeckl, além de Alfred Kubin, membro de Der Blaue Reiter. Caberia destacar-se a obra de dois artistas:
- Egon Schiele: discípulo de Klimt, a sua obra girou em uma temática baseada na sexualidade, a solidão e a incomunicação, com certo ar de voyeurismo, com obras explícitas pelas quais até mesmo esteve preso, acusado de pornografia. Dedicado nomeadamente ao desenho, outorgou um papel essencial à linha, com a que baseou as suas composições, com figuras estilizadas imersas num espaço opressivo, tenso. Recriou uma tipologia humana reiterativa, com um cânone alongado, esquemático, afastado do naturalismo, com cores vivas, exaltadas, destacando-se o caráter linear, o contorno.[96]
- Oskar Kokoschka: recebeu a influência de Van Gogh e do passado clássico, nomeadamente o barroco (Rembrandt) e a escola veneziana (Tintoretto, Veronese). Também esteve ligado à figura de Klimt, bem como do arquiteto Adolf Loos. Contudo, criou o seu próprio estilo pessoal, visionário e atormentado, em composições nas quais o espaço cobra grande protagonismo, um espaço denso, sinuoso, no qual se vem submergidas as figuras, que aboiam nele imersas numa corrente centrífuga que produz um movimento espiral. A sua temática costumava ser o amor, a sexualidade e a morte, dedicando-se também por vezes ao retrato e à paisagem.[97] As suas primeiras obras tinham um estilo medieval e simbolista próximo dos Nabis ou da época azul de Picasso. Desde 1906, em que conheceu a obra de Van Gogh, começou num tipo de retrato de corte psicológico, que visava a refletir o desequilíbrio emocional do retratado, com supremacia da linha sobre a cor. As suas obras mais puramente expressionistas destacam-se pelas figuras retorcidas, de expressão torturada e apaixonamento romântico, como A esposa do vento (1914). Desde os anos 1920 dedicou-se mais à paisagem, com um certo aspecto barroco, de pincelada mais leve e cores mais brilhantes.[98]

### Escola de Paris
Denomina-se Escola de Paris a um grupo heterodoxo de artistas que trabalharam em Paris no período entre-guerras (1905—1940), ligados a diversos estilos artísticos como o pós-impressionismo, o expressionismo, o cubismo e o surrealismo. O termo abrange uma grande variedade de artistas, tanto franceses quanto estrangeiros que residiam na capital francesa no intervalo entre as duas guerras mundiais. Naquela época, Paris era um fértil centro de criação e difusão artística, tanto pelo seu ambiente político, cultural e econômico, quanto por ser a origem de diversos movimentos da vanguarda, como o fauvismo e o cubismo, além de ser lugar de residência de grandes mestres como Picasso, Braque, Matisse e Léger. Também era um notável centro de colecionismo e de galerias de arte. A maioria de artistas residia nos bairros de Montmartre e Montparnasse, e caracterizava-se pela sua vida mísera e boêmia.
Na Escola de Paris houve uma grande diversidade estilística, se bem que a maioria estiveram ligados com maior ou menor intensidade ao expressionismo, embora interpretado de jeito pessoal e heterodoxo: artistas como Amedeo Modigliani, Chaïm Soutine, Jules Pascin e Maurice Utrillo foram conhecidos como Les maudits ("Os malditos"), pela sua arte boêmia e torturada, reflexo de um ambiente notâmbulo, miserável e desesperado. Por outro lado, Marc Chagall representa um expressionismo mais vitalista, mais dinâmico e colorista, sintetizando a sua iconografia russa natal com o colorido fauvista e com o espaço cubista.
Os membros mais destacados da escola foram:
- Amedeo Modigliani: instalou-se em Montmartre em 1906, onde se reunia em "O coelho ágil" com Picasso, Max Jacob, Apollinaire, Soutine, etc. Influenciado pelo simbolismo e pelo maneirismo (Pontormo, Parmigianino), dedicou-se nomeadamente à paisagem, o retrato e o nu, com figuras alongadas inspiradas nos mestres italianos do Cinquecento. Hedonista, procurava a felicidade, o agradável, pelo qual não lhe interessava a corrente destrutiva nietzscheana do expressionismo alemão. Nas suas obras sublinhava com força o contorno, de linhas fluidas, herdeiras do arabesco modernista, enquanto o espaço se formava por justaposição de planos de cor. Os seus retratos eram de grande introspeção psicológica, ao que contribuía uma certa deformação e a transmissão desse ar melancólico e desolado próprio da sua visão boêmia e angustiada da vida. Dedicou-se também à escultura, com influência de Brâncuşi, bem como maneirista e africana, com obras simétricas, alongadas, frontais, próximas à escultura arcaica grega.[101]
- Marc Chagall: instalado em Paris em 1909, realizou obras de caráter onírico, próximas a um certo surrealismo, distorcendo a realidade ao seu capricho. Empregava uma gama de cor exaltada, principal nexo de união com o expressionismo alemão —embora ele não se considerasse expressionista—, em temas populares e religiosos, com desproporção e falta de interesse pela hierarquização na narração dos fatos. Influenciado pelo fauvismo, o cubismo e o futurismo, as suas cenas encontram-se num espaço irreal, alheio a regras de perspectiva ou de escala, num mundo no que evoca as suas lembranças infantis e os temas populares russos e judeus, misturados com o mundo dos sonhos, com a música e com a poesia. Tomou de Delaunay a transparência de planos e cores, bem como a criação de espaço através da cor e da simultaneidade temporária mediante a justaposição de imagens. Entre 1914 e 1922 voltou para a Rússia, onde foi comissário cultural na Escola de Belas-Artes de Vitebsk. De volta para Paris, evoluiu para o surrealismo.[102]
- Georges Rouault: ligado em princípio ao simbolismo —foi discípulo de Gustave Moreau— e ao fauvismo, a sua temática de índole moral —centrada no religioso— e o seu colorido obscuro acercaram-no ao expressionismo. As suas obras mais emblemáticas foram as de nus femininos, com um ar amargo e desagradável, com figuras lânguidas e esbranquiçadas (Odaliscas, 1907); cenas circenses, nomeadamente de palhaços, com ar caricaturesco, sublinhando notavelmente os contornos (Cabeça de um palhaço trágico, 1904); e cenas religiosas, com desenho mais abstrato e colorido mais intenso (A Paixão, 1943). A obra de Rouault —especialmente as obras religiosas— tinha uma forte carga de denúncia social, de increpação para os vícios e defeitos da sociedade burguesa; até mesmo numa temática como a circense enfatizava o seu lado mais negativo e deprimente, sem concessões cômicas ou sentimentais, com um aspecto sórdido e cruel. Sentia predileção pelo guache e pela aquarela, com tons obscuros e superfícies salpicadas, em camadas superpostas de pigmentos translúcidos, com um grafismo de linhas quebradas que enfatizava a expressividade da composição.[103]
- Jules Pascin: de origem búlgara e ascendência judaica, instalou-se em Paris após breves estadias em Berlim, Viena e Praga; em 1914 transladou-se aos Estados Unidos, voltando para Paris em 1928 até o seu suicídio dois anos depois. A sua obra expressava o desarraigo e a alienação do desterrado, bem como as obsessões sexuais que marcaram desde a sua adolescência. Nos seus inícios mostrou a influência do fauvismo e do cubismo, bem como de Toulouse-Lautrec e Degas nos nus. Tinha uma delicada técnica, com uma linha finamente sugestionada e uma cor de tons iridescentes, mostrando nos seus despidos um ar lânguido e evanescente.[104]
- Chaïm Soutine: russo de família judaica, instalou-se em Paris em 1911. A sua personalidade violenta e autodestrutiva provocava uma relação apaixonada com a sua obra, levando-o muitas vezes a romper os seus quadros, e refletindo-se numa pincelada forte e incontrolada e uma temática angustiosa e desolada, como no seu Boi aberto de cima a baixo (1925), inspirado no Boi esfolado de Rembrandt. Pintor impulsivo e espontâneo, tinha uma necessidade irrefreável de plasmar imediatamente na tela a sua emotividade interior, motivo pelo qual as suas obras carecem de qualquer preparação prévia. Influenciado por Rembrandt, El Greco e Tintoretto, o seu colorido é intenso, expressando com a direção das pinceladas os sentimentos do artista. Assim mesmo, segue o rasto de Van Gogh na impulsividade do gesto pictórico, sobretudo nas suas paisagens.[105]
- Maurice Utrillo: artista boêmio e torturado, a sua atividade artística foi paralela à sua adição ao álcool. De obra autodidata e com certo aspecto naïf, dedicou-se nomeadamente à paisagem urbana, retratando magistralmente o ambiente popular do bairro de Montmartre, enfatizando o seu aspecto de solidão e opressão, refletido com uma técnica depurada e linear, de certa herança impressionista.[106]

Outros artistas que desenvolveram a sua obra no seio da Escola de Paris foram Isaac Frenkel Frenel, Lasar Segall, Emmanuel Mané-Katz, Pinchus Krémègne, Moïse Kisling, Michel Kikoïne e o japonês Tsuguharu Foujita.

### Outros países

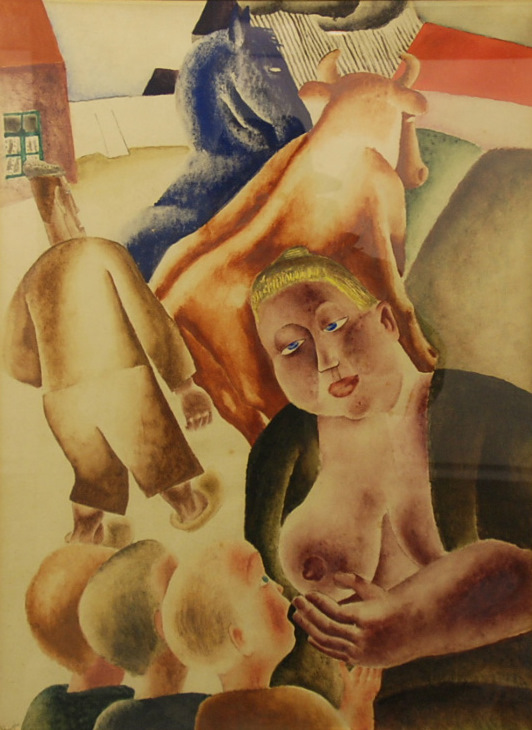
Fertilidade, de Frits Van den Berghe, Kunstmuseum aan Zee, Oostende

- Bélgica: o expressionismo belga foi herdeiro do simbolismo primitivista, acusando igualmente uma forte influência do pintor renascentista flamengo Pieter Brueghel, o Velho, bem como a de James Ensor, mestre dos expressionistas belgas. O primeiro grupo surgiu em 1914 na colônia de artistas de Sint-Martens-Latem, integrado por Albert Servaes, Gustave Van de Woestijne, Gustave De Smet, Frits Van den Berghe e Constant Permeke. Contudo, a guerra dispersou o grupo: Permeke refugiou-se na Grã-Bretanha, e De Smet e Van den Berghe em Holanda. Fora do seu ambiente receberam numerosas influências, nomeadamente do cubismo e da arte africana. Passada a guerra, o expressionismo belga reviveu com notável força, sobretudo em torno à revista Selection e à galeria do mesmo nome, em Bruxelas. As influências do momento foram a do cubismo e da Escola de Paris, plasmadas num certo ar monumental e um enfoque social tendente ao ruralismo, com cenas costumbristas inspiradas nos clássicos flamengos. O movimento perdurou praticamente até o começo da Segunda Guerra Mundial, se bem que com um contínuo declínio desde 1930.[107]
- Brasil: neste país temos a presença de Cândido Portinari, pintor de renome universal. De família pobre, estudou na Escola Nacional de Belas Artes de Rio de Janeiro. Em 1929 viajou para Europa, estabelecendo-se em Paris após percorrer Espanha, a Itália e Inglaterra, para voltar em 1931. Com influência de Picasso, na sua obra expressou o mundo dos pobres e desfavorecidos, dos operários e os agricultores. Outro nome a destacar-se seria o de Anita Malfatti, considerada a introdutora das vanguardas europeias e norte-americanas no Brasil. Em 1910 viajou para Berlim, onde estudou com Lovis Corinth. A sua obra caracterizou-se pelas cores violentas, em retratos, nus, paisagens e cenas populares. Desde 1925 abandonou o expressionismo e começou uma carreira mais convencional.[108] O xilógrafo carioca Oswaldo Goeldi, também é um representante do Expressionismo no Brasil juntamente com Lívio Abramo e Lasar Segall. Na Europa frequentou diversos ateliês onde aprimorou suas habilidades, aproximando-se da xilogravura, técnica muito difundida pelos Expressionistas Alemães da Die Brücke. Na década de 30 lançou o Álbum 10 Gravuras em Madeira de Oswaldo Goeldi e foi prolífico gravador, tendo trabalho quase exclusivamente com a Xilogravura até sua morte em 1961.[109]

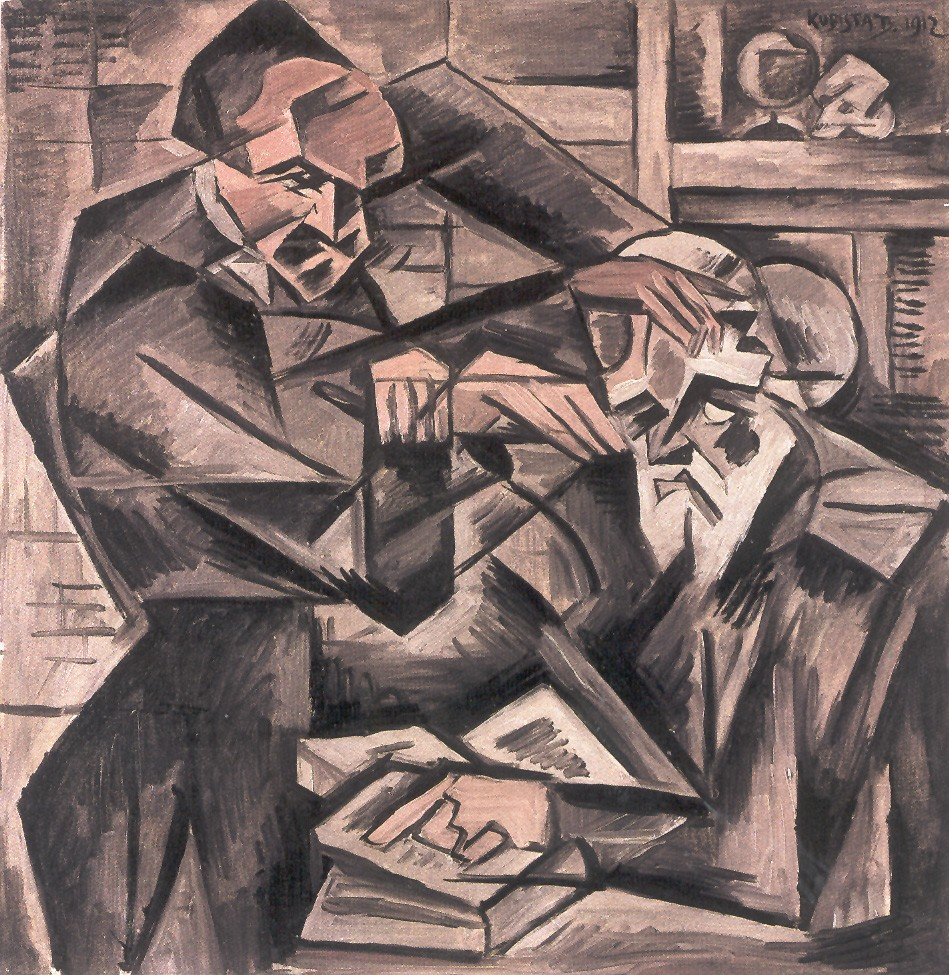
Hipnotizador (1912), de Bohumil Kubišta, Galerie výtvarných uměni, Ostrava

- Checoslováquia: país surgido após a Primeira Guerra Mundial com a desmembração do Império Austro-Húngaro, as vanguardas chegaram com atraso, o que se traduziu numa certa mistura de estilos, decorrendo um expressionismo fortemente misturado com o cubismo. Os seus principais representantes foram Bohumil Kubišta, Emil Filla e Antonín Procházka. A obra de Filla é uma profunda reflexão sobre a guerra —ficou fortemente pontuado pela sua experiência no campo de concentração de Buchenwald—, com uma grande influência da pintura holandesa do século XVII. Procházka expressou a beleza e a poesia dos objetos mundanos, que visava transcender extraindo de eles uma visão idealizada mas muito descritiva, empregando com frequência a técnica da encáustica. Kubišta, influenciado por Van Gogh e Cézanne, foi membro temporariamente de Die Brücke. De formação autodidata e interessado pela filosofia e a óptica, estudou as cores e a construção geométrica da pintura. A sua obra evoluiu desde 1911 a um estilo mais influenciado pelo cubismo.[110]
- Equador: cabe sublinhar a obra de Oswaldo Guayasamín. Estudou na Escola de Belas Artes de Quito. Entre 1942 e 1943 viajou pelos Estados Unidos e México, onde foi ajudante de Orozco. Um ano depois viajou por diversos países da América Latina, entre eles Peru, Brasil, Chile, Argentina e Uruguai, encontrando em todos eles uma sociedade indígena oprimida, temática que, desde então, apareceu sempre nas suas obras. Nas suas pinturas posteriores figurativas tratou temas sociais, simplificando as formas. A sua obra refletiu o dor e a miséria que suporta a maior parte da humanidade, denunciando a violência que lhe tocou viver ao ser humano no século XX, pontuado pelas guerras mundiais, os genocídios, os campos de concentração, as ditaduras e as torturas. Tem murais em Quito, Madrid (Aeroporto de Barajas), Paris (Sede da UNESCO), etc..
- Espanha: neste país, como na maioria de países mediterrâneos, o expressionismo teve relativo sucesso. Contudo, foi praticado por diversos artistas isolados, destacando-se a figura de José Gutiérrez Solana: a sua pintura refletiu uma visão subjetiva, pessimista e degradada da Espanha, similar à da Geração de 98. À parte da influência que em ele exerceram os pintores do tenebrismo barroco, em especial Juan de Valdés Leal, tanto pela sua temática lúgubre e desenganada quanto pelas composições de acusado claro-obscuro é patente a influência das "Pinturas negras" de Francisco de Goya ou do romântico Eugenio Lucas. Na sua pintura destacou a miséria de uma Espanha sórdida e grotesca, mediante o uso de uma pincelada densa e de traço grosso na formação das suas figuras. Outros artistas enquadrados com certa intensidade no expressionismo foram Ignacio Zuloaga, Rafael Zabaleta, Eugenio Hermoso, Benjamín Palencia e José María López Mezquita, bem como a obra tardia do pintor modernista catalão Isidre Nonell. Alguns expertos também observam certo expressionismo no Guernica de Picasso.[111]
- Estados Unidos: destacou-se Edward Hopper, membro da Escola Ashcan, caracterizada pelas suas representações de temática social nas grandes cidades, especialmente Nova Iorque. A sua pintura caracterizou-se por um peculiar e rebuscado jogo entre luzes e sombras, pela descrição dos interiores e pela representação da solidão, que implica um aspecto de incomunicação. Outro nome a sublinhar seria o de Max Weber, pintor de origem russa, que estudou no Pratt Institute de Brooklyn e em Paris (1905-1908), onde recebeu a influência de Cézanne. As suas primeiras obras foram de signo cubista e expressionista (Restaurante chinês, 1915, Museu Whitney de Arte Americana, Nova Iorque), evoluindo desde 1917 para a abstração, destacando-se pelo colorido brilhante, as distorções violentas e um forte tom emocional. Além disso, os Estados Unidos acolheram numerosos artistas expressionistas que emigraram por causa do nazismo, pelo qual este movimento cobrou aí um grande auge, exercendo uma poderosa influência entre os novos artistas, o qual se viu refletido no surgimento do expressionismo abstrato norte-americano.
- Finlândia: destaca-se a obra de Akseli Gallen-Kallela, pintor adscrito por um tempo ao grupo Die Brücke. As suas primeiras pinturas estiveram impregnadas de romantismo, mas após a morte da sua filha realizou trabalhos mais agressivos, tais como a Defesa do Sampo, A vingança de Joujahainen ou A mãe de Lemminkainen. A sua obra focou-se no folclore finlandês, com um senso reivindicativo da sua cultura frente à ingerência russa. Outro importante expoente foi Tyko Sallinen: estudou arte em Helsínquia, residindo em Paris entre 1909 e 1914, onde recebeu a influência do fauvismo. A sua temática focou-se na paisagem carélia e na vida rural, com cores brilhantes de traço forte. Foi membro do Novembergruppe.[112]
- França: posteriormente à Escola de Paris, desenvolveu-se na França entre 1920 e 1930 um "expressionismo francês" focado na obra de três artistas: Marcel Gromaire, Édouard Goerg e Amédée de La Patellière. Este grupo viu-se influenciado pelo cubismo, desenvolvendo um estilo mais sóbrio e conteúdo que o expressionismo alemão, com múltiplos pontos de contato com a escola flamenga. Também cabe salientar a figura individual de Gene Paul, pintor autodidata influenciado por Van Gogh e Cézanne, bem como por Velázquez, Goya e El Greco. As suas obras caracterizaram-se pelas pinceladas gestuais, composições atrevidas, perspectivas forçadas, uso de diagonais e zigue-zagues, e áreas planas de cor. Ao contrário de outros expressionistas da época, como Soutine e Rouault, as suas obras estão cheias de optimismo, impulsionado pela sua paixão pela vida e pelo desejo de superar a sua deficiência —foi ferido durante a guerra—. Pelo dinamismo e pelo movimento inerente nas suas pinturas, alguns críticos consideram Gene Paul um precursor do expressionismo abstrato.[113]

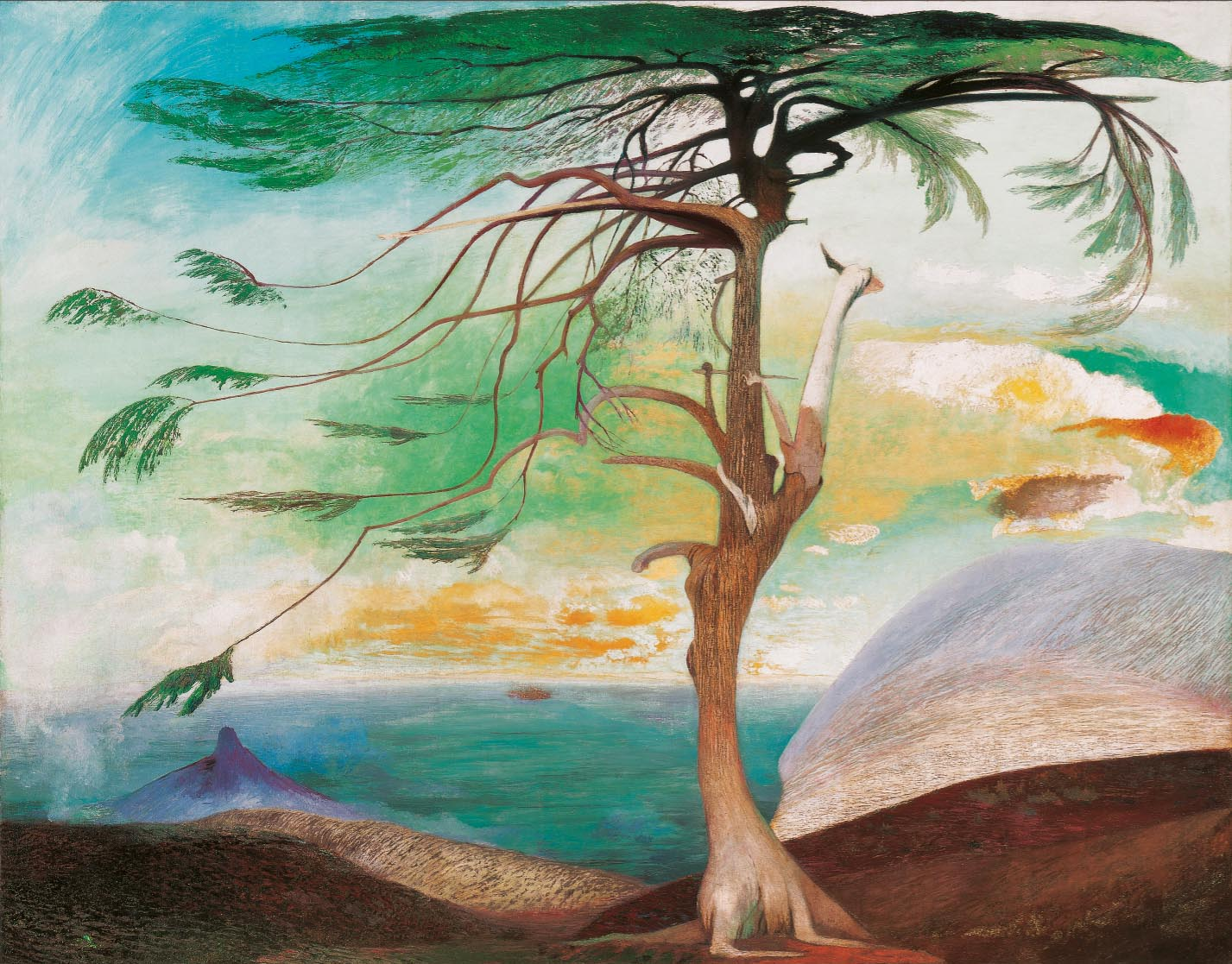
Cedro solitário (1907), de Tivadar Kosztka Csontváry, Csontváry Museum, Pécs

- Hungria: destaca-se a figura de Tivadar Kosztka Csontváry. Farmacêutico de profissão, aos vinte e sete anos começou na pintura após uma visão mística que lhe revelou que seria um grande pintor. Desde 1890 realizou uma longa viagem pelo Mediterrâneo (Dalmácia, Itália e Grécia), pelo norte da África e pelo Oriente Médio (Líbano, Palestina, Egito e Síria). Embora a sua arte começasse a ser reconhecida, o seu caráter solitário, a sua progressiva esquizofrenia e os seus delírios religiosos levaram-no a afastar-se da sociedade. Pintou mais de um centenar de imagens, destacando-se o seu emblemático Cedro solitário (1907). A sua arte ligou com o pós-impressionismo e o expressionismo, embora fosse um autodidata e o seu estilo seja dificilmente classificável. Passou à História como um dos mais importantes pintores húngaros.
- Itália: o expressionismo não teve grande implantação, apenas na obra de determinados artistas individuais, geralmente influenciado pelo futurismo, estilo predominante na Itália de princípios de século. Lorenzo Viani, de filiação anarquista, retratou na sua obra a vida das pessoas humildes, os pobres, os deserdados, com uma linguagem antiacadêmica, tosca, violenta, refletindo um mundo de rebelião e sofrimento. Ottone Rosai passou por uma etapa futurista para terminar no expressionismo, refletindo na sua obra motivos populares florentinos, com personagens tristes, melancólicos, encerrados em si mesmos. Mario Sironi também evoluiu do futurismo para refletir desde 1920 um expressionismo focado na paisagem urbana, em cenas de cidades industriais que absorvem o indivíduo, refletido por figuras solitárias de operários imersos nos palcos de grandes fábricas e bairros industriais cruzados por trens, camiões e bondes. Scipione (pseudônimo de Gino Bronchi) criou cenas fantásticas, de corte romântico, com influência de Van Gogh e El Greco, com uma pincelada nervosa, fluidos arabescos e perspectivas abruptas.[114]
- México: neste país o expressionismo esteve estreitamente ligado à revolução, destacando-se o aspecto social da obra, geralmente em formatos de grande tamanho, como o mural. Assim mesmo, teve grande importância a temática folclórica e indigenista. O muralismo foi um estilo de vocação sócio-política que enfatizava o conteúdo reivindicativo  da sua temática, centrada nas classes pobres e desfavorecidas, com formatos monumentais de grande expressividade, trabalhando sobre uma superfície de concreto ou sobre a fachada de um edifício. Os seus máximos expoentes foram José Clemente Orozco, Diego Rivera, David Alfaro Siqueiros e Rufino Tamayo. O expressionismo também influiu na obra pessoal e inclassificável de Frida Kahlo.[108]
- Países Baixos: neste país a pintura expressionista não se desenvolveu tanto como a arquitetura, representada pela notável Escola de Amsterdão, e foi um movimento heterogêneo que acusou diversas influências, se bem que a principal fosse a de Van Gogh. Em Bergen surgiu uma escola formada por Jan Sluyters, Leo Gestel e Charley Toorop, que de seguida se orientou para a Nova Objetividade alemã. Em 1918 o grupo De Ploeg (A Carreta) foi criado em Groninga, formado por Jan Wiegers e Hendrik Nicolaas Werkman, próximos a Die Brücke mas com tendência à abstração. Outros artistas a destacar-se foram Hermam Kruyder, próximo a Der Blaue Reiter e os artistas flamengos, e Hendrik Chabot, com um estilo similar a Permeke. Cabe destacar-se também a Kees Van Dongen, membro ocasional de Die Brücke, pintor proveniente do fauvismo especializado em nus e retratos femininos.[115]

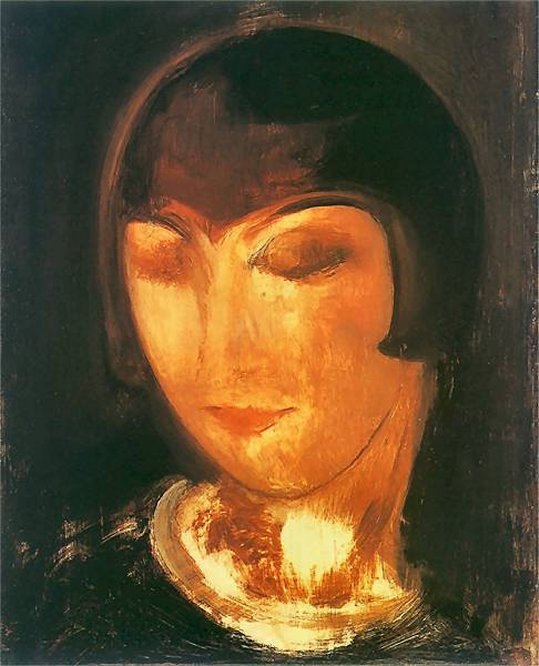
Kiki de Montparnasse (1920), de Gustaw Gwozdecki

- Polônia: destaca-se a figura de Henryk Gotlib, pintor profundamente influenciado por Rembrandt. Viveu em Paris de 1923 a 1929, participando nas exposições do salão de Outono e do salão dos Independentes. Entre 1933 e 1938 realizou estadias na Itália, Grécia e Espanha, estabelecendo-se definitivamente em Londres no começo da Segunda Guerra Mundial. Pertenceu ao grupo vanguardista polaco Formiści, que se opunha à arte acadêmica e naturalista, com um estilo no que destacava a deformação da natureza, a subordinação das formas, a abolição de um único ponto de vista e um colorido crudo. Outro membro de Formiści foi Gustaw Gwozdecki, que também morou em Paris (1903-1916) e Nova Iorque, excelente retratista que praticou a pintura a óleo, bem como o desenho, o guache e a gravura.[116]
- Suécia: o seu principal representante foi a pintora Sigrid Hjertén. Estudou artesanato e desenho em Estocolmo, graduando-se como professora de desenho. Passou um tempo em Paris, recebendo a influência de Matisse e de Cézanne, o que se demonstra na utilização da cor em contraste com contornos muito simplificados, procurando as formas e as cores que possam transmitir as suas emoções. Em 1912 realizou a sua primeira exposição em Estocolmo, participando desde então em numerosas exposições tanto na Suécia quanto no estrangeiro. Na sua obra descreveu o papel que desempenhava como artista, mulher e mãe, diferentes identidades em mundos diferentes. Entre 1920 e 1932 morou em Paris, começando a manifestar-se a sua dolência esquizofrênica, o que se denotou na sua obra, com cores mais obscuras e composições retesas, refletindo o seu sentimento de angústia e abandono. De volta ao seu país, desde 1938 viveu hospitalizada.
- Suíça: neste país o expressionismo acusou a influência de Hodler e de Böcklin, dois destacados artistas da geração anterior. O expressionismo chegou à Suíça com um pouco de atraso frente à sua vizinha Alemanha: em 1912 realizou-se uma exposição em Zurique com obras de Paul Klee, Der Blaue Reiter, de Matisse e do grupo Der Moderne Bund, fundado em 1910 em Lucerna por Hans Arp, Walter Helbig e Oskar Lüthy. Durante a Primeira Guerra Mundial muitos artistas estabeleceram-se na Suíça, contribuindo para a difusão do expressionismo. Diversos grupos de artistas foram assim criados, como Röt-Blau ("Vermelho-Azul"), fundado em 1925 por Hermann Scherer, Albert Müller, Paul Camenisch e Werner Neuhaus; Der Schritt Weiter (A passagem falsa), fundado em Berna em 1931; Gruppe 33, surgido em Basileia em 1933; e Dreigestirn ("Tríade"), formado por Fritz Eduard Pauli, Ignaz Epper e Johann Robert Schürch.[117] O principal representante do expressionismo suíço foi Paul Klee, membro destacado de Der Blaue Reiter, junto a Cuno Amiet, que foi membro de Die Brücke. Amiet provinha do simbolismo —cujo espírito manteve até mesmo durante a sua etapa expressionista—; na sua obra é palpável um sentimento vitalista de ar bucólico, com um cromatismo reduzido propenso às vezes à monocromia.[118]

## Literatura

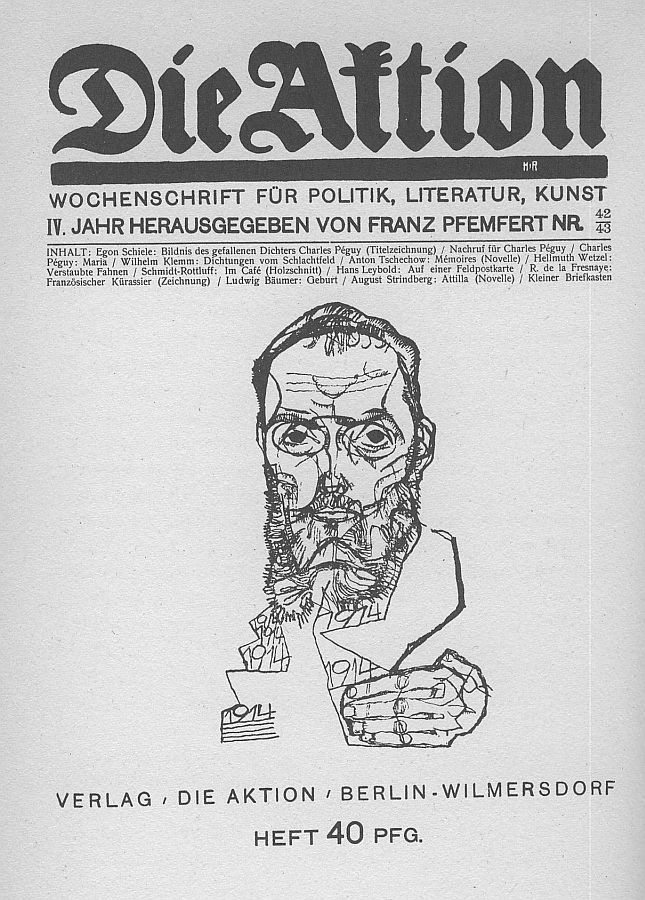
Número de Die Aktion de 1914 com uma ilustração de Egon Schiele

A literatura expressionista desenvolveu-se em três fases principais: de 1910 a 1914, de 1914 a 1918 —coincidindo com a guerra— e de 1918 a 1925. Aparecem como temas destacados —assim como na pintura— a guerra, a urbe, o medo, a loucura, o amor, o delírio, a natureza e a perda da identidade  individual. Nenhum outro movimento até a data apostara de igual maneira pela deformidade, a doença e a loucura como o motivo das suas obras. Os escritores expressionistas criticaram a sociedade burguesa da sua época, o militarismo do governo do cáiser, a alienação do indivíduo na era industrial e a repressão familiar, moral e religiosa, pelo qual se sentiam vazios, sós, entediados, numa profunda crise existencial. O escritor apresenta a realidade do seu ponto de vista interior, expressando sentimentos e emoções mais do que impressões sensitivas. Já não se imita a realidade, não se analisam causas nem fatos, mas o autor busca a essência das coisas, mostrando a sua particular visão. Assim, deformam a realidade mostrando o seu aspecto mais terrível e descarnado, adentrando-se em temáticas até então proibidas, como a sexualidade, a doença e a morte, ou enfatizando aspectos como o sinistro, o macabro, o grotesco. Formalmente, recorrem a um tom épico, exaltado, patético, renunciando à gramática e às relações sintáticas lógicas, com uma linguagem precisa, crua, concentrada. Procuram a significação interna do mundo, abstraindo-o numa espécie de romantismo trágico que vai do misticismo socializante de Werfel ao absurdo existencial de Kafka. O mundo visível é uma prisão que impede atingir a essência das coisas; se tem de superar as barreiras do tempo e do espaço, à procura da realidade mais "expressiva".
Os principais precursores da literatura expressionista foram Georg Büchner, Frank Wedekind e o sueco August Strindberg. Büchner foi um dos principais renovadores do drama moderno, com obras como A morte de Danton (Dantons Tod, 1835) e Woyzeck (1836), que se destacam pela introspeção psicológica das personagens, a reivindicação social das classes desfavorecidas e uma linguagem entre culta e coloquial, misturando aspectos cômicos, trágicos e satíricos. Wedekind evoluiu do naturalismo para um tipo de obra de tom expressionista, pela sua crítica à burguesia, a rapidez da ação, os reduzidos diálogos e os efeitos cênicos, em obras como O despertar da Primavera (Frühlings Erwachen, 1891), O espírito da terra (Erdgeist, 1895) e A caixa de Pandora (Die Büchse der Pandora, 1902). Strindberg inaugurou com Camino de Damasco (Till Damaskus, 1898) a técnica estacional seguida pelo drama expressionista, consistente em mostrar a ação por estações, períodos que determinam a vida das personagens, num senso circular, pois as suas personagens intentam resolver as suas problemas sem o lograr.
O expressionismo foi difundido por revistas como Der Sturm e Die Aktion, bem como o círculo literário Der Neue Club, fundado em 1909 por Kurt Hiller e Erwin Loewenson, reunindo-se no Neopathetisches Cabaret de Berlim, no qual realizavam leituras de poesia e davam conferências. Mais tarde Hiller, por desavenças com Loewenson, fundou o cabaré literário GNU (1911), que desempenhou o papel de plataforma para difundir a obra de novos escritores. Der Sturm apareceu em Berlim em 1910, editada por Herwarth Walden, sendo centro difusor da arte, da literatura e da música expressionistas, contando também com uma editorial, uma livraria e uma galeria artística. Die Aktion foi fundada em 1911 em Berlim por Franz Pfemfert, com uma linha mais comprometida politicamente, sendo um órgão da esquerda alemã. Outras revistas expressionistas foram Der Brenner (1910-1954), Die weißen Blätter (1913-1920) e Das junge Deutschland (1918-1920).
A Primeira Guerra Mundial implicou uma forte comoção para a literatura expressionista: enquanto alguns autores consideraram a guerra como uma força arrasadora e renovadora que acabaria com a sociedade burguesa, para outros o conflito cobrou tintes negativos, plasmando na sua obra os horrores da guerra. No pós-guerra, e em paralelo ao movimento da Nova Objetividade, a literatura adquiriu maior compromisso social e de denúncia da sociedade burguesa e militarista que levou a Alemanha ao desastre da guerra. As obras literárias desta época adquiriram um ar documental, de reportagem social, perceptível em obras como A montanha mágica (1924) de Thomas Mann e Berlim Alexanderplatz (1929) de Alfred Döblin.

### Narrativa

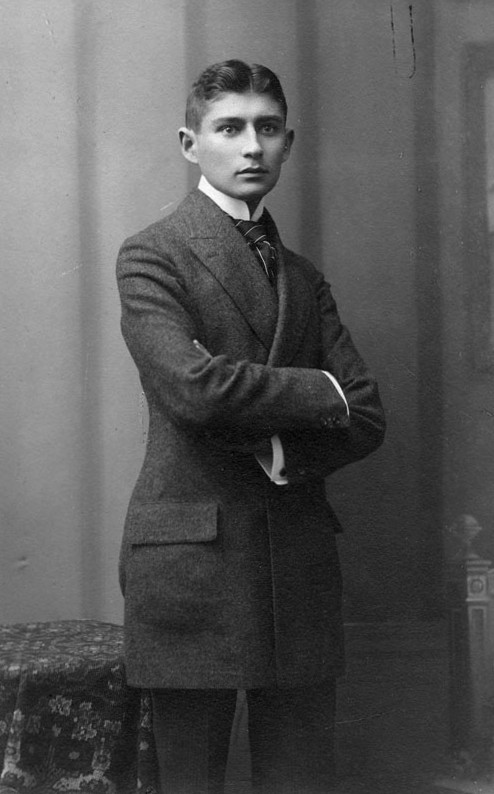
Franz Kafka

A narrativa expressionista implicou uma profunda renovação a respeito da prosa tradicional, tanto temática como estilisticamente, supondo uma contribuição imprescindível ao desenvolvimento do romance moderna tanto alemã como europeia. Os autores expressionistas procuravam uma nova forma de captar a realidade, a evolução social e cultural da era industrial. Portanto, rejeitaram o encadeamento argumental, a sucessão espaço-tempo e a relação causa-efeito próprios da literatura realista de raiz positivista. Por outro lado, introduziram a simultaneidade, quebrando a sucessão cronológica e rejeitando a lógica discursiva, com um estilo que amostra mas não explica, no que o próprio autor é apenas um observador da ação, na qual as personagens evoluem autonomamente. Na prosa expressionista a realidade interior é destacada sobre a exterior, a visão do protagonista, a sua análise psicológica e existencial, na qual as personagens expõem a sua situação no mundo, a sua identidade, com um sentimento de alienação que provoca condutas desordenadas, psicóticas, violentas, irreflexivas, sem lógica nem coerência. Esta visão plasmou-se em uma linguagem dinâmica, concisa, elíptica, simultânea, concentrada, sintaticamente deformada.
Existiram duas correntes fundamentais na prosa expressionista: uma reflexiva e experimental, abstrata e subjetivizadora, representada por Carl Einstein, Gottfried Benn e Albert Ehrenstein; e outra naturalista e objetivadora, desenvolvida por  Alfred Döblin, Georg Heym e Kasimir Edschmid. Figura à parte a obra pessoal e dificilmente classificável de Franz Kafka, que expressou na sua obra o absurdo da existência, em romances como A metamorfose (Die Verwandlung, 1915), O processo (Der Prozeß, 1925), O Castelo (Das Schloß, 1926) e Amerika (Der Verschollene, 1927). Kafka mostrou mediante parábolas a solidão e alienação do ser humano moderno, a sua desorientação na sociedade urbana e industrial, a sua insegurança e desesperação, a sua impotência frente de poderes desconhecidos que regem o seu destino. O seu estilo é ilógico, descontínuo, labiríntico, com vazios que o leitor deve completar.

### Poesia

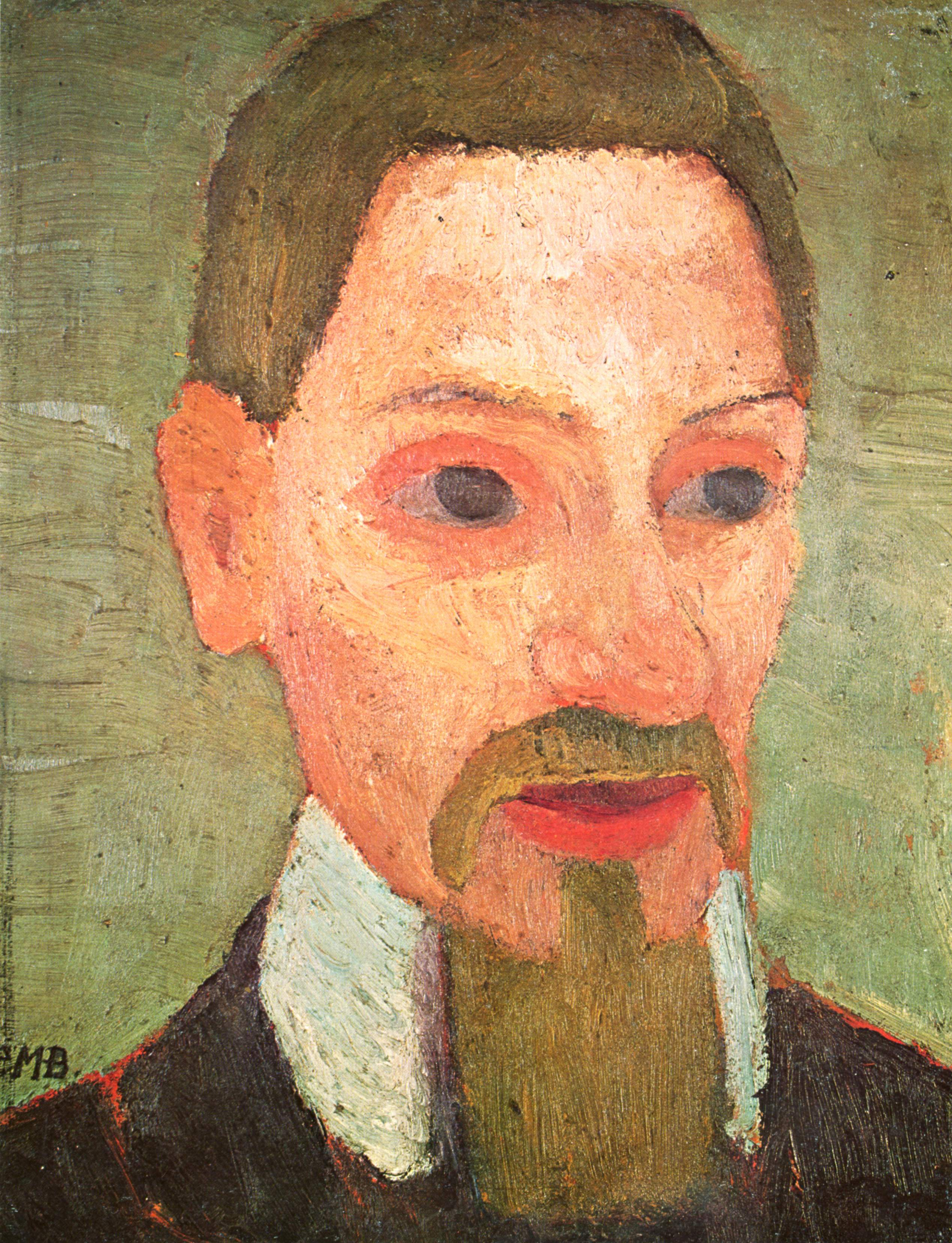
Retrato de Rilke (1906), de Paula Modersohn-Becker, Sammlung Ludwig Roselius, Bremem

A lírica expressionista desenvolveu-se notavelmente nos anos anteriores à contenda mundial, com uma temática ampla e variada, centrada, sobretudo, na realidade urbana, mas renovadora a respeito da poesia tradicional, assumindo uma estética do feio, o perverso, o deforme, o grotesco, o apocalíptico, o desolado, como nova forma de expressão da linguagem expressionista. Os novos temas tratados pelos poetas alemães são a vida na grande cidade, a solidão e a incomunicação, a loucura, a alienação, a angústia, o vazio existencial, a doença e a morte, o sexo e a premonição da guerra. Vários destes autores, conscientes da decadência da sociedade e da sua necessidade de renovação, utilizaram uma linguagem profética, idealista, utópica, um certo messianismo que propugnava outorgar um novo senso à vida, uma regeneração do ser humano, uma maior fraternidade universal.
Estilisticamente, a linguagem expressionista é concisa, penetrante, despida, com um tom patético e desolado, antepondo a expressividade à comunicação, sem regras linguísticas nem sintáticas. Buscam o essencial da linguagem, libertar a palavra, remarcando a força rítmica da linguagem mediante a deformação linguística, a substantivação de verbos e adjetivos e a introdução de neologismos. Ainda que muitos expressionistas tenham mantido a métrica e a rima tradicionais, sendo o soneto um dos seus principais meios de composição, também recorreram ao ritmo livre e à estrofe polimétrica. Por outro lado, alguns poetas como August Stramm produziram uma escrita realmente inovadora, abolindo as regras de sintaxe e a pontuação. Outro efeito da dinâmica linguagem expressionista foi o simultaneísmo, a percepção do espaço e do tempo como algo subjetivo, heterogêneo, atomizado, inconexo, uma apresentação simultânea de imagens e acontecimentos. Entre os principais poetas expressionistas estiveram Franz Werfel, Georg Trakl, Gottfried Benn, Georg Heym, Johannes R. Beiter, Else Lasker-Schüler, Ernst Stadler, August Stramm e Jakob van Hoddis. A lírica expressionista confluiu ou teve influência sobre poetas como Rainer Maria Rilke.

### Teatro

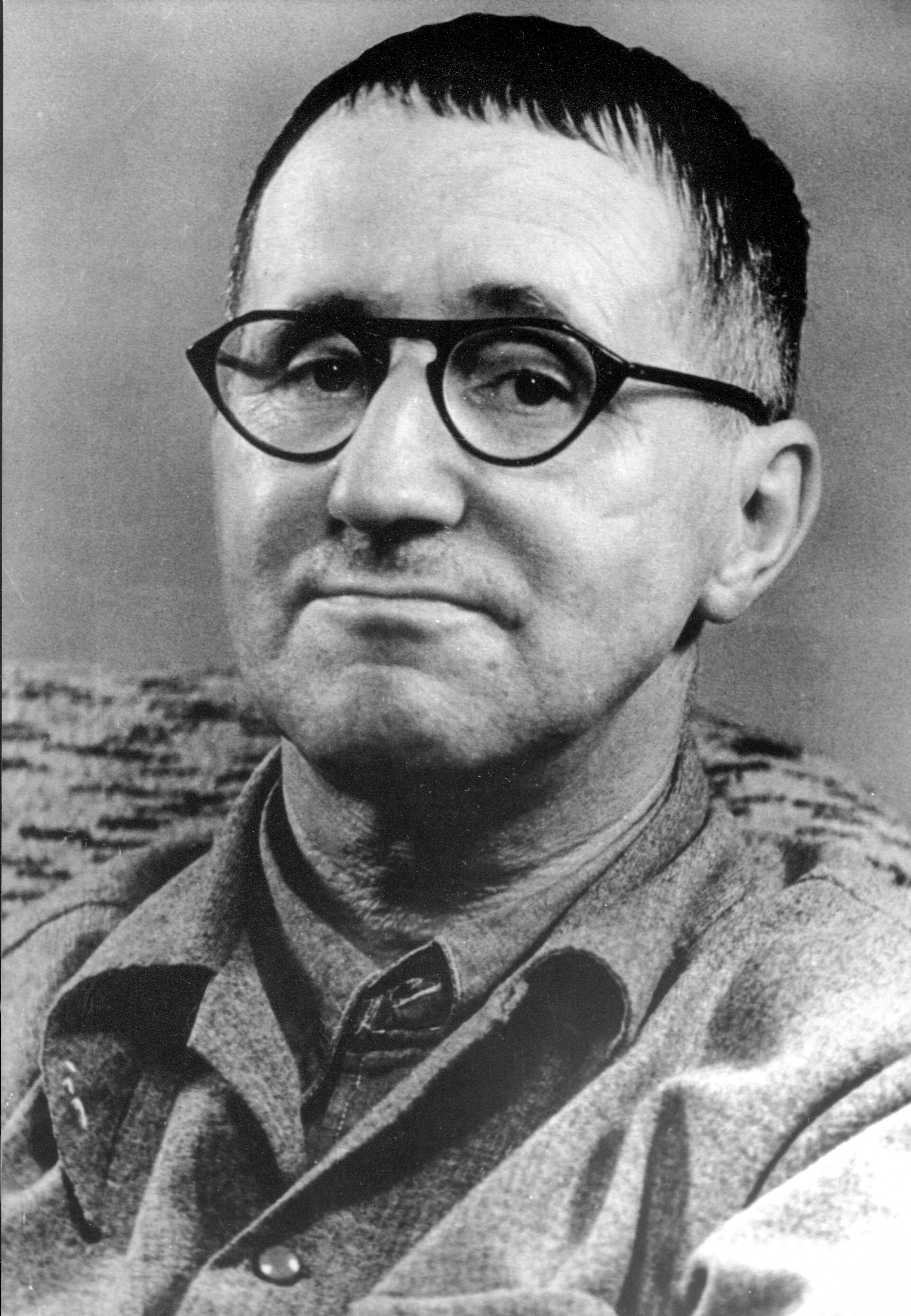
Bertolt Brecht

O drama expressionista opôs-se à representação fidedigna da realidade própria do naturalismo, renunciando à imitação do mundo exterior e visando a refletir a essência das coisas, através de uma visão subjetiva e idealizada do ser humano. Os dramaturgos expressionistas visavam a fazer do teatro um mediador entre a filosofia e a vida, transmitirem novos ideais, renovar a sociedade moral e ideologicamente. Para isso realizaram uma profunda renovação dos recursos dramáticos e cênicos, seguindo o modelo estacional de Strindberg e perdendo o conceito de espaço e tempo, enfatizando por outro lado a evolução psicológica da personagem, que mais que indivíduo é um símbolo, a encarnação dos ideais de libertação e superação do novo homem que transformará a sociedade. São personagens tipificados, sem personalidade própria, que encarnam determinados roles sociais, nomeados pela sua função: pais, mães, operários, soldados, mendigos, jardineiros, comerciantes. O teatro expressionista pôs ênfase na liberdade individual, na expressão subjetiva, o irracionalismo e a temática proibida. A sua posta em cena buscava uma atmosfera de introspeção, de pesquisa psicológica da realidade. Utilizavam uma linguagem concisa, sóbria, exaltada, patética, dinâmica, com tendência ao monólogo, forma idônea de mostrar o interior do personagem. Também ganhou importância a gesticulação, a mímica, os silêncios, os balbucios, as exclamações, que cumpriam igualmente uma função simbólica. Igual simbolismo adquiriu a cenografia, outorgando especial relevância a luz e a cor, e recorrendo à música e até mesmo a projeções cinematográficas para potenciar a obra.
O teatro foi um meio idôneo para a plasmação emocional do expressionismo, pois o seu caráter multiartístico, que combinava a palavra com a imagem e a ação, era ideal para os artistas expressionistas, fosse qual for a sua especialidade. Assim, além do teatro, naquela época proliferaram os cabarés, que uniam representação teatral e música, como em Die Fledermaus (O Morcego), em Viena; Die Brille (Os Óculos), em Berlim; e Die elf Scharfrichter (Os Onze Verdugos), em Munique. No teatro expressionista predominou a temática sexual e psicanalítica, talvez por influência de Freud, cuja obra A interpretação dos sonhos apareceu em 1900. Assim mesmo, os protagonistas costumavam serem seres angustiados, solitários, torturados, isolados do mundo e despojados de todo tipo de convencionalismo e aparência social. O sexo representava violência e frustração, a vida sofrimento e angustia.
Os principais dramaturgos expressionistas foram Georg Kaiser, Fritz von Unruh, Reinhard Sorge, Ernst Toller, Walter Hasenclever, Carl Sternheim, Ernst Barlach, Hugo von Hofmannsthal e Ferdinand Bruckner. Cabe sublinhar também a figura do produtor e diretor teatral Max Reinhardt, diretor do Deutsches Theater, que se destacou pelas inovações técnicas e estéticas que aplicou à cenografia expressionista: experimentou com a iluminação, criando jogos de luzes e sombras, concentrando a iluminação num sítio ou personagem para captar a atenção do espectador, ou fazendo variar a intensidade das luzes, que se entrecruzam ou opunham. A sua estética teatral foi adaptada posteriormente ao cinema, sendo um dos traços distintivos do cinema expressionista alemão. Finalmente, caberia assinalar que no expressionismo se formaram duas figuras de grande relevância no teatro moderno internacional: o diretor Erwin Piscator, criador de uma nova forma de fazer teatro que denominou "teatro político", experimentando uma forma de espetáculo didático que aplicou mais tarde Brecht no Berliner Ensemble. Em 1927 criou o seu próprio teatro (Piscatorbühne), no que aplicou os princípios ideológicos e cênicos do teatro político. Bertolt Brecht foi o criador do "teatro épico", assim designado em contraste com o teatro dramático. Quebrou com a tradição do naturalismo e do neorromantismo, transformando radicalmente tanto o senso do texto literário quanto a forma de o espetáculo ser apresentado, e tentando que o público deixasse de ser um simples espectador-receptor para desenvolver um papel ativo.

## Música
O expressionismo outorgou muita importância à música, ligada estreitamente à arte sobretudo no grupo Der Blaue Reiter: para estes artistas, a arte é comunicação entre indivíduos, por meio da alma, sem necessidade de um elemento externo. O artista tem de ser criador de signos, sem a mediação de uma linguagem. A música expressionista, seguindo o espírito das vanguardas, visava a desligar a música dos fenômenos objetivos externos, sendo instrumento unicamente da atividade criadora do compositor e refletindo nomeadamente o seu estado anímico, fora de toda regra e toda convenção, tendendo à esquematização e às construções lineais, em paralelo à geometrização das vanguardas pictóricas do momento.
A música expressionista procurou a criação de uma nova linguagem musical, libertando a música, sem tonalidade, deixando que as notas fluíssem livremente, sem intervenção do compositor. Na música clássica, a harmonia era baseada na cadência tônica-subdominante-dominante-tônica, sem dentro de uma tonalidade suceder notas estranhas à escala. Contudo, desde Wagner, a sonoridade adquiriu maior relevância a respeito da harmonia, ganhando importância as doze notas da escala. Assim, Arnold Schönberg criou o dodecafonismo, sistema baseado nos doze tons da escala cromática —as sete notas da escala tradicional mais os cinco semítonos—,utilizados em qualquer ordem, mas em séries, sem repetir uma nota antes de as outras sonarem. Assim é evitada a polarização, a atração a centros tonais. A série dodecafônica é uma estrutura imaginária, sem tema nem ritmo. Cada série tem 48 combinações, por inversão, retrogradação ou inversão da retrogradação, e começando por cada nota, o que produz uma série quase infinita de combinações. A destruição da hierarquia na escala musical é equivalente, na pintura, à eliminação da perspectiva espacial renascentista efetuada igualmente pelas vanguardas pictóricas. O dodecafonismo foi seguido pelo ultracromatismo, que ampliou a escala musical a graus inferiores ao semitono —quartos ou sextos de tom—, como na obra de Alois Hába e Ferruccio Busoni.
Entre os músicos expressionistas destacaram-se especialmente Arnold Schönberg, Alban Berg e Anton Webern, trio que formou a chamada Segunda Escola de Viena:

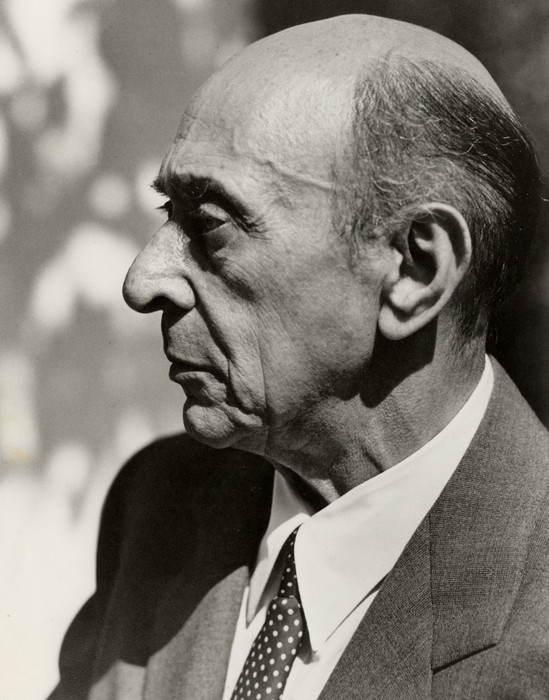
Arnold Schönberg

- Arnold Schönberg: formou-se quando em Viena havia um caloroso debate entre wagnerianos e brahmsianos, inclinando-se depressa por novas formas de expressão renovadoras da linguagem musical. As suas primeiras obras foram um insucesso de público, como o poema sinfônico Pelleas und Melisande (1903), sobre o texto de Maeterlinck, se bem que acrescentaram a sua fama entre os novos músicos, mais afins à vanguarda. Com a Kammersymphonie (1906) e os Lieder (1909), sobre textos de Stefan George, começou a acercar-se à que seria a sua linguagem definitiva, pontuada pela atonalidade, a assimetria rítmica e a dissolução tímbrea, que terminarão no dodecafonismo. Conseguiu os seus primeiros sucessos com os Gurrelieder (1911) e Pierrot Lunaire (1912), aos quais seguiu uma pausa devida à guerra. Mais adiante, a sua obra ressurgiu com uma composição já totalmente dodecafônica: Quinteto para instrumentos de vento (1924), Terceiro quarteto para corda (1927), Variações (1926-1928), etc.[130]
- Anton Webern: circunscrito a obras de pequeno calibre, não teve muito reconhecimento em vida, se bem que a sua obra fosse profundamente vanguardista e inovadora. Mais místico e decadente que Schönberg, Webern foi um músico dodecafônico profundo: ao contrário de Schönberg, que não serializava os ritmos mas apenas a altura dos sons, Webern sim o fazia, destacando-se as áreas estruturais, com uma música nua, etérea, atemporal; assim como Schönberg tinha uma estrutura clássica sob o sistema dodecafônico, Webern criou uma música totalmente nova, sem referências ao passado. Webern rompeu a melodia, cada nota era feita por um instrumento diferente, numa espécie de pontilhismo musical, numa tentativa de serialização tímbrea, destacando-se o espaço antes do tempo. Entre as suas obras destacam-se Bagatelas (1913), Trio para cordas (1927), A luz dos olhos (1935) e Variações para piano (1936).[131]
- Alban Berg: aluno de Schönberg entre 1904 e 1910, tinha, no entanto, um conceito mais amplo, complexo e articulado da forma e do timbre do que o seu mestre. Nos seus começos foi influenciado por Schumann, Wagner e Brahms, conservando sempre a sua obra um marcado tom romântico e dramático. Berg usou o dodecafonismo livremente, alterando as ortodoxas regras que pôs inicialmente Schönberg, dando-lhe uma particular cor tonal. Entre as suas obras destacam-se as óperas Wozzeck (1925) e Lulu (1935), além de Suite lírica para quarteto de corda (1926) e Concerto para violino e orquestra (À memória de um anjo) (1935).[132]

Com a Nova Objetividade e a sua visão mais realista e social da arte surgiu o conceito de Gebrauschmusik (música utilitária), baseada no conceito de consumo de massas para elaborar obras de construção simples e acessíveis para todo o mundo. Eram obras de marcado caráter popular, influenciadas pelo cabaret e pelo jazz, como o Balé triádico (Triadisches Ballet, 1922) de Oskar Schlemmer, que conjugava teatro, música, cenografia e coreografia. Um dos seus máximos expoentes foi Paul Hindemith, um dos primeiros compositores em criar faixas sonoras para cinema, bem como pequenas peças para afeicionados e colegiais e obras cômicas como Novidades do dia (Neues vom Tage, 1929). Outro expoente foi Kurt Weill, colaborador de Brecht em diversas obras como Die Dreigroschenoper ("A Ópera dos Três Vinténs", 1928), na qual a música popular, de ar cabareteiro e ritmos dançáveis, contribui para distanciar a música do drama e quebrar a ilusão cênica, remarcando o seu caráter de ficção.

## Ópera
A ópera expressionista desenvolveu-se em paralelo às novas vias de estudo pela música atonal ideada por Schönberg. O espírito renovador da mudança de século, que levou todas as artes a uma ruptura com o passado e a buscarem um novo impulso criador, conduziu este compositor austríaco a criar um sistema onde todas as notas tivessem o mesmo valor e a harmonia fosse substituída pela progressão de tons. Schönberg compôs duas óperas nesse contexto: Moses und Aron (composta desde 1926 e inacabada) e De hoje a manhã (Von Heute auf Morgen, 1930). Mas sem dúvida a grande ópera do atonalismo foi Wozzeck (1925), de Alban Berg, baseada na obra teatral de Georg Büchner, ópera romântica enquanto a temática mais de complexa estrutura musical, experimentando com todos os recursos musicais disponíveis desde o classicismo até a vanguarda, do tonal ao atonal, do recitativo a música, da música popular à música sofisticada de contraponto dissonante. Obra de forte expressão psicológica, ao tratar de um demente angustiado por imagens paranoicas a música torna-se também demencial, expressando simbolicamente o interior de uma pessoa desquiciada, os mais profundos resquícios do inconsciente. Na sua segunda ópera, Lulu, baseada em duas dramas de Wedekind, Berg abandonou o expressionismo atonal e mudou para o dodecafonismo.
Um dos principais antecedentes da ópera expressionista foi Os Marcados (Die Gezeichneten, 1918), de Franz Schreker, ópera de grande complexidade que requeria uma orquestra de 120 músicos. Baseada num drama renascentista italiano, era uma obra de temática sombria e torturada, plenamente imersa no espírito deprimente do pós-guerra. A música era inovadora, radical, de sonoridade enigmática, com uma coloratura instrumental audaz e brilhante. Em 1927 Ernst Krenek estreou a sua ópera Jonny ataca (Jonny spielt auf), que conseguiu um notável sucesso e foi a ópera mais representada do momento. Com grande influência do jazz, Krenek experimentou com as principais tendências musicais da época: neorromantismo, neoclassicismo, atonalidade, dodecafonismo. Considerado como "músico degenerado", em 1938 refugiou-se nos Estados Unidos, ao tempo que os nazis inauguravam a exposição Entartete Musik (Música degenerada) em Düsseldorf —em paralelo à amostra de arte degenerada, Entartete Kunst—, onde atacavam a música atonal, o jazz e as obras de músicos judeus. Outro grande sucesso foi a ópera O Mistério de Heliane (Das Wunder der Heliane, 1927), de Erich Wolfgang Korngold, obra de certo erotismo com uma esquisita partitura concebida em escala épica que creia uma grande dificuldade para os intérpretes. Outras óperas deste autor foram Die Tote Stadt, Der Ring des Polykrates e Violanta. Com a instauração do Anschluss em 1938, Korngold emigrou para os Estados Unidos.
Erwin Schulhoff compôs em 1928 a sua ópera Flammen, versão do clássico Don Juan, com cenografia de Zdeněk Pesánek, pioneiro da arte cinética. Obra de corte fantástico, percebe-se certa influência do teatro chinês, no que cabe todo o inimaginável, decorrendo todo tipo de situações paradoxais e absurdas. Schulhoff abandonou assim as regras teatrais aristotélicas vigentes até então no teatro e a ópera para um novo conceito de posta em cena, que entende o teatro como um jogo, um espetáculo, uma fantasia que transborda a realidade e leva a um mundo de sonhos. Combinando diferentes estilos, Schulhoff afastou-se da tradicional ópera alemã iniciada com Wagner e culminada no Wozzeck de Berg, acercando-se por outro lado à ópera francesa, em obras como o Pelléas et Mélisande de Debussy ou o Cristóvão Colombo de Milhaud.
Berthold Goldschmidt, professor de direção de orquestra da Berlin Hochschule für Musik, adaptou em 1930 "O Magnífico Cornudo" (Der gewaltige Hanrei) de Crommelynck, estreada em 1932, se bem que a sua condição de judeu provocou que fosse imediatamente retirada, emigrando então para a Grã-Bretanha. Finalmente, Viktor Ullmann desenvolveu a sua obra no campo de concentração de Theresienstadt (Terezín), onde os nazis provaram um sistema de "ghetto modelo" para desviar a atenção do extermínio de judeus que estavam realizando. Com uma grande dose de autogoverno, os reclusos podiam exercer atividades artísticas, podendo assim compor a sua ópera Der Kaiser Von Atlantis (1944). Admirador de Schönberg e da "atonalidade romântica" de Berg, Ullmann criou uma obra de grande riqueza musical inspirada tanto na tradição como nas principais inovações da música de vanguarda, com uma temática relativa à morte de grande tradição na literatura musical alemã. Contudo, antes do seu estreio foi proibida pelas SS, que encontrou certa similaridade entre o protagonista e a figura de Hitler, e o autor foi enviado ao campo de Auschwitz.

## Dança

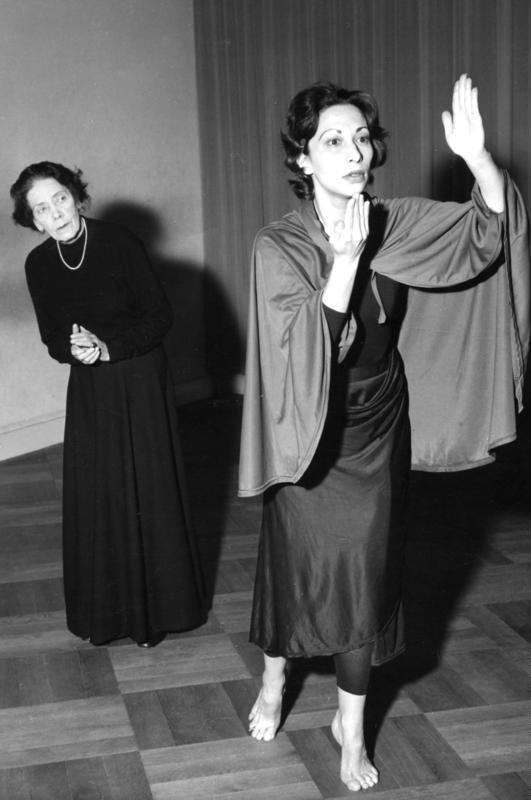
Mary Wigman, pioneira da dança expressionista (esquerda)

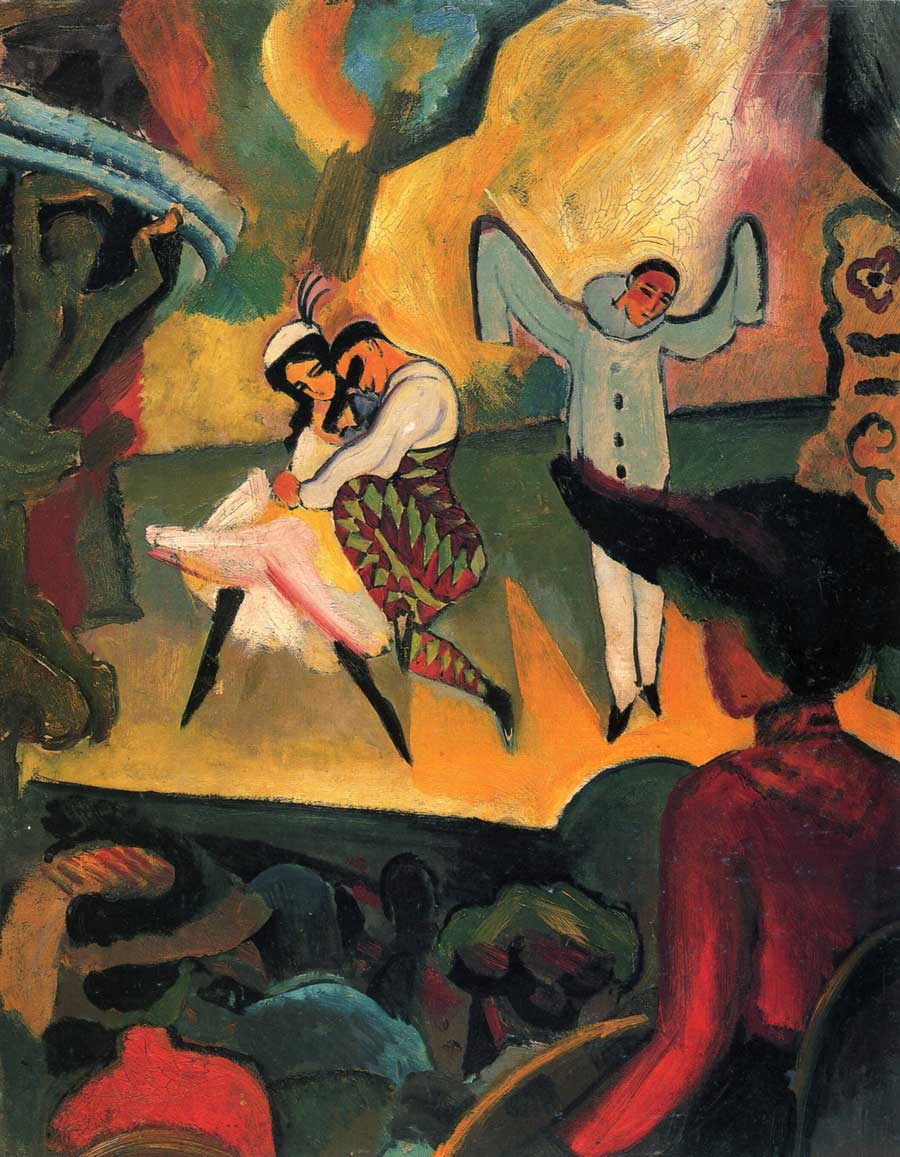
Ballet russo (1912), de August Macke, Kunsthalle, Bremen

A dança expressionista surgiu no contexto de inovação que o novo espírito vanguardista contribuiu para a arte, sendo reflexo de uma nova forma de entender a expressão artística. Como nas demais disciplinas artísticas, a dança expressionista implicou uma ruptura com o passado —neste caso o ballet clássico—, buscando novas formas de expressão baseadas na liberdade do gesto corporal, liberto das ataduras da métrica e do ritmo, onde adquire maior relevância a auto-expressão corporal e a relação com o espaço. Em paralelo à reivindicação naturista que ocorre na arte expressionista —sobretudo em Die Brücke—, a dança expressionista reivindicou a liberdade corporal, ao mesmo tempo que as novas teorias psicológicas de Freud influíram numa maior introspeção na mente do artista, o que se traduziu numa tentativa da dança de expressar o interior, de libertar o ser humano das suas repressões.
A dança expressionista coincidiu com Der Blaue Reiter no seu conceito espiritualista do mundo, visando a captar a essência da realidade e transcendê-la. Rejeitavam o conceito clássico de beleza, o que se expressa num dinamismo mais abrupto e áspero que o da dança clássica. Ao mesmo tempo, aceitavam o aspecto mais negativo do ser humano, o que subjaz no seu inconsciente mas que é parte indissolúvel do mesmo. A dança expressionista não evitou mostrar o lado mais obscuro do indivíduo, a sua fragilidade, o seu sofrimento, o seu desamparo. Isto traduz-se numa corporalidade mais contraída, numa expressividade que inclui todo o corpo, ou até mesmo na preferência por dançar descalços, o que implica um maior contato com a realidade, com a natureza.
A dança expressionista foi denominada também "dança abstrata", pois implicou uma libertação do movimento, afastado da métrica e do ritmo, paralelo ao abandono da figuração por parte da pintura, ao mesmo tempo que a sua pretensão de expressar mediante o movimento ideias ou estados de ânimo coincidiu com a expressão espiritual da obra abstrata de Kandinsky. Contudo, a presença ineludível do corpo humano provocou uma certa contradição na denominação de uma corrente "abstrata" dentro da dança.
Um dos máximos teóricos da dança expressionista foi o coreógrafo Rudolf von Laban, que criou um sistema que visava a integrar corpo e alma, pondo ênfase na energia que emanam os corpos, e analisando o movimento e a sua relação com o espaço. As contribuições de Laban permitiram aos dançarinos uma nova multidirecionalidade em relação ao espaço circundante, ao mesmo tempo que o movimento se libertou do ritmo, outorgando igual relevância ao silêncio do que à música. Laban visava igualmente escapar da gravidade buscando deliberadamente a perda de equilíbrio. Assim mesmo, tentou afastar-se do aspecto rígido do ballet clássico promovendo o movimento natural e dinâmico do bailarino.
A principal musa da dança expressionista foi a dançarina Mary Wigman, que estudou com Laban e teve estreitos contatos com o grupo Die Brücke, enquanto, durante a Primeira Guerra Mundial, relacionou-se ao grupo dadaísta de Zurique. Para ela, a dança era uma expressão do interior do indivíduo, fazendo especial insistência na expressividade frente à forma. Assim outorgava especial importância à gestualidade, ligada com frequência à improvisação, bem como ao uso de máscaras para acentuar a expressividade do rosto. Os seus movimentos eram livres, espontâneos, provando novas formas de se movimentar pelo palco, arrastando-se ou deslizando-se, ou movimentando partes do corpo em atitude estática, como na dança oriental. Baseava-se no princípio de tensão-relaxação, o que procurava maior dinamismo ao movimento. Criou coreografias realizadas inteiramente sem música, ao mesmo tempo que se libertava das ataduras do espaço, que em vez de envolver e pegar ao dançarino se converteu numa projeção do seu movimento, perseguindo aquele anseio romântico de se fundir com o universo.
Depois da guerra, a dança teve uma época de grande auge, pois o aumento de um público visando esquecer os desastres da guerra comportou uma grande proliferação de teatros e cabarés. Coreógrafos e dançarinos expressionistas começaram a viajar por todo o mundo, difundindo os seus sucessos e ideais e ajudando ao crescimento e consolidação da dança moderna. No entanto, a crise econômica e o advento do nazismo levaram ao declínio da dança expressionista. Contudo, as suas contribuições seguiram vigentes na obra de coreógrafos como Kurt Jooss e bailarinas como Pina Bausch, chegando a sua influência até a atualidade e evidenciando a contribuição essencial da dança expressionista para a dança contemporânea.

## Cinema

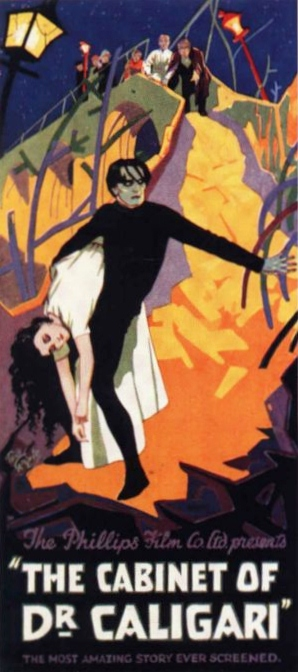
O gabinete do doutor Caligari (1919), de Robert Wiene

O expressionismo não chegou ao cinema até passada a Primeira Guerra Mundial, quando já praticamente desaparecera como corrente artística, sendo substituída pela Nova Objetividade. Contudo, a expressividade emocional e a distorção formal do expressionismo tiveram uma perfeita tradução à linguagem cinematográfica, sobretudo graças à contribuição do teatro expressionista, cujas inovações cênicas foram adaptadas com grande sucesso no cinema. O cinema expressionista passou por diversas etapas: do expressionismo puro —chamado por vezes "caligarismo"— evoluiu para um certo neorromantismo (Murnau), e deste para o realismo crítico (Pabst, Siodmak, Lupu Pick), para terminar no sincretismo de Lang e no naturalismo idealista do Kammerspielfilm. Entre os principais cineastas expressionistas caberia destacar-se Robert Wiene, Paul Wegener, Friedrich Wilhelm Murnau, Fritz Lang, Georg Wilhelm Pabst, Paul Leni, Josef von Sternberg, Ernst Lubitsch, Lupu Pick, Robert Siodmak, Arthur Robison e Ewald André Dupont.
O cinema expressionista alemão impôs na pantalha um estilo subjetivista, que oferecia em imagens uma deformação expressiva da realidade, traduzida em termos dramáticos mediante a distorção de decorados, maquilhagens, assim como a conseguinte recriação de atmosferas terroríficas ou, pelo menos, inquietantes. O cinema expressionista caracterizou-se pela sua recorrência ao simbolismo das formas, deliberadamente distorcidas com o apoio dos diferentes elementos plásticos. A estética expressionista tomou as suas temas de gêneros como à fantasia e ao terror, reflexo moral do angustioso desequilíbrio social e político que agitou a República de Weimar aqueles anos. Com forte influência do romantismo, o cinema expressionista refletiu uma visão do homem característica da alma "fáustica" alemã: amostra a natureza dual do homem, a sua fascinação pelo mal, a fatalidade da vida sujeita na marra do destino. Podemos assinalar como finalidade do cinema expressionista o traduzir simbolicamente, mediante linhas, formas ou volumes, a mentalidade das personagens, o seu estado de ânimo, as suas intenções, de modo que a decoração apareça como a tradução plástica do seu drama. Este simbolismo suscitava reações psíquicas aproximadamente conscientes que orientavam o espírito do espectador.
O cinema alemão contava com uma importante indústria desde o final do século XIX, sendo Hamburgo a sede da primeira Exposição Internacional da Indústria Cinematográfica em 1908. Contudo, antes da guerra o nível artístico das suas produções era mais bem baixo, com produções genéricas orientadas ao consumo familiar, adscritas ao ambiente burguês e conservador da sociedade guilhermina. Tão somente a partir de 1913 começaram a ser realizadas produções de maior relevo artístico, com maior uso de exteriores e melhores decorados, desenvolvendo a iluminação e a montagem. Durante a guerra a produção nacional foi potenciada, com obras tanto de gênero quanto de autor, destacando-se a obra de Paul Wegener, iniciador do cinema fantástico, gênero habitualmente considerado o mais tipicamente expressionista. Em 1917 foi criado por ordem de Hindenburg —seguindo uma ideia do general Ludendorff— a UFA (Universum Film Aktien Gesellschaft), apoiada pelo Deutsche Bank e a indústria alemã, para promover o cinema alemão fora das suas fronteiras. O selo UFA caracterizou-se por uma série de inovações técnicas, como a iluminação focal, os efeitos especiais —como a sobreimpressão—, os movimentos de câmara —como a "câmara desencadeada"—, o desenho de decorados, etc. Era um cinema de estudo, com um marcado componente de pré-produção, que assegurava um claro controle do diretor sobretudo os elementos que incorriam no filme. Por outro lado, a sua montagem lenta e pausada, as suas elipses temporárias, criavam uma sensação de subjetividade, de introspeção psicológica e emocional.
As primeiras obras do cinema expressionista nutriram-se de lendas e antigas narrações de corte fantástico e misterioso, quando não terrorífico e alucinante: O estudante de Praga (Paul Wegener e Stellan Rye, 1913), sobre um novo que vende a sua imagem refletida nos espelhos, baseada no Peter Schlemihl de Chamisso; O Golem (Paul Wegener e Henrik Galeem, 1914), sobre um homem de barro criado por um rabino judeu; Homunculus (Otto Rippert, 1916), precursora nos contrastes em branco e preto, os choques de luz e sombra. O gabinete do doutor Caligari (Robert Wiene, 1919), sobre uma série de assassinatos cometidos por um sonâmbulo, converteu-se na obra mestra do cinema expressionista, pela recriação de um ambiente opressivo e angustioso, com decorados de aspecto estranhamente anguloso e geométrico —paredes inclinadas, janelas em forma de flecha, portas cuneiformes, chaminés oblíquas—, iluminação de efeitos dramáticos —inspirada no teatro de Max Reinhardt—, e maquilhagem e vestuário que salientam o ar misterioso que envolve todo o filme.
Paradoxalmente, Caligari foi mais o final de um processo que o começo de um cinema expressionista, pois o seu caráter experimental era dificilmente assimilável por uma indústria que buscava produtos mais comerciais. As produções posteriores continuaram com maior ou menor intensidade a base argumental de Caligari, com histórias geralmente baseadas em conflitos familiares e uma narração efetuada com flashbacks, e uma montagem oblíqua e anacrônica, especulativa, fazendo que o espectador interprete a história; por outro lado, perderam o espírito artístico de Caligari, a sua revolucionária cenografia, a sua expressividade visual, em favor de um maior naturalismo e plasmação mais objetiva da realidade.
Ao primeiro expressionismo, de caráter teatral —o chamado "caligarismo"—, seguiu um novo cinema —o de Lang, Murnau, Wegener, etc. — que se inspirava mais no romantismo fantástico, deixando o expressionismo literário ou pictórico. Estes autores buscavam uma aplicação direta do expressionismo ao filme, deixando os decorados artificiais e inspirando-se mais na natureza. Assim surgiu o Kammerspielfilm, orientado para um estudo naturalista e psicológico da realidade cotidiana, com personagens normais, mas tomando do expressionismo a simbologia dos objetos e a estilização dramática. O Kammerspielfim era baseado num realismo poético, aplicando a uma realidade imaginária um simbolismo que permite atingir o senso dessa realidade. A sua estética baseava-se num respeito, embora não total, das unidades de tempo, local e ação, numa grande linearidade e simplicidade argumental, que fazia desnecessária a inserção de rótulos explicativos, e na sobriedade interpretativa. A simplicidade dramática e o respeito pelas unidades permitiam criar umas atmosferas fechadas e opressivas, nas quais se movimentariam os protagonistas.
Na década de 1920 aconteceram os principais sucessos do cinema expressionista alemão: Ana Bolena (Lubitsch, 1920), As três luzes (Lang, 1921), Nosferatu, Eine Symphonie des Grauens (Murnau, 1922), O doutor Mabuse (Lang, 1922), Sombras (Robison, 1923), Sylvester (Pick, 1923), Os Nibelungos (Lang, 1923-1924), O homem das figuras de cera (Leni, 1924), As mãos de Orlac (Wiene, 1924), O último (Murnau, 1924), Bajo a máscara do prazer (Pabst, 1925), Tartufo (Murnau, 1925), Varieté (Dupont, 1925), Fausto (Murnau, 1926), O amor de Jeanne Nei (Pabst, 1927), Metropolis (Lang, 1927), A caixa de Pandora (Pabst, 1929), O anjo azul (Sternberg, 1930), M, o vampiro de Düsseldorf (Lang, 1931).
Desde 1927, coincidindo com a introdução do cinema sonoro, uma câmbio de direção na UFA comportou um novo rumo para o cinema alemão, de corte mais comercial, visando a imitar o sucesso conseguido pelo cinema americano produzido por Hollywood. Para então a maioria de diretores estabeleceram-se em Hollywood ou Londres, o que comportou o fim do cinema expressionista como tal, substituído por um cinema cada vez mais germanista que pronto foi instrumento de propaganda do regime nazi. Contudo, a estética expressionista incorporou-se ao cinema moderno através da obra de diretores como Carl Theodor Dreyer, Carol Reed, Orson Welles e Andrzej Wajda.

## Fotografia

"Feto", de Karl Blossfeldt

A fotografia expressionista desenvolveu-se nomeadamente durante a República de Weimar, constituindo um dos principais focos da fotografia europeia de vanguarda. A nova sociedade alemã do pós-guerra, no seu afã quase utópico de regenerar o país após os desastres da guerra, recorreu a uma técnica relativamente nova como a fotografia para romper com a tradição burguesa e construir um novo modelo social baseado na colaboração entre classes sociais. A fotografia da década de 1920 seria herdeira das fotomontagens antibelicistas criadas pelos dadaístas durante a contenda, e aproveitaria a experiência de fotógrafos procedentes do leste que pararam na Alemanha após a guerra, o que levaria para a elaboração de um tipo de fotografia de grande qualidade tanto técnica como artística.
Assim mesmo, em paralelo à Nova Objetividade surgida após a guerra, a fotografia tornou-se um meio privilegiado de captar a realidade sem rodeios, sem manipulação, conjugando a estética com a precisão documental. Os fotógrafos alemães criaram um tipo de fotografia baseada na nitidez da imagem e da utilização da luz como meio expressivo, modelando as formas e destacando-se as texturas. Este tipo de fotografia teve ressonância internacional, gerando movimentos paralelos como a photographie pure francesa e a straight photography norte-americana. Houve um grande auge durante esta época da imprensa gráfica e as publicações, tanto de revistas como de livros ilustrados. A conjunção de fotografia e tipografia levou a criação do chamado "foto-tipo", com um desenho racionalista inspirado na Bauhaus. Também tomou importância a publicação de livros e revistas especializados em fotografia e em desenho gráfico, como Der Querschnitt, Gebrauchsgraphik e Das Deutsche Lichtbild, bem como as exposições, como a grande demonstração Film und Foto, celebrada em 1929 em Stuttgart por iniciativa da Deutscher Werkbund, da qual surgiu o ensaio de Franz Roh Foto-Auge.
O mais destacado fotógrafo expressionista foi August Sander: estudante de pintura, mudou para a fotografia, abrindo um estudo de retrato em Colônia. Dedicou-se ao retrato, criando um projeto quase enciclopédico que visava a catalogar objetivamente o alemão da República de Weimar, retratando personagens de qualquer estamento social, partindo da premissa de que o indivíduo é fruto das circunstâncias históricas. Em 1929 apareceu o primeiro tomo de O rosto do nosso tempo (Antlitz der Zeit), do qual não surgiram mais ao ser vetado pelos nazistas, que não gostavam da imagem da Alemanha captada por Sander, ao que destruíram 40 000 negativos. Os retratos de Sander eram frios, objetivos, científicos, desapaixonados, mas por esse motivo resultavam de uma grande eloquência pessoal, sublinhando a sua individualidade.
Outros destacados fotógrafos foram: Karl Blossfeldt, professor de forja numa escola de artes aplicadas, em 1890 começou na fotografia nomeadamente para obter modelos para os seus trabalhos em metal, especializando-se em fotografia de vegetais, recopilando o seu trabalho em 1928 com o título Formas originais da arte (Urformem der Kunst). Albert Renger-Patzsch estudou química em Dresden, começando na fotografia, da qual deu classes na Folkwangschule de Essen. Especializou-se na fotografia publicitária, publicando vários livros sobre o mundo técnico e industrial: em 1927 publicou Die Halligen, sobre paisagens e gentes das ilhas da Frísia oriental, e em 1928 O mundo é formoso (Die Welt ist schön). Hans Finsler, especializado em naturezas-mortas; estudou arquitetura e história da arte, sendo professor em Halle an der Saale de 1922 a 1932. Criou em Zurique o departamento fotográfico da Kunst Gewerbeschule, onde se formaram numerosos fotógrafos, como Werner Bischof e René Burri. Werner Mantz estudou na Bayerische Staatslehranstalt für Photographie de Munique, especializando-se na fotografia da arquitetura, ilustrando as principais construções do racionalismo. Entre 1937 e 1938 retratou o mundo dos mineiros em Maastricht. Willy Zielke, de origem polonesa, estudou fotografia em Munique. Dedicou-se nomeadamente à evolução social e industrial da Alemanha, rodando um documentário sobre o desemprego operário (Arbeitlos, 1932), que foi proibido pelos nazistas.